# Diplodocus
Diplodocus is een geslacht van uitgestorven sauropode dinosauriërs, behorend tot de groep van de Diplodocidae, dat leefde tijdens het Laat-Jura, ongeveer 150 miljoen jaar geleden, in het gebied van het huidige Noord-Amerika.
Het eerste fossiel van Diplodocus werd in 1877 ontdekt in de Verenigde Staten. Het dier kreeg in 1878 van de beroemde Amerikaanse paleontoloog professor Othniel Charles Marsh zijn naam, die 'dubbele balk' betekent. Die naam slaat niet op de vorm van het lichaam, zoals vaak te lezen valt, maar op de balkvormige dubbele uitsteeksels aan de onderkant van de staartwervels. De eerst benoemde typesoort is Diplodocus longus. Later werden er nog drie soorten benoemd: Diplodocus lacustris, Diplodocus carnegii en Diplodocus hayi. De soorten verschillen maar weinig van elkaar, maar bij D. lacustris gaat het vermoedelijk om een andere dinosauriër; D. hayi is later hernoemd tot Galeamopus. Een probleem is dat de fossielen die oorspronkelijk als D. longus benoemd zijn van zulke slechte kwaliteit waren dat die naam niet meer toepasselijk is op andere vondsten, hoewel er daarvan veel ooit bij ondergebracht zijn. De enige echte soort die dan overblijft, is D. carnegii waarvan enkele vrij complete skeletten bekend zijn.
Diplodocus was een erg langgerekt dier dat zeker vijfentwintig meter lang kon worden en twaalf ton zwaar. Er bestaat een nauw verwante soort, Seismosaurus hallorum, waarvan veel geleerden denken dat het eigenlijk een grote Diplodocus-soort is die Diplodocus hallorum genoemd kan worden, welke naam dan het onbruikbare D. longus kan vervangen voor het oude botmateriaal. Als dat waar is, werd Diplodocus nog veel groter, tot ver boven de dertig meter lengte. Toch was Diplodocus niet zo zwaar voor zijn grootte. Veel botten waren lichtgebouwd en hol van binnen om gewicht te besparen en verbonden met grote luchtzakken in de romp die ook zorgden voor een goede ademhaling. Misschien betekende dit dat het dier warmbloedig was. In ieder geval groeiden de jongen na het uitkomen uit het ei erg snel.
Diplodocus had een lange nek, een kortere zware romp en een erg lange staart die niet over de grond sleepte maar horizontaal gehouden werd. Hij stond recht op de poten waarvan vooral de achterpoten lang en stevig waren. De voorpoten waren wat korter en dunner. Diplodocus kon door zijn rechte achterpoten niet rennen maar wel vrij snel stappen. De nek droeg een kleine langwerpige kop met hoge neusgaten en vooraan lange tanden die als een hark werkten. Daarmee trok het dier naalden van naaldbomen, die heel werden ingeslikt en in de grote buik verteerd. De wetenschappers zijn het er niet over eens waarvoor de lange nek diende. Sommigen denken dat de nek schuin omhooggehouden kon worden om in de boomtoppen te eten. Anderen denken dat de hals niet sterk gebogen kon worden en dat het dier zich ook niet op de achterpoten kon oprichten. In plaats daarvan zou het alleen lage planten gegeten hebben. Diplodocus kon zich verdedigen tegen roofdieren, zoals Allosaurus, met zijn lange staart die als een zweep werkte en misschien ook met zijn lange scherpe duimklauwen. De kleur van Diplodocus  is onbekend, maar hij had hoornstekels op zijn rug en bijna zeker een geschubde huid.
Diplodocus is een van de bekendste dinosauriërs geworden doordat in het begin van de twintigste eeuw de schatrijke Amerikaanse staalfabrikant Andrew Carnegie kopieën van het skelet dat hij had laten opgraven van de Diplodocus-soort die naar hem vernoemd werd, D. carnegii, aan de keizers, koningen en presidenten van andere landen gaf om ze in hun nationale musea te zetten.

## Vondsten en naamgeving

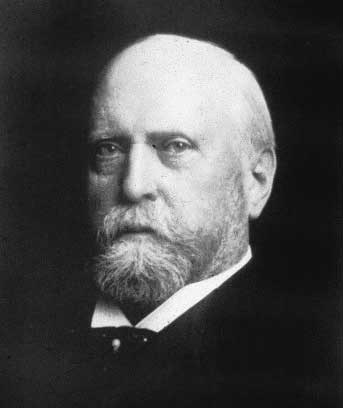
Marsh benoemde de eerste twee diplodocussoorten

Het eerste Diplodocus-skelet werd in augustus 1877 gevonden bij Cañon City, Colorado, door Benjamin Franklin Mudge, nabij de ranch van Marshall Parker Felch. Hij groef het op samen met Samuel Wendell Williston. Beiden waren medewerkers van de paleontoloog Othniel Charles Marsh die in 1878 de typesoort van het geslacht, Diplodocus longus, beschreef en benoemde. De geslachtsnaam, afgeleid van het Klassiek Griekse διπλόος (diploos), 'dubbel', en δοκός (dokos), 'balk', verwijst naar de vorm van de uitsteeksels aan onderkant van de staartwervels die niet alleen voorste, maar ook achterste takken hebben. De soortaanduiding betekent 'lang' in het Latijn, vermoedelijk een verwijzing naar de opvallende lengte van het dier. Marsh gaf voor dit deel van de naam geen etymologie, maar het specimen was op dat moment het langste bekende landdier, waarvan hij de lengte op vijftien meter schatte.

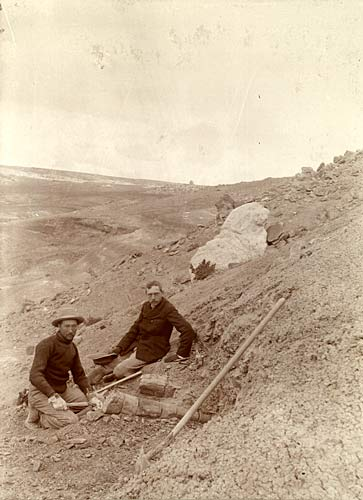
Brown en Osborn met AMNH 223

Het in 1877 gevonden holotype YPM 1920 kwam uit Felch Quarry 1 in de Garden Park-vindplaats, uit lagen uit het Kimmeridgien - Tithonien, ongeveer 152 miljoen jaar oud. Het bestaat uit een linkerachterpoot zonder voet, vijf rechter middenvoetsbeenderen en drie staartwervels. Meer skeletdelen waren bewaard gebleven, onder andere het bekken, maar werden wegens hun slechte brokkelige kwaliteit maar weggegooid; de methode om ze met gips te beschermen pasten de Amerikaanse opgravers in die tijd nog niet toe en ze hadden haast om de ongeduldige Marsh zo snel mogelijk van nieuwe fossielen te voorzien, vooral ook omdat een team van diens rivaal Edward Drinker Cope in de omgeving werkte en men bang was dat die een bepaalde soort eerder zou benoemen. Bij dezelfde gelegenheid werden de holotypen van Allosaurus fragilis en Othnielia rex gevonden. Overigens was het verlies voor onze kennis van Diplodocus vermoedelijk niet groot: in 1998 concludeerde Kenneth Carpenter dat op de delen van de staart na de botten van het holotype vermoedelijk aan Apatosaurus en wellicht een nog andere, niet te identificeren, sauropode toebehoren. In 2015 trok men daaruit de consequentie D. longus tot een nomen dubium te verklaren; een petitie aan de International Commission on Zoological Nomenclature om een vervangend neotype vast te stellen werd in 2016 ingediend, met de suggestie om dit de later benoemde D. carnegii te laten zijn. Dit werd echter afgewezen in 2018. In september 1883 vond Felch de eerste mogelijke schedel van Diplodocus, specimen USNM 2672, eerder YPM 1921, en in september 1884 een tweede, USNM 2673. In 1883 werd ook een losse ruggenwervel gevonden, USNM 4713. Andere mogelijke schedels zijn AMNH 969 (gevonden door Peter Kaisen in 1903), CM 11161, CM 11162, CM 11255 en CM 3452. Alleen bij dit laatste exemplaar is de schedel echter aan een nek verbonden zodat echt een verband met Diplodocus bewezen kan worden; in 2015 was die nek echter nog niet beschreven. Zekere schedels zijn dus onbekend. In 1897 groef Barnum Brown specimen AMNH 223 op, toentertijd het meest complete. In 2015 concludeerde een studie dat dit specimen van Seismosaurus (D. hallorum) was.
In 1884 benoemde Marsh een tweede soort: Diplodocus lacustris, op grond van het kleinere specimen YPM 1922, door Arthur Lakes opgegraven in Lakes Quarry 5 bij Morrison in Colorado. De soortaanduiding betekent 'van het meer' in het Latijn en is een humoristische verwijzing naar de naam Lakes. Sinds de jaren negentig van de twintigste eeuw wordt aangenomen dat het hier een nomen dubium betreft: door de slechte kwaliteit van de fragmentarische resten, slechts bestaande uit bijna vergane stukken van de snuit en bovenkaaksbeenderen waarin alleen nog de tanden goed bewaard zijn, kan niet vastgesteld worden om welke soort het precies gaat. Vermoedelijk is het exemplaar afwijkend omdat het een juveniel dier is. Het vertegenwoordigt wel het eerste schedelmateriaal dat ooit van een sauropode beschreven is. In 2015 werd geopperd dat het om een fossiel van Camarasaurus zou gaan.

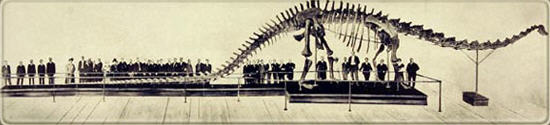
Een replica van D. carnegii

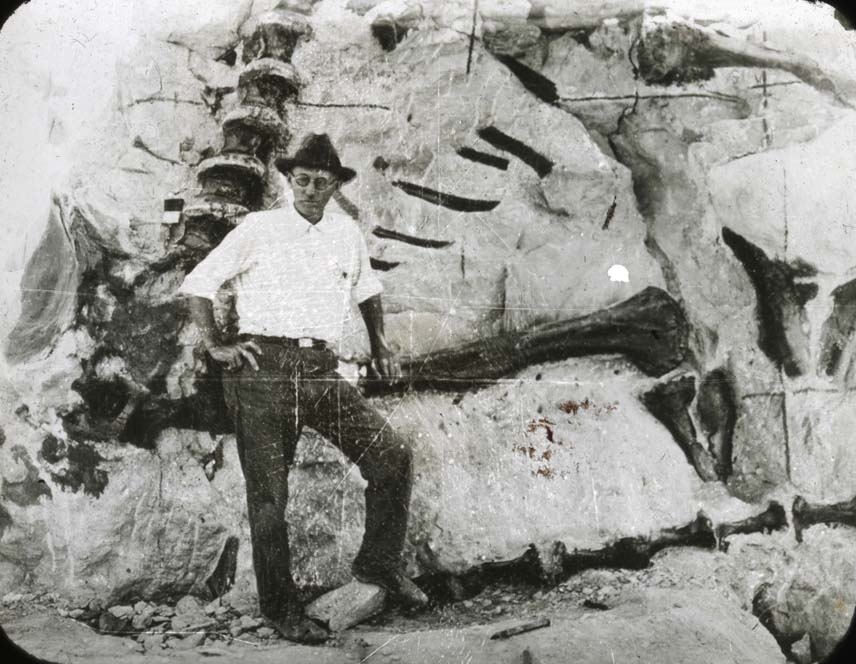
USNM 10865 in het Dinosaur National Monument

In 1901 benoemde John Bell Hatcher een derde soort: Diplodocus carnegii op grond van een vrij volledig op 4 juli 1899 door Arthur Coggeshall ontdekt skelet, vanaf 1900 opgegraven door Jacob Lawson Wortman, CM 84, in de 1900 Carnegie Quarry D(3), in de Sheep Creek-vindplaats in Albany County, Wyoming. De soortaanduiding eert de staalmagnaat Andrew Carnegie die in 1898 een expeditie op touw gezet had om een gigantische sauropode te vinden die door William Harlow Reed, een vroegere medewerker van Marsh, gemeld was. Die werd in feite niet aangetroffen maar het gave skelet van een Diplodocus, in de buurt waarvan ook andere gedeeltelijke skeletten werden opgegraven, maakte veel goed. Carnegie gaf vele replica's van het opgestelde skelet aan musea over de hele wereld weg. Deze reconstructie is echter een composiet van acht verschillende specimina, met ook nog delen van CM 94, CM 307, CM 21775, CM 33985, HMNS 175, USNM 2673, en AMNH 965, waarbij de ontbrekende handen door een eerdere foute identificatie door Henry Fairfield Osborn werden aangevuld door de voeten van Camarasaurus!

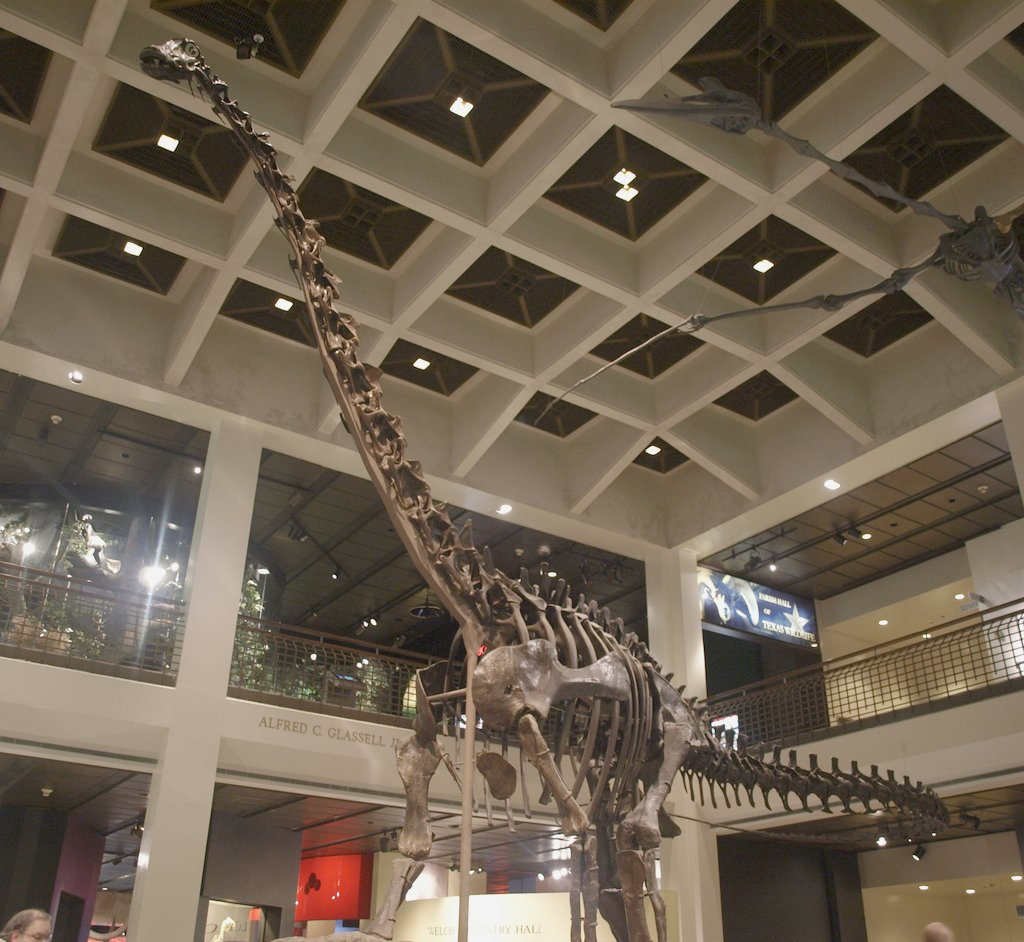
HMS 175, tegenwoordig Galeamopus

Een vierde soort werd in 1924 benoemd door William Holland, de directeur van het Carnegie Museum, op grond van een robuust skelet, HMS 175 (eerder CM 662) dat door William Utterback in 1902 bij Sheridan was gevonden in de Red Fork Powder River Quarry A: Diplodocus hayi. De soortaanduiding eert Oliver Perry Hay. De fragmentarische vondst bestaat uit delen van de schedel, de wervels en de ledematen. De staartwervels zijn vrij kort en minder uitgehold. De voorste ledematen van de Carnegie-replica's bestaan uit afgietsels van de armen van CM 662 die op schaal gebracht zijn. In 2015 werd deze soort benoemd als een apart geslacht Galeamopus.

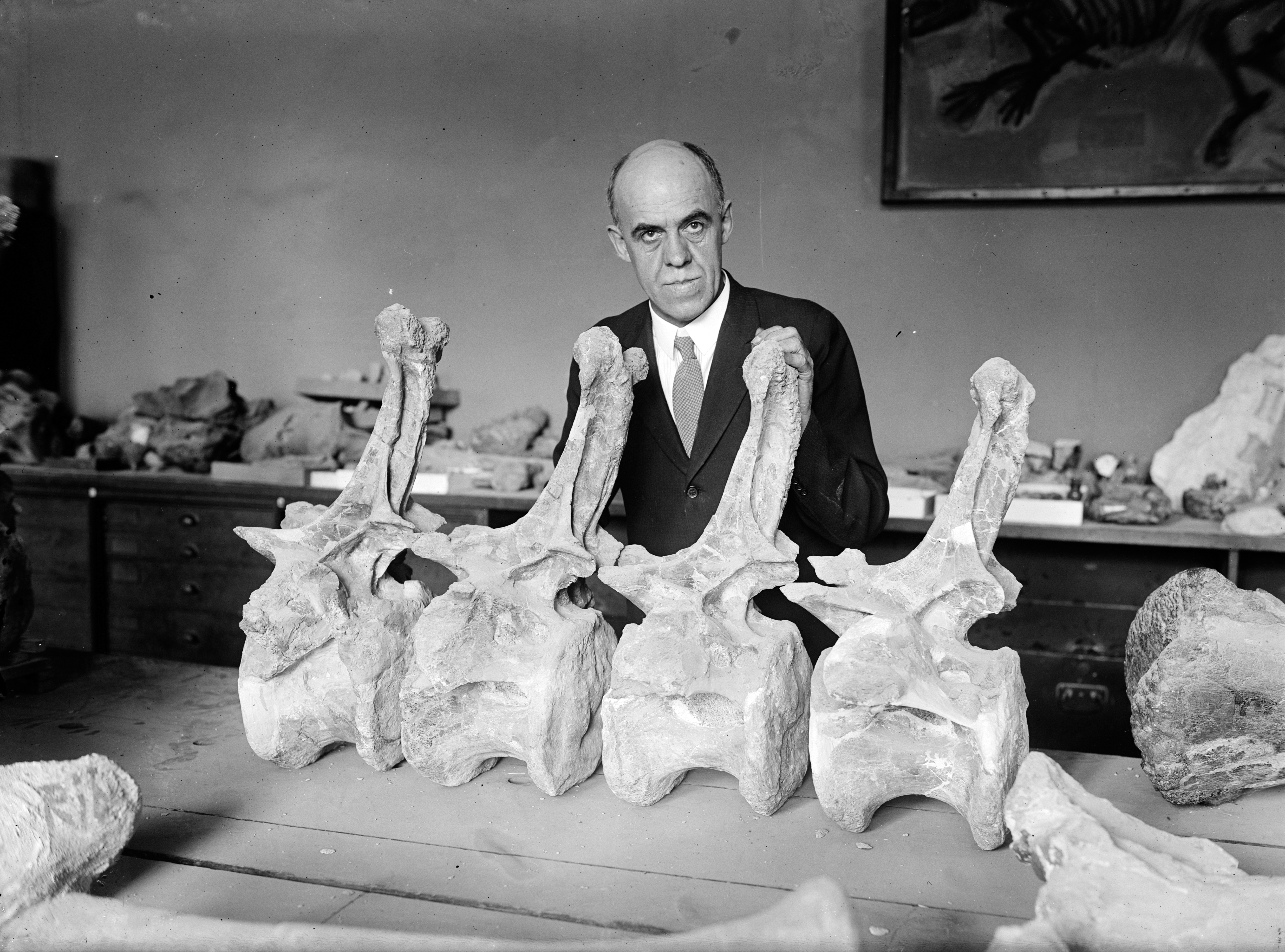
De wervels van USNM 10865 met daarachter Gilmore

Andere overblijfselen van Diplodocus zijn in de twintigste eeuw in dezelfde Morrisonformatie aangetroffen, die zich uitstrekt over de middenwestelijke staten van de Verenigde Staten: Colorado, Utah, Montana en Wyoming. Vele honderden specimina zijn nu bekend, waarvan de meeste uit kleinere fragmenten en losse botten bestaan, maar die ook nieuwe, bijna volledige skeletten omvatten. Daarbij ontbreekt doorgaans de schedel: vijf skeletten zonder, waaronder het vrij complete WDC-FS001A, zijn aan D. carnegii toegewezen en verder honderden losse beenderen. Vooral het Dinosaur National Monument in Utah leverde vanaf 1909 belangrijke vondsten op die aan D. longus zijn toegewezen, de skeletten USNM 10865 en DNM 1494 en de schedel CM 11161. Volgens Carpenter staan die echter in vorm tussen D. longus en D. carnegii in en zouden wellicht een nog onbenoemde soort kunnen vormen. Ook het belangrijke specimen AMNH 223 zou hieraan kunnen toebehoren. In 2015 werden naast AMNH 223 ook DMNS 1494 en USNM 10865 aan Seismosaurus/Diplodocus hallorum toegewezen. De verschillen tussen de benoemde Diplodocus-soorten zijn overigens gering en beperken zich grotendeels tot de proporties van de wervels — YPM 1920 heeft wat kortere staartwervels dan CM 84 — de vorm van de richels op de wervelzijden en de hoek van de doornuitsteeksels, waarbij de getoonde variatie vaak niet groter is dan kan worden aangetroffen tussen de verschillende wervels van een enkel individu of zelfs de linker- en rechterkant van eenzelfde wervel. Het holotype komt uit wat oudere lagen dan de andere exemplaren en zou een eerdere evolutiefase van dezelfde populatie kunnen vertegenwoordigen. Charles Whitney Gilmore achtte in 1932 D. carnegii een jonger synoniem van D. longus.
Sinds 2006 wordt vaak aangenomen dat Seismosaurus, een geslacht benoemd op grond van een zeer groot exemplaar, of identiek zou zijn aan D. longus of een aparte soort in dat geslacht zou vertegenwoordigen: Diplodocus hallorum. In dat laatste geval kan naar keuze echter ook de naam Seismosaurus gebruikt worden, zoals verschillende onderzoekers blijven doen. Als D. longus als een nomen dubium beschouwd wordt, is Seismosaurus/Diplodocus hallorum de vervangende naam voor de belangrijkste exemplaren die ooit aan die eerste soort toegewezen zijn.

## Beschrijving

### Algemene bouw en grootte

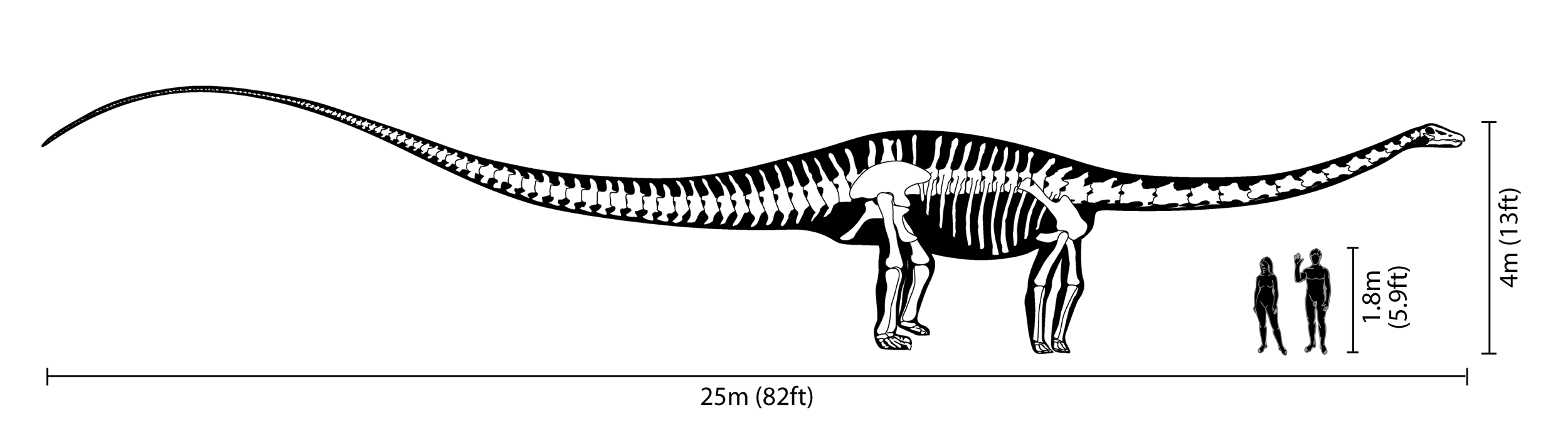
Een groottevergelijking met de mens

Diplodocus is een van de best bekende dinosauriërs: van bijna ieder deel van het skelet is wel iets teruggevonden. Het dier was lichter gebouwd dan de meeste sauropoden en woog naar moderne schattingen tien tot dertien ton. De lengte wordt traditioneel als zevenentwintig meter gegeven, vanuit de oude composietreconstructie van het D. carnegii-specimen, die daarmee het langste opgestelde dinosauriërskelet ter wereld vertegenwoordigt; het zou enkele meters lager kunnen liggen. Rekent men Seismosaurus bij het geslacht dan wordt dat veel langer, tot zo'n vijfendertig meter. Behalve door de elegante vorm van vele beenderen wordt verder gewicht bespaard door een pneumatisering, doortrokken zijn van luchtholten, van de wervels. Diplodocus heeft een van de meest gepneumatiseerde skeletten van alle sauropoden: de wervelkolom bestaat uit holle elementen tot en met de voorste staartwervels. In de wervelcentra bevinden zich zijdelings twee grotere kamers die aan hun buitenkant omgeven worden door kleinere holten zodat nog maar een relatief dunne beenwand overblijft. De algemene bouw is vaak vergeleken met een hangbrug: vooraan stak de lange nek met een kleine kop horizontaal naar voren; achteraan hield een lange staart het lichaam in evenwicht. Middenin droegen vier verticale poten, de achterste wat langer dan de voorste, een smalle romp met hoge doornuitsteeksels op de ruggengraat. Vaak wordt daarbij beweerd dat de staart direct het gewicht van de nek compenseerde, maar dit effect was verwaarloosbaar klein. Ook wordt wel ten onrechte gedacht dat de geslachtsnaam 'dubbele balk' naar nek en staart verwijst.

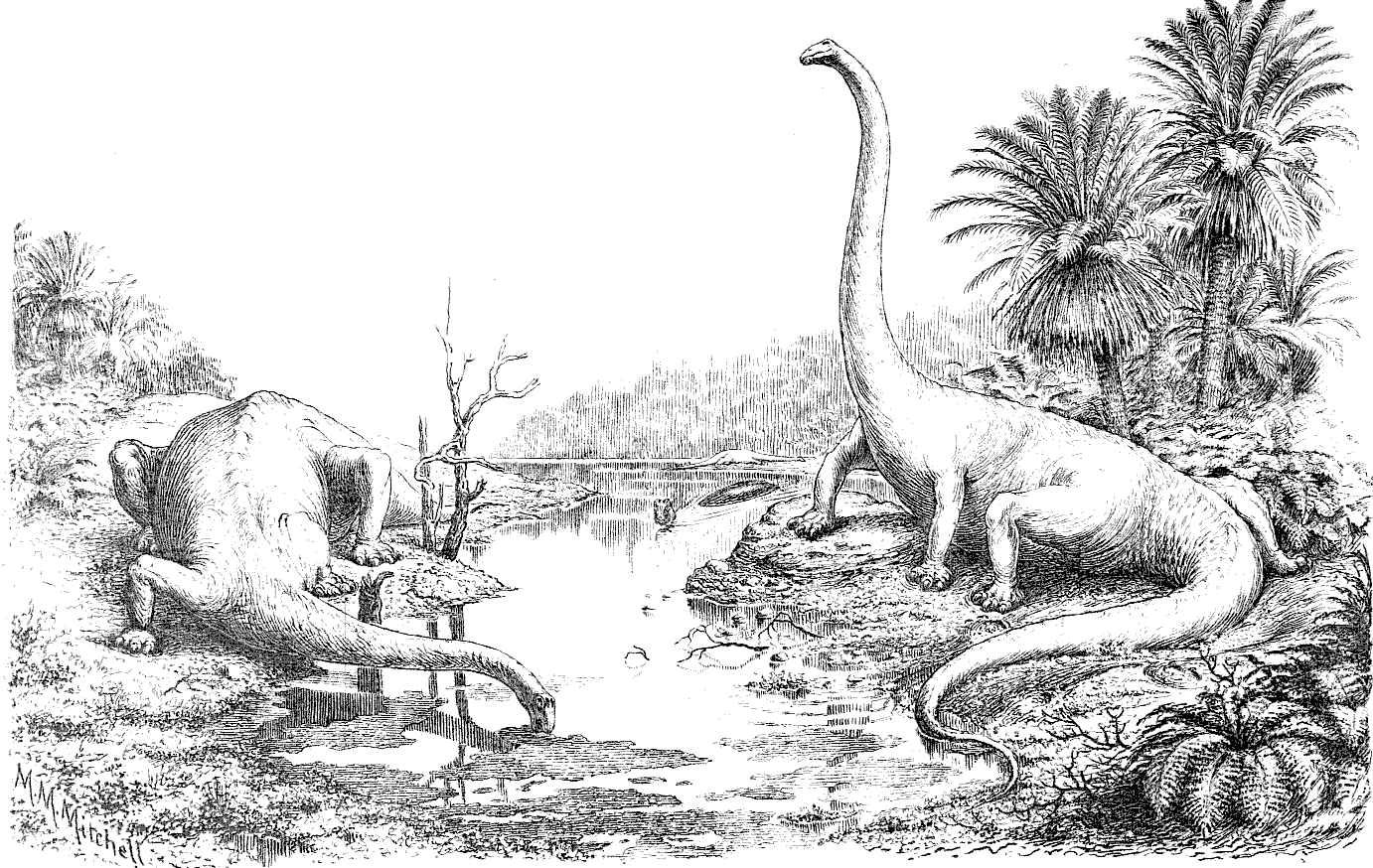
Volgens Hay was Diplodocus een typisch kruipend reptiel

De precieze houding van het lichaam is tot op de dag van vandaag erg omstreden gebleven. In 1908 en 1910 stelde Hay, later gevolgd door de Duitse geleerde Gustav Tornier, dat Diplodocus als reptiel de ledematen in een spreidstand moest hebben gehouden. Met de buik over de grond slepend, zou het dier zich waggelend hebben voortbewogen. Holland toonde in een artikel echter overtuigend aan dat Hays opvatting niet in overeenstemming te brengen viel met wat van de anatomie van Diplodocus bekend was. Niet alleen zou een zijwaarts uitsteken van de poten alle gewrichten ontwricht hebben, door de smalle en hoge vorm van de borstkas zouden de ledematen zo zelfs de grond niet hebben kunnen bereiken tenzij het dier, zoals Holland spottend opmerkte, in een omgeving leefde met vele diepe geulen: misschien zou dit zelfs zijn uitsterven verklaren want het maakt depressief te veel in de goot te liggen! Hay werd zo neergesabeld dat Holland later, deels uit schuldgevoel, deels uit ironie, de vierde soort Diplodocus naar hem zou vernoemen. In de jaren dertig bewees de vondst van voetsporen van sauropoden dat ze recht op hun poten stonden.

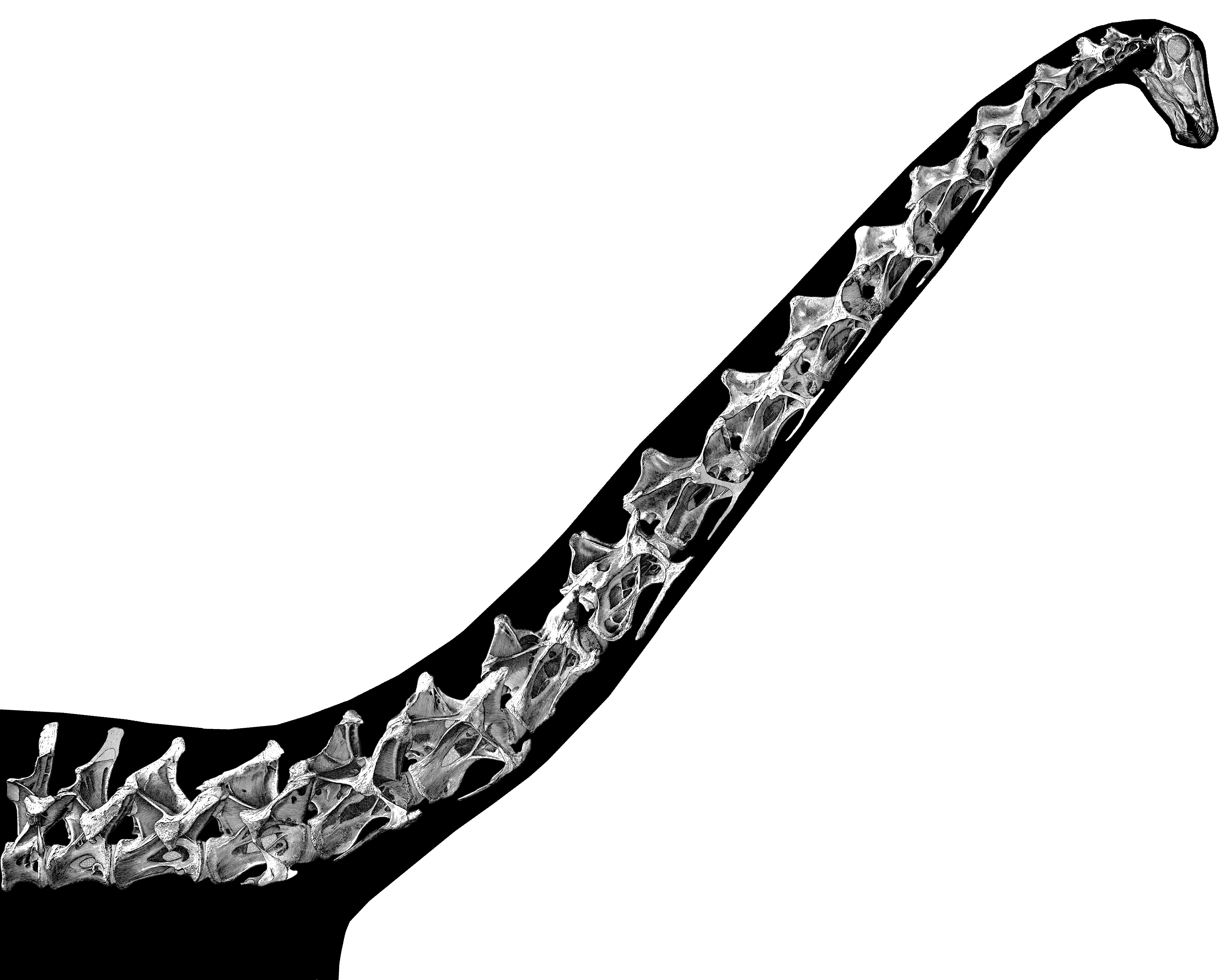
De normale, ingetrokken, houding van de nek volgens de studie uit 2009

Een tweede vraagstuk was de houding van de staart. Marsh nam aan dat die op de grond hing; pas in de jaren zestig werd de gedachte gemeengoed dat dinosauriërstaarten in de lucht staken. Die positie was nodig om hun functie van bevestiging voor de grote retractorspieren van de benen goed uit te oefenen en verder kon de staart bij sauropoden dienen als wapen: de enorme lengte bij Diplodocus zou een aanpassing geweest zijn om als zweep te werken. Doordat pezen het gewicht droegen, kostte deze houding weinig energie; het uiteinde van de staart, waar de aanhechtingspunten voor zulke ligamenten ontbreken, zou dan hebben afgehangen.

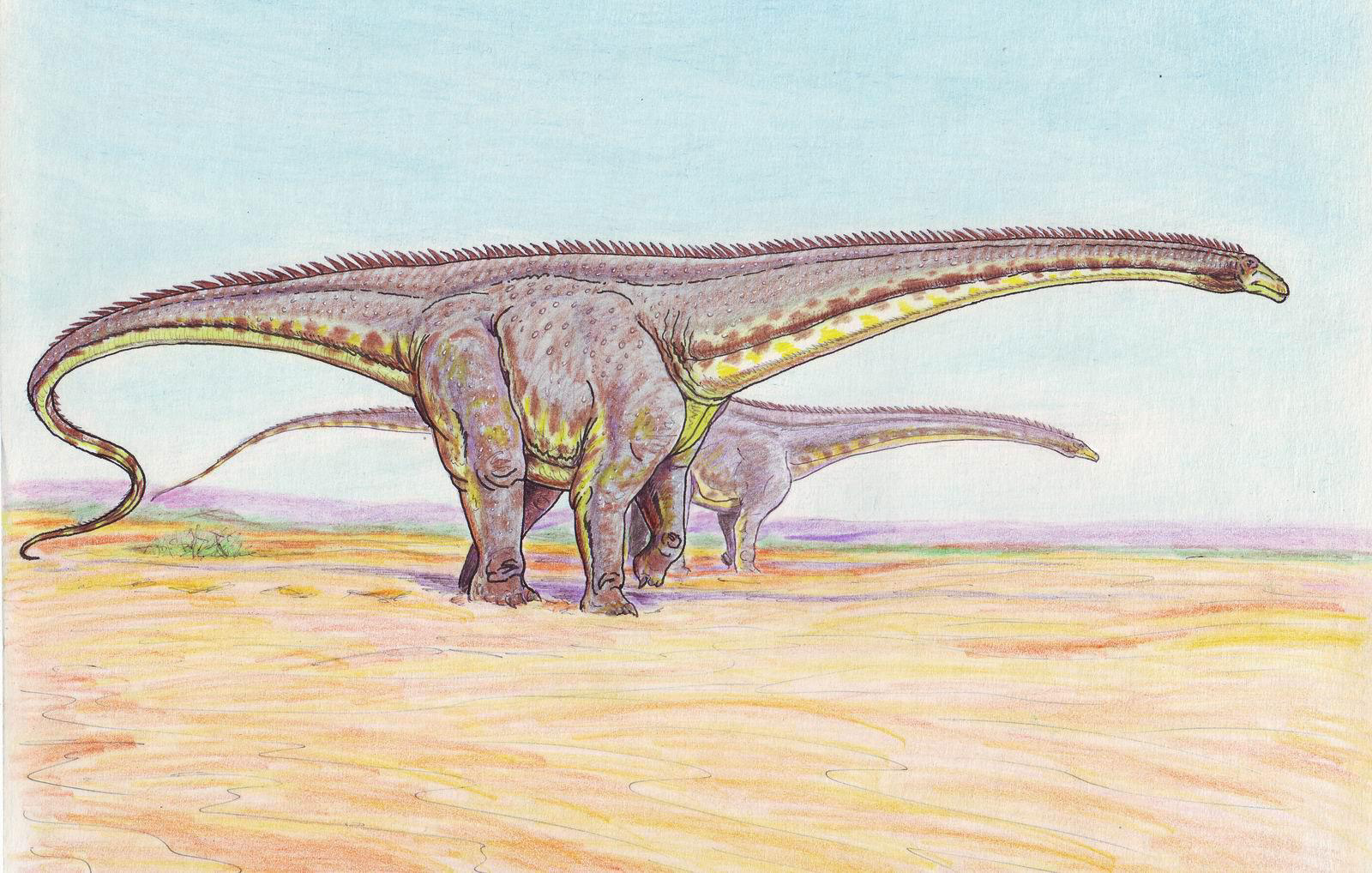
Het Digimorph-model met een extreem horizontale houding

De houding van de nek werd al vrij snel als problematisch onderkend. De achterste halswervels zijn vrij lang en staan geen grote buiging toe. Reeds in het begin van de twintigste eeuw begreep men dat Diplodocus toch van hoge planten kon eten als hij hurkte of zich op de achterpoten verhief zodat de nek hoog de lucht ingestoken werd. In dat geval zou de bloeddruk echter een enorm probleem gaan vormen. De kwestie werd in de jaren negentig op scherp gesteld door het Digimorph-project van Kent Stevens dat door middel van computersimulaties het bewegingsbereik van verschillende dinosauriërs probeerde vast te stellen. Voor Diplodocus was de uitkomst dat de nek slechts een minimale vrijheid had om zich omhoog te krommen. Hierop is echter ook kritiek gekomen. Het project hield geen rekening met een mogelijke variatie in de dikte van de tussenwervelschijven en ging bij het bepalen van de veiligheidsmarges uit van een bepaalde relatieve in plaats van absolute minimale verbinding tussen de wervels, wat bij de in absolute zin zeer grote sauropoden een belangrijk verschil uitmaakt. Daarbij bleken de gegevens over Diplodocus verkregen te zijn door het opmeten van het composietskelet van D. carnegii, zonder rekening te houden met vervorming, het afkomstig zijn van verschillende dieren en het feit dat juist de achterste wervels gerestaureerd waren met gips. De meeste Tetrapoda, gewervelde landdieren, houden de nek in rusttoestand vrij sterk opgetrokken; een studie uit 2009 concludeerde dat een hoek van vijfenveertig graden tussen de nekbasis en het middendeel van de nek bij Diplodocus zeker mogelijk moest zijn geweest.

### Onderscheidende kenmerken
In een grote studie uit 2015 werden zeven onderscheidende kenmerken, autapomorfieën, van het geslacht als zodanig vastgesteld, dat gezien werd als omvattende D. carnegii en D. hallorum. Schedelkenmerken werden daarin niet meegenomen omdat geen zekere schedels bekend werden geacht. Eerdere studies hadden die wel aangegeven, maar konden geen onderscheid maken met de nog niet benoemde Kaatedocus en Galeamopus.
Bij de lendenwervels helt de basis van de doornuitsteeksels naar voren. In de staart ligt de overgang tussen waaiervormige zijuitsteeksels en smallere zijuitsteeksels tussen de zevende en achterste wervel of verder. Het laatste zijuitsteeksel bevindt zich op de achttiende wervel of verder. De pneumatoporen, pneumatische openingen in de zijdelingse uithollingen, lopen bij de voorste staartwervels door tot minstens de achttiende wervel. De middelste staartwervels hebben trapeziumvormige wervelfacetten. De hoogte van het darmbeen boven het aanhangsel voor het schaambeen bedraagt veertig procent of meer van de lengte van het voorblad. De bovenkant van het kuitbeen draagt een naar voren en binnen gerichte kam die past in een inkeping in de crista cnemialis van het scheenbeen.
Daarnaast werden er zes autapomorfieën gegeven voor D. carnegii op zich, het minimum dat men als criterium aanhield om van een aparte soort te spreken. De draaier, de tweede halswervel, heeft een richel op de achterzijde van het doornuitsteeksel. De voorste halswervels hebben geen richel aan de voorkant van het doornuitsteeksel. Bij de lendenwervels zijn de richels die op de wervelboog lopen tussen het doornuitsteeksel en de achterste gewrichtsuitsteeksels nabij deze postzygapofysen gesplitst. Het dijbeen heeft op halve hoogte op de voorzijde een grote opening voor een aderkanaal. Het eerste middenvoetsbeen is minstens zo lang als het vijfde. Het tweede middenvoetsbeen is slank, waarbij de breedte overdwars minder dan drieënvijftig procent van de lengte bedraagt.
Samen waren er dus dertien autapomorfieën, wat weer als minimum genomen was om van een apart geslacht te spreken. Dat was geen toeval: men had de criteria expliciet zo bepaald dat het algemeen als een apart genus beschouwde Diplodocus als een geldig geslacht zou uitvallen.

### Schedel en onderkaken

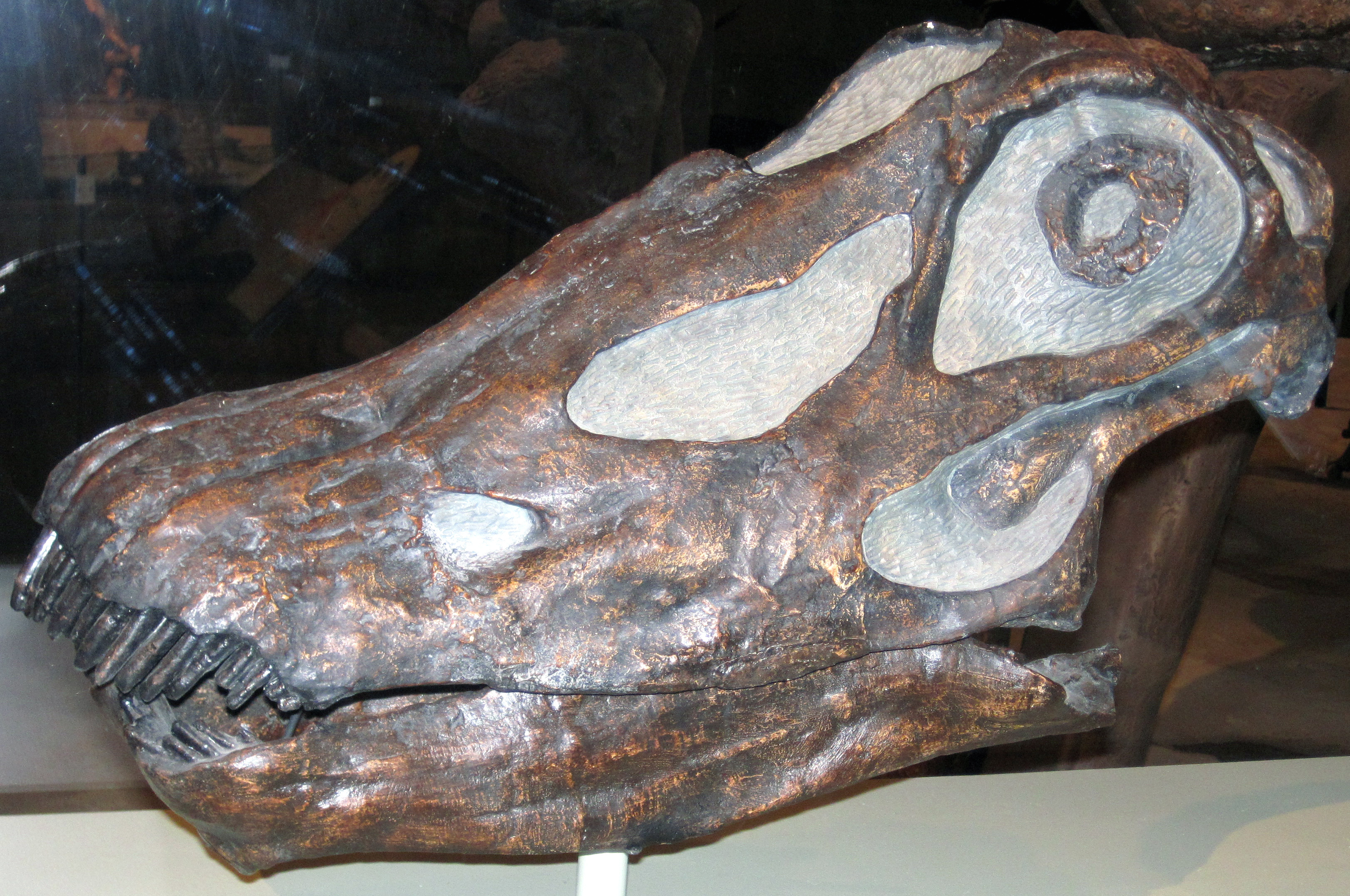
Een afgietsel van CM 11161, een mogelijke schedel van Diplodocus

Zekere schedels van Diplodocus zijn onbekend. Er zijn echter enkele exemplaren ontdekt die of aan Diplodocus toebehoren of er zeer nauw aan verwant zijn, zoals CM 11161. Daaruit kan de algemene vorm van de kop goed worden afgeleid, temeer daar de schedelbouw tussen de verschillende diplodocine soorten slechts in detail verschilt.

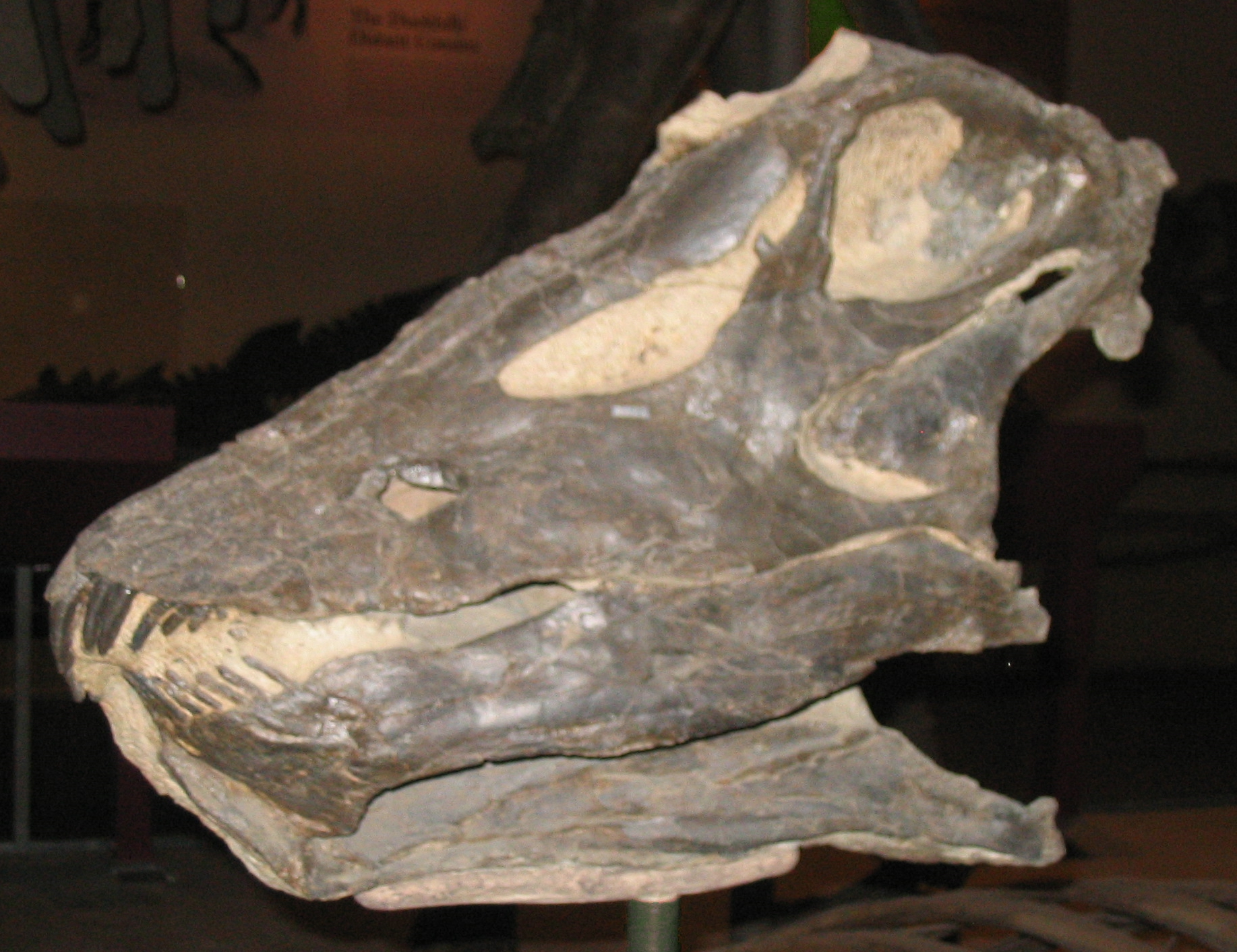
USNM 2672, de eerste gevonden schedel die mogelijk aan Diplodocus toebehoort

De kop van Diplodocus is relatief erg klein en beslaat slechts twee procent van de totale lengte van het dier. Van bezijden bezien is de vorm langwerpig en wigvormig. Van boven bezien is de schedel breed met een brede afgeronde snuit. De tanddragende botten in de schedel, de praemaxillae en de maxillae, liggen erg vooraan zodat ook de lange stiftvormige tanden zich slechts voor in de snuit bevinden. De praemaxilla heeft vier tanden, de maxilla negen tot elf. De tanden staan schuin naar buiten gericht, hebben een ellipsvormige doorsnede en een driehoekige afgestompte punt. De neusbeenderen liggen echter tot ver achteraan en de vergroeide neusopeningen vormen zo een driehoekig gat dat bijna midden boven het hoge oog ligt. De oogkas is groot en rond. In overeenstemming met de achterwaartse positie van de neus is de hele achterkant van de schedel rond deze orbita gekromd, zodat het bovenste slaapvenster ver naar achteren ligt, de kleine hersenpan afhangt en het onderste slaapvenster zich niet achter, maar onder het oog bevindt. Het quadratojugale dringt zo het jukbeen van de onderste rand van de schedel. De basipterygoïden aan de onderkant van de hersenpan hebben opvallend lange uitsteeksels. Het achterhoofdsgat bevindt zich laag en de kop moet een vrij sterke hoek met de nek gemaakt hebben. De fenestra antorbitalis, de schedelopening vóór de oogkas, is geslonken tot een driehoekige spleet. De schedel biedt weinig ruimte voor sterke sluitspieren. Overeenkomstig is de vooraan hoekige onderkaak niet heel sterk gebouwd; beide onderkaken hebben alleen vooraan tanden en vormen samen een ronde tandenrij die overeenkomt met die van de bovenkaken. In iedere onderkaak staan tien tanden voor een totaal van vijftig. Het prearticulare en het surangulare vormen in de onderkaak een stevige aanhechting voor de sluitspieren; het gewrichtsvlak ligt op dezelfde hoogte als de onderste tandenrij. Doordat het bot in de schedel dat het bovenste deel van het kaakgewricht vormt, het quadratum, vrij glad is, kan de onderkaak volgens Paul Upchurch van voren naar achteren glijden. Een zijwaartse beweging wordt echter onmogelijk gemaakt doordat de randen gevormd door het prearticulare en het surangulare dit beletten. Een studie uit 2017 van schedel CM 11161 door John Whitlock concludeerde echter dat ook een voorwaartse beweging nauwelijks mogelijk was en dat de kaken hoofdzakelijk op en neer, orthogonaal, bewogen moeten hebben.

### Postcrania

#### Wervelkolom

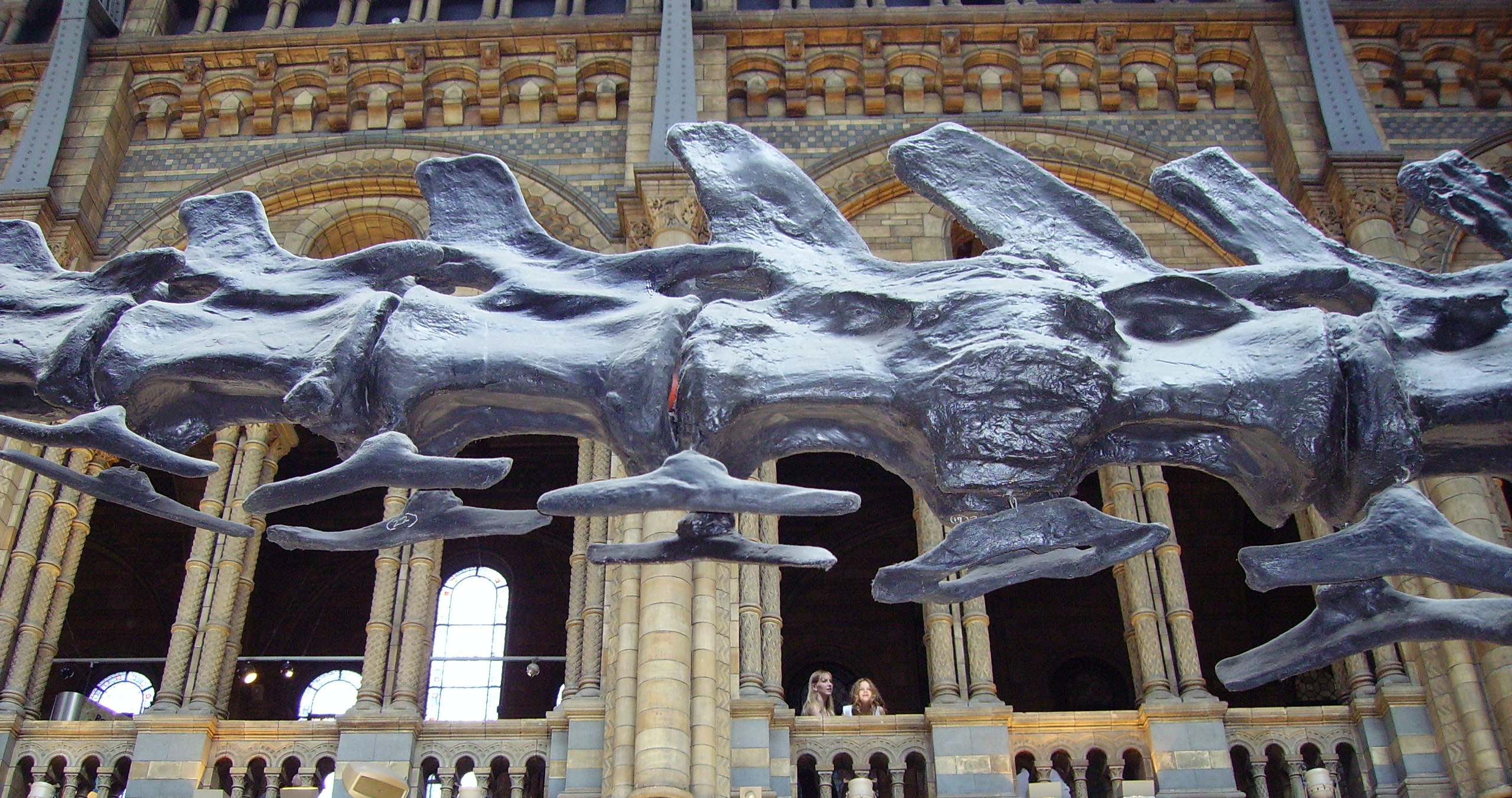
De dubbele chevrons waar Diplodocus naar genoemd is

De wervelkolom bestaat uit vijftien halswervels, tien ruggenwervels, vijf sacrale wervels en minstens drieënzeventig staartwervels. Het laatste aantal kan wellicht zo hoog liggen als tachtig; de skeletten zijn op dit punt niet compleet en er zou sprake kunnen zijn van een individuele variatie lopend van zeventig tot boven de tachtig. De presacrale wervelcentra zijn opisthocoel: hol van achteren en bol van voren.
Alleen van CM 84 is een volledige serie halswervels bekend. De halswervels nemen naar achteren in lengte toe, waarbij de dertiende en veertiende wervel de langste zijn, en hebben vrij korte nekribben die niet verder naar achter uitsteken dan de achterkant van het wervelcentrum. Ze zijn zowel hol van binnen als voorzien van uithollingen aan hun zijkanten zodat een lichte, maar stevige constructie ontstaat. De achterste halswervels hebben vrij lage driehoekige dubbele doornuitsteeksels die een V-vormige rij vormen; vanaf de derde halswervel begint het doornuitsteeksel steeds verder te splijten. Vroeger werd wel gedacht dat zo een sleuf voor een nekpees verschaft werd, maar dat acht men tegenwoordig onwaarschijnlijk.
De voorste twee ruggenwervels hebben nog sterk kenmerken van de halswervels, maar naar achteren worden de wervels korter en hun doornuitsteeksels langer en smaller terwijl hun splijting vermindert totdat de negende ruggenwervel weer een enkel doornuitsteeksel heeft. De eerste drie ruggenwervels hebben een kort verticaal uitsteeksel midden tussen het linker- en rechterdoornuitsteeksel; eerder werd dit gezien als aanhechtingspunt voor een centrale pees. De pleurocoele uithollingen in hun zijkanten worden naar achteren toe dieper en de ruggenwervels zijn in het algemeen zeer lichtgebouwd. Ze dragen lange ribben die een hoge smalle borstkas vormen. Bij de tiende, laatste ruggenwervel helt het doornuitsteeksel iets naar voren. De vijf sacrale wervels, waarvan de voorste een 'ingevangen' ruggenwervel is en de laatste een ingevangen staartwervel, zijn stevig vergroeid tot een sacrum en zelfs hun zeer lange doornuitsteeksels zijn bij de tweede en derde, ook soms de vierde, versmolten.

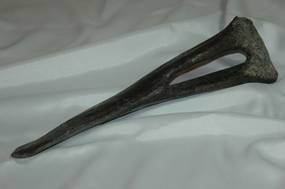
Een enkel chevron van een middelste staartwervel

De staartwervels zijn erg langgerekt en procoel: hol van voren. De voorste twintig hebben aan de zijkanten diapofysen die verticaal vergroeid zijn met de staartribben om vleugelvormige zijuitsteeksels te vormen voor de aanhechting van de caudofemorales, de retractorspieren die de dijbenen naar achteren trekken. De voorste acht of negen hebben een deuk in de top van hun doornuitsteeksel. De pleurocoule uitholling aan de zijkanten wordt geleidelijk ondieper en is na de zestiende tot achttiende wervel verdwenen. De eerste staartwervels dragen nog erg lange doornuitsteeksels met een hoogte van ongeveer driemaal die van het wervelcentrum. Meer in het midden van de staart worden de doornuitsteeksels lager en gaan naar achteren hellen. Aan de rechte onderkant, die uitgehold is door een langwerpige trog, vormen de hypapofysen vanaf de dertiende staartwervel door aan hun uiteinden met elkaar te vergroeien V-vormige uitsteeksels, de chevrons, die bij Diplodocus een dubbele structuur hebben, met takken naar voren en achteren gericht zodat een ruit ontstaat; bij geen enkel ander genus is dit zo sterk ontwikkeld. Meer naar achteren raken zowel de voorste als de achterste takken los van elkaars tegenhangers zodat de V-vorm verdwijnt en dubbele in elkaars verlengde liggende balkjes gevormd worden aan iedere zijde van de wervel, waar het geslacht zijn naam aan ontleent. De ongeveer dertig kleine achterste staartwervels zijn vrijwel glad en vormen het afhangende uiteinde van de 'zweep'.

#### Ledematen
Het schouderblad is vrij kort, bovenaan verbreed, in het midden versmald en onderaan extreem verbreed waar het samengegroeid is met het ravenbeksbeen; een hoge dwarsrichel staat onderaan schuin op de lengterichting. Het opperarmbeen en de beenderen van de onderarm zijn tamelijk graciel; het opperarmbeen heeft slechts vijfenzestig procent van de lengte van het dijbeen. De polsbeenderen zijn niet goed bekend. De middenhandsbeenderen zijn erg kort en waaieren uiteen in een halve boog op het uiteinde waarvan het dier steunde op de stompige vingers, gereduceerd tot een enkel kootje. Voetsporen tonen aan dat de tweede tot en met de vijfde vinger verbonden waren in een enkel halvemaanvormig vlezig omhulsel. De klauwen zijn volledig afwezig met uitzondering van die van de eerste vinger die erg groot is, afgeplat en zijwaarts uitsteekt.
Het darmbeen is vergroeid met de sacrale wervels en vormt een vrij korte halve schijf. De spieren van de achterpoot zijn hierdoor beperkt in omvang; Diplodocus kon dan ook niet rennen, maar stapte voort op zijn rechte achterpoten. Het schaambeen is voor een sauropode relatief lang en heeft een omgebogen voorrand als aanhechtingsvlak voor een spier, de musculus ambiens; dit kenmerk is al bij jonge dieren sterk ontwikkeld. Het zitbeen heeft eveneens een smalle schacht die naar zijn uiteinde verdikt en verwijdt zodat de beide ischia elkaar al iets voor hun einde raken. Schaambeen en zitbeen vormen met het darmbeen een open heupgewricht voor het slanke en rechte dijbeen dat met een anderhalve meter lengte het langste bot vormt in het lichaam. Er zijn drie verschillende typen vastgesteld: bij het eerste is de schacht kaarsrecht en de doorsnede ovaal; dit wordt aangetroffen bij enkele exemplaren van D. carnegii (CM 94, CM 86) en D. longus, en D hayi. Het tweede type toont een bovenaan meer gekromd profiel doordat daar de schacht van voren naar achteren verbreed; dit is aanwezig bij CM 84, het holotype van D. carnegii. De laatste variant heeft een schacht die over de volle lengte verdikt is zodat een cirkelvormige doorsnede ontstaat; dit zogenaamde 'kachelpijptype' is bij D. longus aanwezig en kenmerkt zich verder door een zwakkere dijbeenkop. Bij USNM 10865 heeft het dijbeen zo een omtrek van 563 millimeter bij een lengte van 1575 millimeter. Scheenbeen en kuitbeen zijn korter met een lengte van ongeveer zeventig procent van het bovenbeen. Het uitgroeisel van het sprongbeen over de voorste onderkant van het scheenbeen is vrij kort en naar het midden gericht. Het calcaneum schijnt volledig gereduceerd te zijn. Het dier liep wel op de tenen, maar die werden van achteren ondersteund door een vleeskussen dat een grote platte ovale voetzool schiep met een lengte van een halve meter. Dit kenmerk, gecombineerd met de rechte knieën, maakte het voor het dier onmogelijk om te rennen; door de grote absolute lengte van de poten zal stappend een maximumsnelheid van boven de twintig km/u bereikt hebben kunnen worden. De middenvoetsbeenderen zijn nog korter dan hun tegenhangers in de hand. Het eerste en tweede middenvoetsbeen zijn breed en hebben onderaan de achterrand van hun buitenste zijkant een opvallend uitsteeksel dat ze verbindt met het naastgelegen middenvoetsbeen. Het derde en vierde middenvoetsbeen zijn het langst. De derde, vierde en vijfde teen zijn sterk gereduceerd. De eerste en de tweede dragen echter krachtige teenklauwen. De formule van de teenkootjes is 2-3-2-2-1, 2-3-4-2-1 of 2-3-3-2-1; sommige specimina hebben wel, andere geen klauw aan de derde teen.

### Weke delen

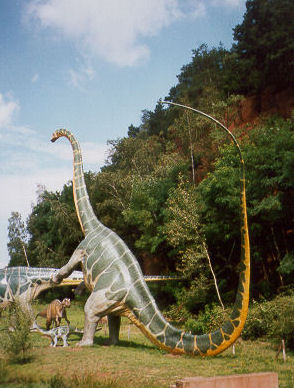
Een restauratie van het levende dier

Van de weke delen van het lichaam is maar weinig bekend. Vermoedelijk hadden althans de volwassen dieren een geschubde huid. In 2021 meldde een studie dat een exemplaar van een jong dier een stuk huid bewaarde met een opmerkelijk complexe structuur. Er waren zes soorten schubben aanwezig: rechthoekige, veelhoekige, kleine ronde, bolvormige, gewelfde en grotere ovale.
De sterk gepneumatiseerde wervels, voorzien van gaten in de buitenkant, wijzen op daarmee verbonden luchtzakken, die zich van de voorkant van de romp tot aan het bekken uitstrekten. Via luchtkanalen aan de zijkanten van de nek werden ook de halswervels bereikt. Matthew Wedel berekende in 2007 dat 2,5 m³ van de inhoud van het lichaam ingenomen werd door luchtholten en luchtzakken. Die laatste wijzen weer op een ademhalingssysteem van longen met een aparte in- en uitgang waar de lucht steeds in één richting doorheen gepompt wordt, wat een hoge stofwisseling mogelijk maakt. Zeer omstreden is nog steeds de vraag of en in welke mate het dier warmbloedig was. Een zeer sterk hart zou in ieder geval nodig zijn geweest indien de nek min of meer verticaal gehouden werd, om het bloed vele meters naar de hersenen te pompen. De onwaarschijnlijke hartomvang die dit gevergd zou hebben en de schade die de vloeistofdruk in de onderste organen zou hebben aangericht indien de bloedvaten op dezelfde manier georganiseerd zouden zijn geweest als bij de huidige landdieren, hebben tot allerlei speculaties geleid over speciale aanpassingen, variërend van slagaderkleppen, peristaltische contracties van de nekspieren en extra harten tot directe zuurstofopneming via de bekleding van de vreemd hoog gelegen neusholte. Geen van deze mogelijkheden heeft veel ondersteuning bij de meerderheid van onderzoekers kunnen vinden.

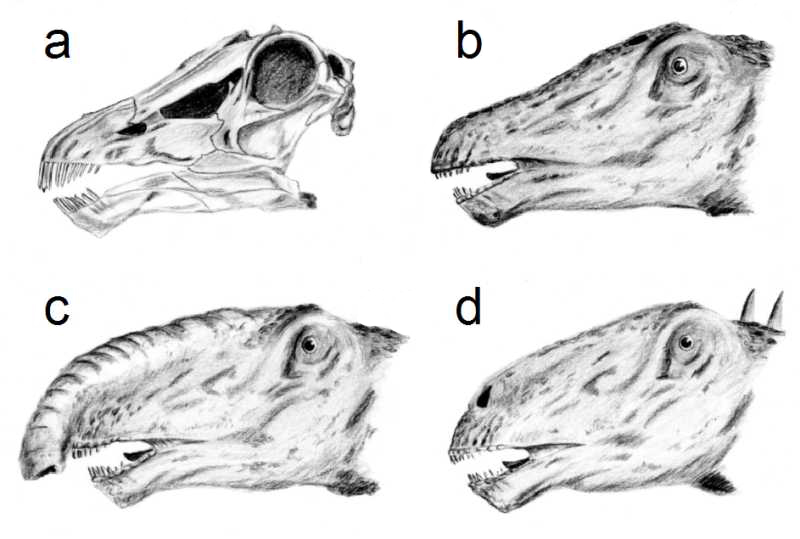
Verschillende interpretaties met en zonder slurf

Afwijzend staat men ook tegenover een andere functie die aan de hoge neusopening is toebedacht: als drager van een slurf. Deze gedachte dook al op in het begin van de twintigste eeuw en werd in 1986 weer tot leven gewekt door Robert Thomas Bakker. De slurf zou gediend hebben om als bij olifanten voedsel naar de bek te brengen. Het bezwaar tegen deze interpretatie is dat de bovenkant van de schedel niet de typische aanhechtingsvlakken toont voor slurfspieren en dat zulke neusspieren bij reptielen überhaupt ontbreken. Ook de brede openingen voor de nodige aangezichtszenuwen zijn afwezig. Lawrence Witmer stelde dat het zelfs niet zeker is dat de neusgaten dicht bij de neusopeningen in de schedel lagen; ze kunnen ook bij de snuit gelegen zijn, ermee verbonden door bijvoorbeeld een resonantiekamer om toeterende geluiden te maken. Nog minder serieus is de suggestie genomen dat wegens de aanzienlijke lengte van de luchtpijp, die de luchtverversing nadelig zou hebben beïnvloed, er extra luchtkleppen in de hals aanwezig zouden zijn geweest. De grote lengte van de trachea die als een schoorsteen zou hebben gewerkt, gecombineerd met het luchtzaksysteem, zouden flinke luchtsnelheden in de luchtpijp hebben veroorzaakt, voldoende om de nodige zuurstof aan te voeren en de kooldioxide te verwijderen. Misschien dat de neusgaten juist zo hoog stonden om te voorkomen dat deze luchtstroom het eten zou hinderen.

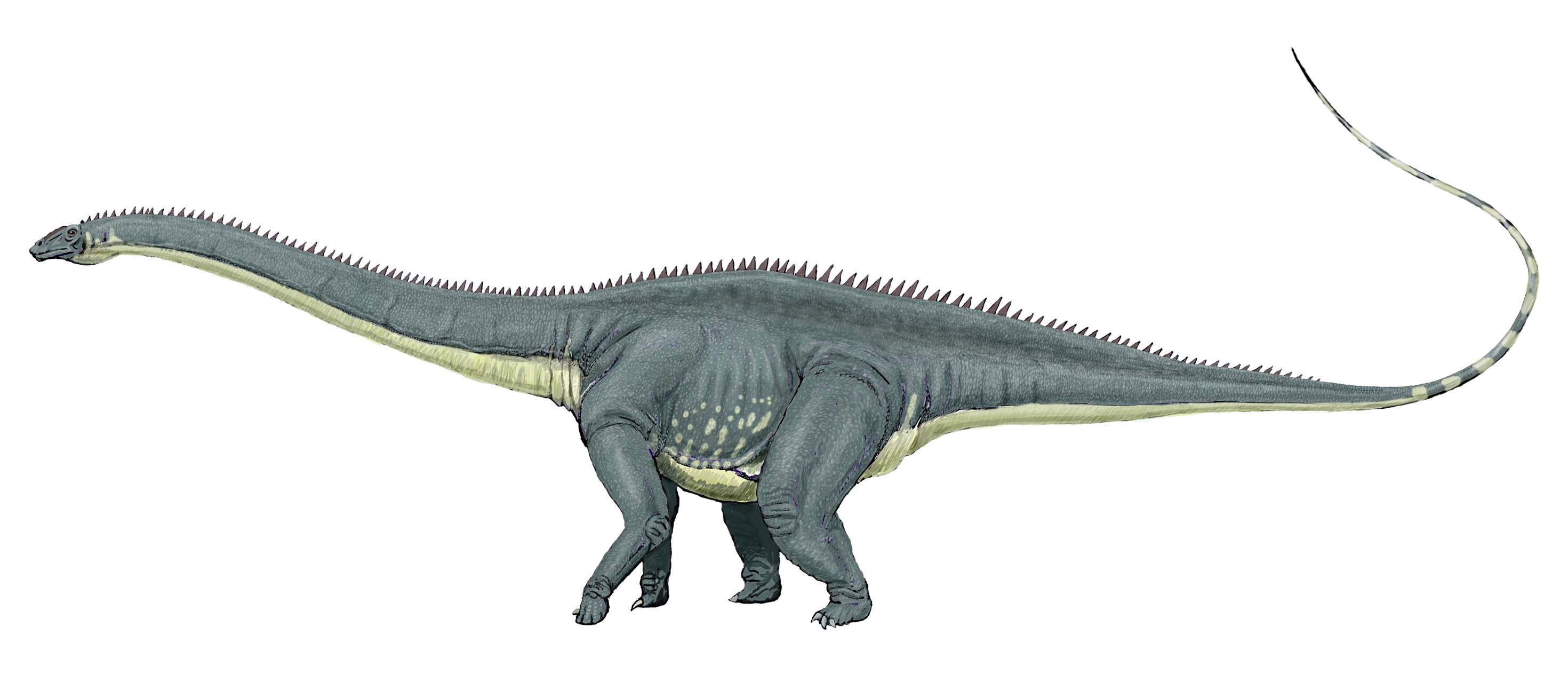
D. carnegii

In 1993 meldde Stephen Czerkas dat er in 1990 door Kirby Siber in de Howe Quarry, die al eerder grote huidafdrukken had opgeleverd, afdrukken waren gevonden van een rij hoge driehoekige spitse uitsteeksels op de bovenkant van een reeks achterste staartwervels die wellicht van Diplodocus stamden, vermoedelijk gemaakt van hoorn. Een beenkern ontbrak. Sindsdien is het gebruikelijk geworden Diplodocus hiermee af te beelden. De uitsteeksels kunnen een verdedigende of een decoratieve functie gehad hebben. De precieze aard en omvang ervan is onbekend. De hoogste hadden een lengte van achttien centimeter.
Over de kleur van Diplodocus bestaan geen directe aanwijzingen. Meestal wordt aangenomen dat het dier, net als huidige grote zoogdieren als olifanten en neushoorns, een grijzige tint had die geschikt zou zijn het silhouette in de verte te doen vervagen. Ook een okergele of olijfgroene schutkleur is een plausibele mogelijkheid. Misschien hadden de stekels of, ter afschrikking, de staartpunt een opvallende tint. Voor de hand liggende plaatsen voor felle signaalkleuren zijn er verder niet; sommige illustratoren voegen daarom wel halslobben toe, maar het bestaan daarvan is volledig speculatief.

## Fylogenie
Marsh bracht Diplodocus in 1881 eerst in de Atlantosauridae onder. In 1884 echter benoemde hij een eigen familie, de Diplodocidae, waarvan Diplodocus dus het typegenus vormt. Hoewel niet iedereen het met hem eens was — Georg Baur koos in 1891 bijvoorbeeld voor de Cetiosauridae — bleef het toch de gebruikelijke indeling tot in 1956 Alfred Romer een Diplodocinae (een naam al geschapen in 1929 door Werner Janensch) erkende binnen de Titanosauridae. Als snel bleek dat laatste een foute bepaling en tegenwoordig is Diplodocus per definitie lid van de clade Diplodocidae. De naam Diplodocinae wordt echter nog steeds gebruikt en wel voor de diplodociden die het nauwst aan Diplodocus verwant zijn, zoals Barosaurus, Tornieria, Dinheirosaurus en Australodocus. Dit cladogram uit 2008 geeft een vereenvoudigd beeld van de positie van Diplodocus in de stamboom, waarin de clade van Diplodocus carnegii en Seismosaurus de zustergroep is van de clade die Barosaurus en Kaatedocus omvat:
|  | Suuwassea                                                   |
|  |                                                             |
|  | \| \| Supersaurus \| \| \| \| \| \| Apatosaurus \| \| \| \| |
|  |                                                             |
|  | Supersaurus                                                 |
|  |                                                             |
|  | Apatosaurus                                                 |
|  |                                                             |

|  | Supersaurus |
|  |             |
|  | Apatosaurus |
|  |             |

|  | Barosaurus |
|  |            |
|  | Diplodocus |
|  |            |

|  | Suuwassea                                                   |
|  |                                                             |
|  | \| \| Supersaurus \| \| \| \| \| \| Apatosaurus \| \| \| \| |
|  |                                                             |
|  | Supersaurus                                                 |
|  |                                                             |
|  | Apatosaurus                                                 |
|  |                                                             |

|  | Supersaurus |
|  |             |
|  | Apatosaurus |
|  |             |

|  | Barosaurus |
|  |            |
|  | Diplodocus |
|  |            |

|  | Suuwassea                                                   |
|  |                                                             |
|  | \| \| Supersaurus \| \| \| \| \| \| Apatosaurus \| \| \| \| |
|  |                                                             |
|  | Supersaurus                                                 |
|  |                                                             |
|  | Apatosaurus                                                 |
|  |                                                             |

|  | Supersaurus |
|  |             |
|  | Apatosaurus |
|  |             |

|  | Barosaurus |
|  |            |
|  | Diplodocus |
|  |            |

|  | Suuwassea                                                   |
|  |                                                             |
|  | \| \| Supersaurus \| \| \| \| \| \| Apatosaurus \| \| \| \| |
|  |                                                             |
|  | Supersaurus                                                 |
|  |                                                             |
|  | Apatosaurus                                                 |
|  |                                                             |

|  | Supersaurus |
|  |             |
|  | Apatosaurus |
|  |             |

|  | Barosaurus |
|  |            |
|  | Diplodocus |
|  |            |

De studie uit 2015 bevestigt een positie in de Diplodocidae. De verwantschap tussen de verschillende soorten wordt getoond door het volgende cladogram:
|  | Apatosaurus ajax    |
|  |                     |
|  | Apatosaurus louisae |
|  |                     |

|  | Brontosaurus excelsus                                                                                           |
|  | |
|  | \| \| Brontosaurus yahnahpin (= Eobrontosaurus) \| \| \| \| \| \| Brontosaurus parvus (= Elosaurus) \| \| \| \| |
|  | |
|  | Brontosaurus yahnahpin (= Eobrontosaurus)                                                                       |
|  | |
|  | Brontosaurus parvus (= Elosaurus)                                                                               |
|  | |

|  | Brontosaurus yahnahpin (= Eobrontosaurus) |
|  |                                           |
|  | Brontosaurus parvus (= Elosaurus)         |
|  |                                           |

|  | Apatosaurus ajax    |
|  |                     |
|  | Apatosaurus louisae |
|  |                     |

|  | Brontosaurus excelsus                                                                                           |
|  | |
|  | \| \| Brontosaurus yahnahpin (= Eobrontosaurus) \| \| \| \| \| \| Brontosaurus parvus (= Elosaurus) \| \| \| \| |
|  | |
|  | Brontosaurus yahnahpin (= Eobrontosaurus)                                                                       |
|  | |
|  | Brontosaurus parvus (= Elosaurus)                                                                               |
|  | |

|  | Brontosaurus yahnahpin (= Eobrontosaurus) |
|  |                                           |
|  | Brontosaurus parvus (= Elosaurus)         |
|  |                                           |

|  | Apatosaurus ajax    |
|  |                     |
|  | Apatosaurus louisae |
|  |                     |

|  | Brontosaurus excelsus                                                                                           |
|  | |
|  | \| \| Brontosaurus yahnahpin (= Eobrontosaurus) \| \| \| \| \| \| Brontosaurus parvus (= Elosaurus) \| \| \| \| |
|  | |
|  | Brontosaurus yahnahpin (= Eobrontosaurus)                                                                       |
|  | |
|  | Brontosaurus parvus (= Elosaurus)                                                                               |
|  | |

|  | Brontosaurus yahnahpin (= Eobrontosaurus) |
|  |                                           |
|  | Brontosaurus parvus (= Elosaurus)         |
|  |                                           |

|  | Apatosaurus ajax    |
|  |                     |
|  | Apatosaurus louisae |
|  |                     |

|  | Brontosaurus excelsus                                                                                           |
|  | |
|  | \| \| Brontosaurus yahnahpin (= Eobrontosaurus) \| \| \| \| \| \| Brontosaurus parvus (= Elosaurus) \| \| \| \| |
|  | |
|  | Brontosaurus yahnahpin (= Eobrontosaurus)                                                                       |
|  | |
|  | Brontosaurus parvus (= Elosaurus)                                                                               |
|  | |

|  | Brontosaurus yahnahpin (= Eobrontosaurus) |
|  |                                           |
|  | Brontosaurus parvus (= Elosaurus)         |
|  |                                           |

|  | Apatosaurus ajax    |
|  |                     |
|  | Apatosaurus louisae |
|  |                     |

|  | Brontosaurus excelsus                                                                                           |
|  | |
|  | \| \| Brontosaurus yahnahpin (= Eobrontosaurus) \| \| \| \| \| \| Brontosaurus parvus (= Elosaurus) \| \| \| \| |
|  | |
|  | Brontosaurus yahnahpin (= Eobrontosaurus)                                                                       |
|  | |
|  | Brontosaurus parvus (= Elosaurus)                                                                               |
|  | |

|  | Brontosaurus yahnahpin (= Eobrontosaurus) |
|  |                                           |
|  | Brontosaurus parvus (= Elosaurus)         |
|  |                                           |

|  | Apatosaurus ajax    |
|  |                     |
|  | Apatosaurus louisae |
|  |                     |

|  | Brontosaurus excelsus                                                                                           |
|  | |
|  | \| \| Brontosaurus yahnahpin (= Eobrontosaurus) \| \| \| \| \| \| Brontosaurus parvus (= Elosaurus) \| \| \| \| |
|  | |
|  | Brontosaurus yahnahpin (= Eobrontosaurus)                                                                       |
|  | |
|  | Brontosaurus parvus (= Elosaurus)                                                                               |
|  | |

|  | Brontosaurus yahnahpin (= Eobrontosaurus) |
|  |                                           |
|  | Brontosaurus parvus (= Elosaurus)         |
|  |                                           |

|  | Apatosaurus ajax    |
|  |                     |
|  | Apatosaurus louisae |
|  |                     |

|  | Brontosaurus excelsus                                                                                           |
|  | |
|  | \| \| Brontosaurus yahnahpin (= Eobrontosaurus) \| \| \| \| \| \| Brontosaurus parvus (= Elosaurus) \| \| \| \| |
|  | |
|  | Brontosaurus yahnahpin (= Eobrontosaurus)                                                                       |
|  | |
|  | Brontosaurus parvus (= Elosaurus)                                                                               |
|  | |

|  | Brontosaurus yahnahpin (= Eobrontosaurus) |
|  |                                           |
|  | Brontosaurus parvus (= Elosaurus)         |
|  |                                           |

|  | Apatosaurus ajax    |
|  |                     |
|  | Apatosaurus louisae |
|  |                     |

|  | Brontosaurus excelsus                                                                                           |
|  | |
|  | \| \| Brontosaurus yahnahpin (= Eobrontosaurus) \| \| \| \| \| \| Brontosaurus parvus (= Elosaurus) \| \| \| \| |
|  | |
|  | Brontosaurus yahnahpin (= Eobrontosaurus)                                                                       |
|  | |
|  | Brontosaurus parvus (= Elosaurus)                                                                               |
|  | |

|  | Brontosaurus yahnahpin (= Eobrontosaurus) |
|  |                                           |
|  | Brontosaurus parvus (= Elosaurus)         |
|  |                                           |

|  | Supersaurus lourinhanensis (= Dinheirosaurus) |
|  |                                               |
|  | Supersaurus vivianae                          |
|  |                                               |

|  | Diplodocus carnegii                  |
|  |                                      |
|  | Diplodocus hallorum (= Seismosaurus) |
|  |                                      |

|  | Kaatedocus siberi |
|  |                   |
|  | Barosaurus lentus |
|  |                   |

|  | Diplodocus carnegii                  |
|  |                                      |
|  | Diplodocus hallorum (= Seismosaurus) |
|  |                                      |

|  | Kaatedocus siberi |
|  |                   |
|  | Barosaurus lentus |
|  |                   |

|  | Diplodocus carnegii                  |
|  |                                      |
|  | Diplodocus hallorum (= Seismosaurus) |
|  |                                      |

|  | Kaatedocus siberi |
|  |                   |
|  | Barosaurus lentus |
|  |                   |

|  | Diplodocus carnegii                  |
|  |                                      |
|  | Diplodocus hallorum (= Seismosaurus) |
|  |                                      |

|  | Kaatedocus siberi |
|  |                   |
|  | Barosaurus lentus |
|  |                   |

|  | Diplodocus carnegii                  |
|  |                                      |
|  | Diplodocus hallorum (= Seismosaurus) |
|  |                                      |

|  | Kaatedocus siberi |
|  |                   |
|  | Barosaurus lentus |
|  |                   |

|  | Diplodocus carnegii                  |
|  |                                      |
|  | Diplodocus hallorum (= Seismosaurus) |
|  |                                      |

|  | Kaatedocus siberi |
|  |                   |
|  | Barosaurus lentus |
|  |                   |

|  | Diplodocus carnegii                  |
|  |                                      |
|  | Diplodocus hallorum (= Seismosaurus) |
|  |                                      |

|  | Kaatedocus siberi |
|  |                   |
|  | Barosaurus lentus |
|  |                   |

|  | Diplodocus carnegii                  |
|  |                                      |
|  | Diplodocus hallorum (= Seismosaurus) |
|  |                                      |

|  | Kaatedocus siberi |
|  |                   |
|  | Barosaurus lentus |
|  |                   |

|  | Supersaurus lourinhanensis (= Dinheirosaurus) |
|  |                                               |
|  | Supersaurus vivianae                          |
|  |                                               |

|  | Diplodocus carnegii                  |
|  |                                      |
|  | Diplodocus hallorum (= Seismosaurus) |
|  |                                      |

|  | Kaatedocus siberi |
|  |                   |
|  | Barosaurus lentus |
|  |                   |

|  | Diplodocus carnegii                  |
|  |                                      |
|  | Diplodocus hallorum (= Seismosaurus) |
|  |                                      |

|  | Kaatedocus siberi |
|  |                   |
|  | Barosaurus lentus |
|  |                   |

|  | Diplodocus carnegii                  |
|  |                                      |
|  | Diplodocus hallorum (= Seismosaurus) |
|  |                                      |

|  | Kaatedocus siberi |
|  |                   |
|  | Barosaurus lentus |
|  |                   |

|  | Diplodocus carnegii                  |
|  |                                      |
|  | Diplodocus hallorum (= Seismosaurus) |
|  |                                      |

|  | Kaatedocus siberi |
|  |                   |
|  | Barosaurus lentus |
|  |                   |

|  | Diplodocus carnegii                  |
|  |                                      |
|  | Diplodocus hallorum (= Seismosaurus) |
|  |                                      |

|  | Kaatedocus siberi |
|  |                   |
|  | Barosaurus lentus |
|  |                   |

|  | Diplodocus carnegii                  |
|  |                                      |
|  | Diplodocus hallorum (= Seismosaurus) |
|  |                                      |

|  | Kaatedocus siberi |
|  |                   |
|  | Barosaurus lentus |
|  |                   |

|  | Diplodocus carnegii                  |
|  |                                      |
|  | Diplodocus hallorum (= Seismosaurus) |
|  |                                      |

|  | Kaatedocus siberi |
|  |                   |
|  | Barosaurus lentus |
|  |                   |

|  | Diplodocus carnegii                  |
|  |                                      |
|  | Diplodocus hallorum (= Seismosaurus) |
|  |                                      |

|  | Kaatedocus siberi |
|  |                   |
|  | Barosaurus lentus |
|  |                   |

|  | Supersaurus lourinhanensis (= Dinheirosaurus) |
|  |                                               |
|  | Supersaurus vivianae                          |
|  |                                               |

|  | Diplodocus carnegii                  |
|  |                                      |
|  | Diplodocus hallorum (= Seismosaurus) |
|  |                                      |

|  | Kaatedocus siberi |
|  |                   |
|  | Barosaurus lentus |
|  |                   |

|  | Diplodocus carnegii                  |
|  |                                      |
|  | Diplodocus hallorum (= Seismosaurus) |
|  |                                      |

|  | Kaatedocus siberi |
|  |                   |
|  | Barosaurus lentus |
|  |                   |

|  | Diplodocus carnegii                  |
|  |                                      |
|  | Diplodocus hallorum (= Seismosaurus) |
|  |                                      |

|  | Kaatedocus siberi |
|  |                   |
|  | Barosaurus lentus |
|  |                   |

|  | Diplodocus carnegii                  |
|  |                                      |
|  | Diplodocus hallorum (= Seismosaurus) |
|  |                                      |

|  | Kaatedocus siberi |
|  |                   |
|  | Barosaurus lentus |
|  |                   |

|  | Diplodocus carnegii                  |
|  |                                      |
|  | Diplodocus hallorum (= Seismosaurus) |
|  |                                      |

|  | Kaatedocus siberi |
|  |                   |
|  | Barosaurus lentus |
|  |                   |

|  | Diplodocus carnegii                  |
|  |                                      |
|  | Diplodocus hallorum (= Seismosaurus) |
|  |                                      |

|  | Kaatedocus siberi |
|  |                   |
|  | Barosaurus lentus |
|  |                   |

|  | Diplodocus carnegii                  |
|  |                                      |
|  | Diplodocus hallorum (= Seismosaurus) |
|  |                                      |

|  | Kaatedocus siberi |
|  |                   |
|  | Barosaurus lentus |
|  |                   |

|  | Diplodocus carnegii                  |
|  |                                      |
|  | Diplodocus hallorum (= Seismosaurus) |
|  |                                      |

|  | Kaatedocus siberi |
|  |                   |
|  | Barosaurus lentus |
|  |                   |

|  | Supersaurus lourinhanensis (= Dinheirosaurus) |
|  |                                               |
|  | Supersaurus vivianae                          |
|  |                                               |

|  | Diplodocus carnegii                  |
|  |                                      |
|  | Diplodocus hallorum (= Seismosaurus) |
|  |                                      |

|  | Kaatedocus siberi |
|  |                   |
|  | Barosaurus lentus |
|  |                   |

|  | Diplodocus carnegii                  |
|  |                                      |
|  | Diplodocus hallorum (= Seismosaurus) |
|  |                                      |

|  | Kaatedocus siberi |
|  |                   |
|  | Barosaurus lentus |
|  |                   |

|  | Diplodocus carnegii                  |
|  |                                      |
|  | Diplodocus hallorum (= Seismosaurus) |
|  |                                      |

|  | Kaatedocus siberi |
|  |                   |
|  | Barosaurus lentus |
|  |                   |

|  | Diplodocus carnegii                  |
|  |                                      |
|  | Diplodocus hallorum (= Seismosaurus) |
|  |                                      |

|  | Kaatedocus siberi |
|  |                   |
|  | Barosaurus lentus |
|  |                   |

|  | Diplodocus carnegii                  |
|  |                                      |
|  | Diplodocus hallorum (= Seismosaurus) |
|  |                                      |

|  | Kaatedocus siberi |
|  |                   |
|  | Barosaurus lentus |
|  |                   |

|  | Diplodocus carnegii                  |
|  |                                      |
|  | Diplodocus hallorum (= Seismosaurus) |
|  |                                      |

|  | Kaatedocus siberi |
|  |                   |
|  | Barosaurus lentus |
|  |                   |

|  | Diplodocus carnegii                  |
|  |                                      |
|  | Diplodocus hallorum (= Seismosaurus) |
|  |                                      |

|  | Kaatedocus siberi |
|  |                   |
|  | Barosaurus lentus |
|  |                   |

|  | Diplodocus carnegii                  |
|  |                                      |
|  | Diplodocus hallorum (= Seismosaurus) |
|  |                                      |

|  | Kaatedocus siberi |
|  |                   |
|  | Barosaurus lentus |
|  |                   |

|  | Supersaurus lourinhanensis (= Dinheirosaurus) |
|  |                                               |
|  | Supersaurus vivianae                          |
|  |                                               |

|  | Diplodocus carnegii                  |
|  |                                      |
|  | Diplodocus hallorum (= Seismosaurus) |
|  |                                      |

|  | Kaatedocus siberi |
|  |                   |
|  | Barosaurus lentus |
|  |                   |

|  | Diplodocus carnegii                  |
|  |                                      |
|  | Diplodocus hallorum (= Seismosaurus) |
|  |                                      |

|  | Kaatedocus siberi |
|  |                   |
|  | Barosaurus lentus |
|  |                   |

|  | Diplodocus carnegii                  |
|  |                                      |
|  | Diplodocus hallorum (= Seismosaurus) |
|  |                                      |

|  | Kaatedocus siberi |
|  |                   |
|  | Barosaurus lentus |
|  |                   |

|  | Diplodocus carnegii                  |
|  |                                      |
|  | Diplodocus hallorum (= Seismosaurus) |
|  |                                      |

|  | Kaatedocus siberi |
|  |                   |
|  | Barosaurus lentus |
|  |                   |

|  | Diplodocus carnegii                  |
|  |                                      |
|  | Diplodocus hallorum (= Seismosaurus) |
|  |                                      |

|  | Kaatedocus siberi |
|  |                   |
|  | Barosaurus lentus |
|  |                   |

|  | Diplodocus carnegii                  |
|  |                                      |
|  | Diplodocus hallorum (= Seismosaurus) |
|  |                                      |

|  | Kaatedocus siberi |
|  |                   |
|  | Barosaurus lentus |
|  |                   |

|  | Diplodocus carnegii                  |
|  |                                      |
|  | Diplodocus hallorum (= Seismosaurus) |
|  |                                      |

|  | Kaatedocus siberi |
|  |                   |
|  | Barosaurus lentus |
|  |                   |

|  | Diplodocus carnegii                  |
|  |                                      |
|  | Diplodocus hallorum (= Seismosaurus) |
|  |                                      |

|  | Kaatedocus siberi |
|  |                   |
|  | Barosaurus lentus |
|  |                   |

|  | Supersaurus lourinhanensis (= Dinheirosaurus) |
|  |                                               |
|  | Supersaurus vivianae                          |
|  |                                               |

|  | Diplodocus carnegii                  |
|  |                                      |
|  | Diplodocus hallorum (= Seismosaurus) |
|  |                                      |

|  | Kaatedocus siberi |
|  |                   |
|  | Barosaurus lentus |
|  |                   |

|  | Diplodocus carnegii                  |
|  |                                      |
|  | Diplodocus hallorum (= Seismosaurus) |
|  |                                      |

|  | Kaatedocus siberi |
|  |                   |
|  | Barosaurus lentus |
|  |                   |

|  | Diplodocus carnegii                  |
|  |                                      |
|  | Diplodocus hallorum (= Seismosaurus) |
|  |                                      |

|  | Kaatedocus siberi |
|  |                   |
|  | Barosaurus lentus |
|  |                   |

|  | Diplodocus carnegii                  |
|  |                                      |
|  | Diplodocus hallorum (= Seismosaurus) |
|  |                                      |

|  | Kaatedocus siberi |
|  |                   |
|  | Barosaurus lentus |
|  |                   |

|  | Diplodocus carnegii                  |
|  |                                      |
|  | Diplodocus hallorum (= Seismosaurus) |
|  |                                      |

|  | Kaatedocus siberi |
|  |                   |
|  | Barosaurus lentus |
|  |                   |

|  | Diplodocus carnegii                  |
|  |                                      |
|  | Diplodocus hallorum (= Seismosaurus) |
|  |                                      |

|  | Kaatedocus siberi |
|  |                   |
|  | Barosaurus lentus |
|  |                   |

|  | Diplodocus carnegii                  |
|  |                                      |
|  | Diplodocus hallorum (= Seismosaurus) |
|  |                                      |

|  | Kaatedocus siberi |
|  |                   |
|  | Barosaurus lentus |
|  |                   |

|  | Diplodocus carnegii                  |
|  |                                      |
|  | Diplodocus hallorum (= Seismosaurus) |
|  |                                      |

|  | Kaatedocus siberi |
|  |                   |
|  | Barosaurus lentus |
|  |                   |

|  | Supersaurus lourinhanensis (= Dinheirosaurus) |
|  |                                               |
|  | Supersaurus vivianae                          |
|  |                                               |

|  | Diplodocus carnegii                  |
|  |                                      |
|  | Diplodocus hallorum (= Seismosaurus) |
|  |                                      |

|  | Kaatedocus siberi |
|  |                   |
|  | Barosaurus lentus |
|  |                   |

|  | Diplodocus carnegii                  |
|  |                                      |
|  | Diplodocus hallorum (= Seismosaurus) |
|  |                                      |

|  | Kaatedocus siberi |
|  |                   |
|  | Barosaurus lentus |
|  |                   |

|  | Diplodocus carnegii                  |
|  |                                      |
|  | Diplodocus hallorum (= Seismosaurus) |
|  |                                      |

|  | Kaatedocus siberi |
|  |                   |
|  | Barosaurus lentus |
|  |                   |

|  | Diplodocus carnegii                  |
|  |                                      |
|  | Diplodocus hallorum (= Seismosaurus) |
|  |                                      |

|  | Kaatedocus siberi |
|  |                   |
|  | Barosaurus lentus |
|  |                   |

|  | Diplodocus carnegii                  |
|  |                                      |
|  | Diplodocus hallorum (= Seismosaurus) |
|  |                                      |

|  | Kaatedocus siberi |
|  |                   |
|  | Barosaurus lentus |
|  |                   |

|  | Diplodocus carnegii                  |
|  |                                      |
|  | Diplodocus hallorum (= Seismosaurus) |
|  |                                      |

|  | Kaatedocus siberi |
|  |                   |
|  | Barosaurus lentus |
|  |                   |

|  | Diplodocus carnegii                  |
|  |                                      |
|  | Diplodocus hallorum (= Seismosaurus) |
|  |                                      |

|  | Kaatedocus siberi |
|  |                   |
|  | Barosaurus lentus |
|  |                   |

|  | Diplodocus carnegii                  |
|  |                                      |
|  | Diplodocus hallorum (= Seismosaurus) |
|  |                                      |

|  | Kaatedocus siberi |
|  |                   |
|  | Barosaurus lentus |
|  |                   |

|  | Supersaurus lourinhanensis (= Dinheirosaurus) |
|  |                                               |
|  | Supersaurus vivianae                          |
|  |                                               |

|  | Diplodocus carnegii                  |
|  |                                      |
|  | Diplodocus hallorum (= Seismosaurus) |
|  |                                      |

|  | Kaatedocus siberi |
|  |                   |
|  | Barosaurus lentus |
|  |                   |

|  | Diplodocus carnegii                  |
|  |                                      |
|  | Diplodocus hallorum (= Seismosaurus) |
|  |                                      |

|  | Kaatedocus siberi |
|  |                   |
|  | Barosaurus lentus |
|  |                   |

|  | Diplodocus carnegii                  |
|  |                                      |
|  | Diplodocus hallorum (= Seismosaurus) |
|  |                                      |

|  | Kaatedocus siberi |
|  |                   |
|  | Barosaurus lentus |
|  |                   |

|  | Diplodocus carnegii                  |
|  |                                      |
|  | Diplodocus hallorum (= Seismosaurus) |
|  |                                      |

|  | Kaatedocus siberi |
|  |                   |
|  | Barosaurus lentus |
|  |                   |

|  | Diplodocus carnegii                  |
|  |                                      |
|  | Diplodocus hallorum (= Seismosaurus) |
|  |                                      |

|  | Kaatedocus siberi |
|  |                   |
|  | Barosaurus lentus |
|  |                   |

|  | Diplodocus carnegii                  |
|  |                                      |
|  | Diplodocus hallorum (= Seismosaurus) |
|  |                                      |

|  | Kaatedocus siberi |
|  |                   |
|  | Barosaurus lentus |
|  |                   |

|  | Diplodocus carnegii                  |
|  |                                      |
|  | Diplodocus hallorum (= Seismosaurus) |
|  |                                      |

|  | Kaatedocus siberi |
|  |                   |
|  | Barosaurus lentus |
|  |                   |

|  | Diplodocus carnegii                  |
|  |                                      |
|  | Diplodocus hallorum (= Seismosaurus) |
|  |                                      |

|  | Kaatedocus siberi |
|  |                   |
|  | Barosaurus lentus |
|  |                   |

|  | Apatosaurus ajax    |
|  |                     |
|  | Apatosaurus louisae |
|  |                     |

|  | Brontosaurus excelsus                                                                                           |
|  | |
|  | \| \| Brontosaurus yahnahpin (= Eobrontosaurus) \| \| \| \| \| \| Brontosaurus parvus (= Elosaurus) \| \| \| \| |
|  | |
|  | Brontosaurus yahnahpin (= Eobrontosaurus)                                                                       |
|  | |
|  | Brontosaurus parvus (= Elosaurus)                                                                               |
|  | |

|  | Brontosaurus yahnahpin (= Eobrontosaurus) |
|  |                                           |
|  | Brontosaurus parvus (= Elosaurus)         |
|  |                                           |

|  | Apatosaurus ajax    |
|  |                     |
|  | Apatosaurus louisae |
|  |                     |

|  | Brontosaurus excelsus                                                                                           |
|  | |
|  | \| \| Brontosaurus yahnahpin (= Eobrontosaurus) \| \| \| \| \| \| Brontosaurus parvus (= Elosaurus) \| \| \| \| |
|  | |
|  | Brontosaurus yahnahpin (= Eobrontosaurus)                                                                       |
|  | |
|  | Brontosaurus parvus (= Elosaurus)                                                                               |
|  | |

|  | Brontosaurus yahnahpin (= Eobrontosaurus) |
|  |                                           |
|  | Brontosaurus parvus (= Elosaurus)         |
|  |                                           |

|  | Apatosaurus ajax    |
|  |                     |
|  | Apatosaurus louisae |
|  |                     |

|  | Brontosaurus excelsus                                                                                           |
|  | |
|  | \| \| Brontosaurus yahnahpin (= Eobrontosaurus) \| \| \| \| \| \| Brontosaurus parvus (= Elosaurus) \| \| \| \| |
|  | |
|  | Brontosaurus yahnahpin (= Eobrontosaurus)                                                                       |
|  | |
|  | Brontosaurus parvus (= Elosaurus)                                                                               |
|  | |

|  | Brontosaurus yahnahpin (= Eobrontosaurus) |
|  |                                           |
|  | Brontosaurus parvus (= Elosaurus)         |
|  |                                           |

|  | Apatosaurus ajax    |
|  |                     |
|  | Apatosaurus louisae |
|  |                     |

|  | Brontosaurus excelsus                                                                                           |
|  | |
|  | \| \| Brontosaurus yahnahpin (= Eobrontosaurus) \| \| \| \| \| \| Brontosaurus parvus (= Elosaurus) \| \| \| \| |
|  | |
|  | Brontosaurus yahnahpin (= Eobrontosaurus)                                                                       |
|  | |
|  | Brontosaurus parvus (= Elosaurus)                                                                               |
|  | |

|  | Brontosaurus yahnahpin (= Eobrontosaurus) |
|  |                                           |
|  | Brontosaurus parvus (= Elosaurus)         |
|  |                                           |

|  | Apatosaurus ajax    |
|  |                     |
|  | Apatosaurus louisae |
|  |                     |

|  | Brontosaurus excelsus                                                                                           |
|  | |
|  | \| \| Brontosaurus yahnahpin (= Eobrontosaurus) \| \| \| \| \| \| Brontosaurus parvus (= Elosaurus) \| \| \| \| |
|  | |
|  | Brontosaurus yahnahpin (= Eobrontosaurus)                                                                       |
|  | |
|  | Brontosaurus parvus (= Elosaurus)                                                                               |
|  | |

|  | Brontosaurus yahnahpin (= Eobrontosaurus) |
|  |                                           |
|  | Brontosaurus parvus (= Elosaurus)         |
|  |                                           |

|  | Apatosaurus ajax    |
|  |                     |
|  | Apatosaurus louisae |
|  |                     |

|  | Brontosaurus excelsus                                                                                           |
|  | |
|  | \| \| Brontosaurus yahnahpin (= Eobrontosaurus) \| \| \| \| \| \| Brontosaurus parvus (= Elosaurus) \| \| \| \| |
|  | |
|  | Brontosaurus yahnahpin (= Eobrontosaurus)                                                                       |
|  | |
|  | Brontosaurus parvus (= Elosaurus)                                                                               |
|  | |

|  | Brontosaurus yahnahpin (= Eobrontosaurus) |
|  |                                           |
|  | Brontosaurus parvus (= Elosaurus)         |
|  |                                           |

|  | Apatosaurus ajax    |
|  |                     |
|  | Apatosaurus louisae |
|  |                     |

|  | Brontosaurus excelsus                                                                                           |
|  | |
|  | \| \| Brontosaurus yahnahpin (= Eobrontosaurus) \| \| \| \| \| \| Brontosaurus parvus (= Elosaurus) \| \| \| \| |
|  | |
|  | Brontosaurus yahnahpin (= Eobrontosaurus)                                                                       |
|  | |
|  | Brontosaurus parvus (= Elosaurus)                                                                               |
|  | |

|  | Brontosaurus yahnahpin (= Eobrontosaurus) |
|  |                                           |
|  | Brontosaurus parvus (= Elosaurus)         |
|  |                                           |

|  | Apatosaurus ajax    |
|  |                     |
|  | Apatosaurus louisae |
|  |                     |

|  | Brontosaurus excelsus                                                                                           |
|  | |
|  | \| \| Brontosaurus yahnahpin (= Eobrontosaurus) \| \| \| \| \| \| Brontosaurus parvus (= Elosaurus) \| \| \| \| |
|  | |
|  | Brontosaurus yahnahpin (= Eobrontosaurus)                                                                       |
|  | |
|  | Brontosaurus parvus (= Elosaurus)                                                                               |
|  | |

|  | Brontosaurus yahnahpin (= Eobrontosaurus) |
|  |                                           |
|  | Brontosaurus parvus (= Elosaurus)         |
|  |                                           |

|  | Supersaurus lourinhanensis (= Dinheirosaurus) |
|  |                                               |
|  | Supersaurus vivianae                          |
|  |                                               |

|  | Diplodocus carnegii                  |
|  |                                      |
|  | Diplodocus hallorum (= Seismosaurus) |
|  |                                      |

|  | Kaatedocus siberi |
|  |                   |
|  | Barosaurus lentus |
|  |                   |

|  | Diplodocus carnegii                  |
|  |                                      |
|  | Diplodocus hallorum (= Seismosaurus) |
|  |                                      |

|  | Kaatedocus siberi |
|  |                   |
|  | Barosaurus lentus |
|  |                   |

|  | Diplodocus carnegii                  |
|  |                                      |
|  | Diplodocus hallorum (= Seismosaurus) |
|  |                                      |

|  | Kaatedocus siberi |
|  |                   |
|  | Barosaurus lentus |
|  |                   |

|  | Diplodocus carnegii                  |
|  |                                      |
|  | Diplodocus hallorum (= Seismosaurus) |
|  |                                      |

|  | Kaatedocus siberi |
|  |                   |
|  | Barosaurus lentus |
|  |                   |

|  | Diplodocus carnegii                  |
|  |                                      |
|  | Diplodocus hallorum (= Seismosaurus) |
|  |                                      |

|  | Kaatedocus siberi |
|  |                   |
|  | Barosaurus lentus |
|  |                   |

|  | Diplodocus carnegii                  |
|  |                                      |
|  | Diplodocus hallorum (= Seismosaurus) |
|  |                                      |

|  | Kaatedocus siberi |
|  |                   |
|  | Barosaurus lentus |
|  |                   |

|  | Diplodocus carnegii                  |
|  |                                      |
|  | Diplodocus hallorum (= Seismosaurus) |
|  |                                      |

|  | Kaatedocus siberi |
|  |                   |
|  | Barosaurus lentus |
|  |                   |

|  | Diplodocus carnegii                  |
|  |                                      |
|  | Diplodocus hallorum (= Seismosaurus) |
|  |                                      |

|  | Kaatedocus siberi |
|  |                   |
|  | Barosaurus lentus |
|  |                   |

|  | Supersaurus lourinhanensis (= Dinheirosaurus) |
|  |                                               |
|  | Supersaurus vivianae                          |
|  |                                               |

|  | Diplodocus carnegii                  |
|  |                                      |
|  | Diplodocus hallorum (= Seismosaurus) |
|  |                                      |

|  | Kaatedocus siberi |
|  |                   |
|  | Barosaurus lentus |
|  |                   |

|  | Diplodocus carnegii                  |
|  |                                      |
|  | Diplodocus hallorum (= Seismosaurus) |
|  |                                      |

|  | Kaatedocus siberi |
|  |                   |
|  | Barosaurus lentus |
|  |                   |

|  | Diplodocus carnegii                  |
|  |                                      |
|  | Diplodocus hallorum (= Seismosaurus) |
|  |                                      |

|  | Kaatedocus siberi |
|  |                   |
|  | Barosaurus lentus |
|  |                   |

|  | Diplodocus carnegii                  |
|  |                                      |
|  | Diplodocus hallorum (= Seismosaurus) |
|  |                                      |

|  | Kaatedocus siberi |
|  |                   |
|  | Barosaurus lentus |
|  |                   |

|  | Diplodocus carnegii                  |
|  |                                      |
|  | Diplodocus hallorum (= Seismosaurus) |
|  |                                      |

|  | Kaatedocus siberi |
|  |                   |
|  | Barosaurus lentus |
|  |                   |

|  | Diplodocus carnegii                  |
|  |                                      |
|  | Diplodocus hallorum (= Seismosaurus) |
|  |                                      |

|  | Kaatedocus siberi |
|  |                   |
|  | Barosaurus lentus |
|  |                   |

|  | Diplodocus carnegii                  |
|  |                                      |
|  | Diplodocus hallorum (= Seismosaurus) |
|  |                                      |

|  | Kaatedocus siberi |
|  |                   |
|  | Barosaurus lentus |
|  |                   |

|  | Diplodocus carnegii                  |
|  |                                      |
|  | Diplodocus hallorum (= Seismosaurus) |
|  |                                      |

|  | Kaatedocus siberi |
|  |                   |
|  | Barosaurus lentus |
|  |                   |

|  | Supersaurus lourinhanensis (= Dinheirosaurus) |
|  |                                               |
|  | Supersaurus vivianae                          |
|  |                                               |

|  | Diplodocus carnegii                  |
|  |                                      |
|  | Diplodocus hallorum (= Seismosaurus) |
|  |                                      |

|  | Kaatedocus siberi |
|  |                   |
|  | Barosaurus lentus |
|  |                   |

|  | Diplodocus carnegii                  |
|  |                                      |
|  | Diplodocus hallorum (= Seismosaurus) |
|  |                                      |

|  | Kaatedocus siberi |
|  |                   |
|  | Barosaurus lentus |
|  |                   |

|  | Diplodocus carnegii                  |
|  |                                      |
|  | Diplodocus hallorum (= Seismosaurus) |
|  |                                      |

|  | Kaatedocus siberi |
|  |                   |
|  | Barosaurus lentus |
|  |                   |

|  | Diplodocus carnegii                  |
|  |                                      |
|  | Diplodocus hallorum (= Seismosaurus) |
|  |                                      |

|  | Kaatedocus siberi |
|  |                   |
|  | Barosaurus lentus |
|  |                   |

|  | Diplodocus carnegii                  |
|  |                                      |
|  | Diplodocus hallorum (= Seismosaurus) |
|  |                                      |

|  | Kaatedocus siberi |
|  |                   |
|  | Barosaurus lentus |
|  |                   |

|  | Diplodocus carnegii                  |
|  |                                      |
|  | Diplodocus hallorum (= Seismosaurus) |
|  |                                      |

|  | Kaatedocus siberi |
|  |                   |
|  | Barosaurus lentus |
|  |                   |

|  | Diplodocus carnegii                  |
|  |                                      |
|  | Diplodocus hallorum (= Seismosaurus) |
|  |                                      |

|  | Kaatedocus siberi |
|  |                   |
|  | Barosaurus lentus |
|  |                   |

|  | Diplodocus carnegii                  |
|  |                                      |
|  | Diplodocus hallorum (= Seismosaurus) |
|  |                                      |

|  | Kaatedocus siberi |
|  |                   |
|  | Barosaurus lentus |
|  |                   |

|  | Supersaurus lourinhanensis (= Dinheirosaurus) |
|  |                                               |
|  | Supersaurus vivianae                          |
|  |                                               |

|  | Diplodocus carnegii                  |
|  |                                      |
|  | Diplodocus hallorum (= Seismosaurus) |
|  |                                      |

|  | Kaatedocus siberi |
|  |                   |
|  | Barosaurus lentus |
|  |                   |

|  | Diplodocus carnegii                  |
|  |                                      |
|  | Diplodocus hallorum (= Seismosaurus) |
|  |                                      |

|  | Kaatedocus siberi |
|  |                   |
|  | Barosaurus lentus |
|  |                   |

|  | Diplodocus carnegii                  |
|  |                                      |
|  | Diplodocus hallorum (= Seismosaurus) |
|  |                                      |

|  | Kaatedocus siberi |
|  |                   |
|  | Barosaurus lentus |
|  |                   |

|  | Diplodocus carnegii                  |
|  |                                      |
|  | Diplodocus hallorum (= Seismosaurus) |
|  |                                      |

|  | Kaatedocus siberi |
|  |                   |
|  | Barosaurus lentus |
|  |                   |

|  | Diplodocus carnegii                  |
|  |                                      |
|  | Diplodocus hallorum (= Seismosaurus) |
|  |                                      |

|  | Kaatedocus siberi |
|  |                   |
|  | Barosaurus lentus |
|  |                   |

|  | Diplodocus carnegii                  |
|  |                                      |
|  | Diplodocus hallorum (= Seismosaurus) |
|  |                                      |

|  | Kaatedocus siberi |
|  |                   |
|  | Barosaurus lentus |
|  |                   |

|  | Diplodocus carnegii                  |
|  |                                      |
|  | Diplodocus hallorum (= Seismosaurus) |
|  |                                      |

|  | Kaatedocus siberi |
|  |                   |
|  | Barosaurus lentus |
|  |                   |

|  | Diplodocus carnegii                  |
|  |                                      |
|  | Diplodocus hallorum (= Seismosaurus) |
|  |                                      |

|  | Kaatedocus siberi |
|  |                   |
|  | Barosaurus lentus |
|  |                   |

|  | Supersaurus lourinhanensis (= Dinheirosaurus) |
|  |                                               |
|  | Supersaurus vivianae                          |
|  |                                               |

|  | Diplodocus carnegii                  |
|  |                                      |
|  | Diplodocus hallorum (= Seismosaurus) |
|  |                                      |

|  | Kaatedocus siberi |
|  |                   |
|  | Barosaurus lentus |
|  |                   |

|  | Diplodocus carnegii                  |
|  |                                      |
|  | Diplodocus hallorum (= Seismosaurus) |
|  |                                      |

|  | Kaatedocus siberi |
|  |                   |
|  | Barosaurus lentus |
|  |                   |

|  | Diplodocus carnegii                  |
|  |                                      |
|  | Diplodocus hallorum (= Seismosaurus) |
|  |                                      |

|  | Kaatedocus siberi |
|  |                   |
|  | Barosaurus lentus |
|  |                   |

|  | Diplodocus carnegii                  |
|  |                                      |
|  | Diplodocus hallorum (= Seismosaurus) |
|  |                                      |

|  | Kaatedocus siberi |
|  |                   |
|  | Barosaurus lentus |
|  |                   |

|  | Diplodocus carnegii                  |
|  |                                      |
|  | Diplodocus hallorum (= Seismosaurus) |
|  |                                      |

|  | Kaatedocus siberi |
|  |                   |
|  | Barosaurus lentus |
|  |                   |

|  | Diplodocus carnegii                  |
|  |                                      |
|  | Diplodocus hallorum (= Seismosaurus) |
|  |                                      |

|  | Kaatedocus siberi |
|  |                   |
|  | Barosaurus lentus |
|  |                   |

|  | Diplodocus carnegii                  |
|  |                                      |
|  | Diplodocus hallorum (= Seismosaurus) |
|  |                                      |

|  | Kaatedocus siberi |
|  |                   |
|  | Barosaurus lentus |
|  |                   |

|  | Diplodocus carnegii                  |
|  |                                      |
|  | Diplodocus hallorum (= Seismosaurus) |
|  |                                      |

|  | Kaatedocus siberi |
|  |                   |
|  | Barosaurus lentus |
|  |                   |

|  | Supersaurus lourinhanensis (= Dinheirosaurus) |
|  |                                               |
|  | Supersaurus vivianae                          |
|  |                                               |

|  | Diplodocus carnegii                  |
|  |                                      |
|  | Diplodocus hallorum (= Seismosaurus) |
|  |                                      |

|  | Kaatedocus siberi |
|  |                   |
|  | Barosaurus lentus |
|  |                   |

|  | Diplodocus carnegii                  |
|  |                                      |
|  | Diplodocus hallorum (= Seismosaurus) |
|  |                                      |

|  | Kaatedocus siberi |
|  |                   |
|  | Barosaurus lentus |
|  |                   |

|  | Diplodocus carnegii                  |
|  |                                      |
|  | Diplodocus hallorum (= Seismosaurus) |
|  |                                      |

|  | Kaatedocus siberi |
|  |                   |
|  | Barosaurus lentus |
|  |                   |

|  | Diplodocus carnegii                  |
|  |                                      |
|  | Diplodocus hallorum (= Seismosaurus) |
|  |                                      |

|  | Kaatedocus siberi |
|  |                   |
|  | Barosaurus lentus |
|  |                   |

|  | Diplodocus carnegii                  |
|  |                                      |
|  | Diplodocus hallorum (= Seismosaurus) |
|  |                                      |

|  | Kaatedocus siberi |
|  |                   |
|  | Barosaurus lentus |
|  |                   |

|  | Diplodocus carnegii                  |
|  |                                      |
|  | Diplodocus hallorum (= Seismosaurus) |
|  |                                      |

|  | Kaatedocus siberi |
|  |                   |
|  | Barosaurus lentus |
|  |                   |

|  | Diplodocus carnegii                  |
|  |                                      |
|  | Diplodocus hallorum (= Seismosaurus) |
|  |                                      |

|  | Kaatedocus siberi |
|  |                   |
|  | Barosaurus lentus |
|  |                   |

|  | Diplodocus carnegii                  |
|  |                                      |
|  | Diplodocus hallorum (= Seismosaurus) |
|  |                                      |

|  | Kaatedocus siberi |
|  |                   |
|  | Barosaurus lentus |
|  |                   |

|  | Supersaurus lourinhanensis (= Dinheirosaurus) |
|  |                                               |
|  | Supersaurus vivianae                          |
|  |                                               |

|  | Diplodocus carnegii                  |
|  |                                      |
|  | Diplodocus hallorum (= Seismosaurus) |
|  |                                      |

|  | Kaatedocus siberi |
|  |                   |
|  | Barosaurus lentus |
|  |                   |

|  | Diplodocus carnegii                  |
|  |                                      |
|  | Diplodocus hallorum (= Seismosaurus) |
|  |                                      |

|  | Kaatedocus siberi |
|  |                   |
|  | Barosaurus lentus |
|  |                   |

|  | Diplodocus carnegii                  |
|  |                                      |
|  | Diplodocus hallorum (= Seismosaurus) |
|  |                                      |

|  | Kaatedocus siberi |
|  |                   |
|  | Barosaurus lentus |
|  |                   |

|  | Diplodocus carnegii                  |
|  |                                      |
|  | Diplodocus hallorum (= Seismosaurus) |
|  |                                      |

|  | Kaatedocus siberi |
|  |                   |
|  | Barosaurus lentus |
|  |                   |

|  | Diplodocus carnegii                  |
|  |                                      |
|  | Diplodocus hallorum (= Seismosaurus) |
|  |                                      |

|  | Kaatedocus siberi |
|  |                   |
|  | Barosaurus lentus |
|  |                   |

|  | Diplodocus carnegii                  |
|  |                                      |
|  | Diplodocus hallorum (= Seismosaurus) |
|  |                                      |

|  | Kaatedocus siberi |
|  |                   |
|  | Barosaurus lentus |
|  |                   |

|  | Diplodocus carnegii                  |
|  |                                      |
|  | Diplodocus hallorum (= Seismosaurus) |
|  |                                      |

|  | Kaatedocus siberi |
|  |                   |
|  | Barosaurus lentus |
|  |                   |

|  | Diplodocus carnegii                  |
|  |                                      |
|  | Diplodocus hallorum (= Seismosaurus) |
|  |                                      |

|  | Kaatedocus siberi |
|  |                   |
|  | Barosaurus lentus |
|  |                   |

|  | Supersaurus lourinhanensis (= Dinheirosaurus) |
|  |                                               |
|  | Supersaurus vivianae                          |
|  |                                               |

|  | Diplodocus carnegii                  |
|  |                                      |
|  | Diplodocus hallorum (= Seismosaurus) |
|  |                                      |

|  | Kaatedocus siberi |
|  |                   |
|  | Barosaurus lentus |
|  |                   |

|  | Diplodocus carnegii                  |
|  |                                      |
|  | Diplodocus hallorum (= Seismosaurus) |
|  |                                      |

|  | Kaatedocus siberi |
|  |                   |
|  | Barosaurus lentus |
|  |                   |

|  | Diplodocus carnegii                  |
|  |                                      |
|  | Diplodocus hallorum (= Seismosaurus) |
|  |                                      |

|  | Kaatedocus siberi |
|  |                   |
|  | Barosaurus lentus |
|  |                   |

|  | Diplodocus carnegii                  |
|  |                                      |
|  | Diplodocus hallorum (= Seismosaurus) |
|  |                                      |

|  | Kaatedocus siberi |
|  |                   |
|  | Barosaurus lentus |
|  |                   |

|  | Diplodocus carnegii                  |
|  |                                      |
|  | Diplodocus hallorum (= Seismosaurus) |
|  |                                      |

|  | Kaatedocus siberi |
|  |                   |
|  | Barosaurus lentus |
|  |                   |

|  | Diplodocus carnegii                  |
|  |                                      |
|  | Diplodocus hallorum (= Seismosaurus) |
|  |                                      |

|  | Kaatedocus siberi |
|  |                   |
|  | Barosaurus lentus |
|  |                   |

|  | Diplodocus carnegii                  |
|  |                                      |
|  | Diplodocus hallorum (= Seismosaurus) |
|  |                                      |

|  | Kaatedocus siberi |
|  |                   |
|  | Barosaurus lentus |
|  |                   |

|  | Diplodocus carnegii                  |
|  |                                      |
|  | Diplodocus hallorum (= Seismosaurus) |
|  |                                      |

|  | Kaatedocus siberi |
|  |                   |
|  | Barosaurus lentus |
|  |                   |

|  | Apatosaurus ajax    |
|  |                     |
|  | Apatosaurus louisae |
|  |                     |

|  | Brontosaurus excelsus                                                                                           |
|  | |
|  | \| \| Brontosaurus yahnahpin (= Eobrontosaurus) \| \| \| \| \| \| Brontosaurus parvus (= Elosaurus) \| \| \| \| |
|  | |
|  | Brontosaurus yahnahpin (= Eobrontosaurus)                                                                       |
|  | |
|  | Brontosaurus parvus (= Elosaurus)                                                                               |
|  | |

|  | Brontosaurus yahnahpin (= Eobrontosaurus) |
|  |                                           |
|  | Brontosaurus parvus (= Elosaurus)         |
|  |                                           |

|  | Apatosaurus ajax    |
|  |                     |
|  | Apatosaurus louisae |
|  |                     |

|  | Brontosaurus excelsus                                                                                           |
|  | |
|  | \| \| Brontosaurus yahnahpin (= Eobrontosaurus) \| \| \| \| \| \| Brontosaurus parvus (= Elosaurus) \| \| \| \| |
|  | |
|  | Brontosaurus yahnahpin (= Eobrontosaurus)                                                                       |
|  | |
|  | Brontosaurus parvus (= Elosaurus)                                                                               |
|  | |

|  | Brontosaurus yahnahpin (= Eobrontosaurus) |
|  |                                           |
|  | Brontosaurus parvus (= Elosaurus)         |
|  |                                           |

|  | Apatosaurus ajax    |
|  |                     |
|  | Apatosaurus louisae |
|  |                     |

|  | Brontosaurus excelsus                                                                                           |
|  | |
|  | \| \| Brontosaurus yahnahpin (= Eobrontosaurus) \| \| \| \| \| \| Brontosaurus parvus (= Elosaurus) \| \| \| \| |
|  | |
|  | Brontosaurus yahnahpin (= Eobrontosaurus)                                                                       |
|  | |
|  | Brontosaurus parvus (= Elosaurus)                                                                               |
|  | |

|  | Brontosaurus yahnahpin (= Eobrontosaurus) |
|  |                                           |
|  | Brontosaurus parvus (= Elosaurus)         |
|  |                                           |

|  | Apatosaurus ajax    |
|  |                     |
|  | Apatosaurus louisae |
|  |                     |

|  | Brontosaurus excelsus                                                                                           |
|  | |
|  | \| \| Brontosaurus yahnahpin (= Eobrontosaurus) \| \| \| \| \| \| Brontosaurus parvus (= Elosaurus) \| \| \| \| |
|  | |
|  | Brontosaurus yahnahpin (= Eobrontosaurus)                                                                       |
|  | |
|  | Brontosaurus parvus (= Elosaurus)                                                                               |
|  | |

|  | Brontosaurus yahnahpin (= Eobrontosaurus) |
|  |                                           |
|  | Brontosaurus parvus (= Elosaurus)         |
|  |                                           |

|  | Apatosaurus ajax    |
|  |                     |
|  | Apatosaurus louisae |
|  |                     |

|  | Brontosaurus excelsus                                                                                           |
|  | |
|  | \| \| Brontosaurus yahnahpin (= Eobrontosaurus) \| \| \| \| \| \| Brontosaurus parvus (= Elosaurus) \| \| \| \| |
|  | |
|  | Brontosaurus yahnahpin (= Eobrontosaurus)                                                                       |
|  | |
|  | Brontosaurus parvus (= Elosaurus)                                                                               |
|  | |

|  | Brontosaurus yahnahpin (= Eobrontosaurus) |
|  |                                           |
|  | Brontosaurus parvus (= Elosaurus)         |
|  |                                           |

|  | Apatosaurus ajax    |
|  |                     |
|  | Apatosaurus louisae |
|  |                     |

|  | Brontosaurus excelsus                                                                                           |
|  | |
|  | \| \| Brontosaurus yahnahpin (= Eobrontosaurus) \| \| \| \| \| \| Brontosaurus parvus (= Elosaurus) \| \| \| \| |
|  | |
|  | Brontosaurus yahnahpin (= Eobrontosaurus)                                                                       |
|  | |
|  | Brontosaurus parvus (= Elosaurus)                                                                               |
|  | |

|  | Brontosaurus yahnahpin (= Eobrontosaurus) |
|  |                                           |
|  | Brontosaurus parvus (= Elosaurus)         |
|  |                                           |

|  | Apatosaurus ajax    |
|  |                     |
|  | Apatosaurus louisae |
|  |                     |

|  | Brontosaurus excelsus                                                                                           |
|  | |
|  | \| \| Brontosaurus yahnahpin (= Eobrontosaurus) \| \| \| \| \| \| Brontosaurus parvus (= Elosaurus) \| \| \| \| |
|  | |
|  | Brontosaurus yahnahpin (= Eobrontosaurus)                                                                       |
|  | |
|  | Brontosaurus parvus (= Elosaurus)                                                                               |
|  | |

|  | Brontosaurus yahnahpin (= Eobrontosaurus) |
|  |                                           |
|  | Brontosaurus parvus (= Elosaurus)         |
|  |                                           |

|  | Apatosaurus ajax    |
|  |                     |
|  | Apatosaurus louisae |
|  |                     |

|  | Brontosaurus excelsus                                                                                           |
|  | |
|  | \| \| Brontosaurus yahnahpin (= Eobrontosaurus) \| \| \| \| \| \| Brontosaurus parvus (= Elosaurus) \| \| \| \| |
|  | |
|  | Brontosaurus yahnahpin (= Eobrontosaurus)                                                                       |
|  | |
|  | Brontosaurus parvus (= Elosaurus)                                                                               |
|  | |

|  | Brontosaurus yahnahpin (= Eobrontosaurus) |
|  |                                           |
|  | Brontosaurus parvus (= Elosaurus)         |
|  |                                           |

|  | Supersaurus lourinhanensis (= Dinheirosaurus) |
|  |                                               |
|  | Supersaurus vivianae                          |
|  |                                               |

|  | Diplodocus carnegii                  |
|  |                                      |
|  | Diplodocus hallorum (= Seismosaurus) |
|  |                                      |

|  | Kaatedocus siberi |
|  |                   |
|  | Barosaurus lentus |
|  |                   |

|  | Diplodocus carnegii                  |
|  |                                      |
|  | Diplodocus hallorum (= Seismosaurus) |
|  |                                      |

|  | Kaatedocus siberi |
|  |                   |
|  | Barosaurus lentus |
|  |                   |

|  | Diplodocus carnegii                  |
|  |                                      |
|  | Diplodocus hallorum (= Seismosaurus) |
|  |                                      |

|  | Kaatedocus siberi |
|  |                   |
|  | Barosaurus lentus |
|  |                   |

|  | Diplodocus carnegii                  |
|  |                                      |
|  | Diplodocus hallorum (= Seismosaurus) |
|  |                                      |

|  | Kaatedocus siberi |
|  |                   |
|  | Barosaurus lentus |
|  |                   |

|  | Diplodocus carnegii                  |
|  |                                      |
|  | Diplodocus hallorum (= Seismosaurus) |
|  |                                      |

|  | Kaatedocus siberi |
|  |                   |
|  | Barosaurus lentus |
|  |                   |

|  | Diplodocus carnegii                  |
|  |                                      |
|  | Diplodocus hallorum (= Seismosaurus) |
|  |                                      |

|  | Kaatedocus siberi |
|  |                   |
|  | Barosaurus lentus |
|  |                   |

|  | Diplodocus carnegii                  |
|  |                                      |
|  | Diplodocus hallorum (= Seismosaurus) |
|  |                                      |

|  | Kaatedocus siberi |
|  |                   |
|  | Barosaurus lentus |
|  |                   |

|  | Diplodocus carnegii                  |
|  |                                      |
|  | Diplodocus hallorum (= Seismosaurus) |
|  |                                      |

|  | Kaatedocus siberi |
|  |                   |
|  | Barosaurus lentus |
|  |                   |

|  | Supersaurus lourinhanensis (= Dinheirosaurus) |
|  |                                               |
|  | Supersaurus vivianae                          |
|  |                                               |

|  | Diplodocus carnegii                  |
|  |                                      |
|  | Diplodocus hallorum (= Seismosaurus) |
|  |                                      |

|  | Kaatedocus siberi |
|  |                   |
|  | Barosaurus lentus |
|  |                   |

|  | Diplodocus carnegii                  |
|  |                                      |
|  | Diplodocus hallorum (= Seismosaurus) |
|  |                                      |

|  | Kaatedocus siberi |
|  |                   |
|  | Barosaurus lentus |
|  |                   |

|  | Diplodocus carnegii                  |
|  |                                      |
|  | Diplodocus hallorum (= Seismosaurus) |
|  |                                      |

|  | Kaatedocus siberi |
|  |                   |
|  | Barosaurus lentus |
|  |                   |

|  | Diplodocus carnegii                  |
|  |                                      |
|  | Diplodocus hallorum (= Seismosaurus) |
|  |                                      |

|  | Kaatedocus siberi |
|  |                   |
|  | Barosaurus lentus |
|  |                   |

|  | Diplodocus carnegii                  |
|  |                                      |
|  | Diplodocus hallorum (= Seismosaurus) |
|  |                                      |

|  | Kaatedocus siberi |
|  |                   |
|  | Barosaurus lentus |
|  |                   |

|  | Diplodocus carnegii                  |
|  |                                      |
|  | Diplodocus hallorum (= Seismosaurus) |
|  |                                      |

|  | Kaatedocus siberi |
|  |                   |
|  | Barosaurus lentus |
|  |                   |

|  | Diplodocus carnegii                  |
|  |                                      |
|  | Diplodocus hallorum (= Seismosaurus) |
|  |                                      |

|  | Kaatedocus siberi |
|  |                   |
|  | Barosaurus lentus |
|  |                   |

|  | Diplodocus carnegii                  |
|  |                                      |
|  | Diplodocus hallorum (= Seismosaurus) |
|  |                                      |

|  | Kaatedocus siberi |
|  |                   |
|  | Barosaurus lentus |
|  |                   |

|  | Supersaurus lourinhanensis (= Dinheirosaurus) |
|  |                                               |
|  | Supersaurus vivianae                          |
|  |                                               |

|  | Diplodocus carnegii                  |
|  |                                      |
|  | Diplodocus hallorum (= Seismosaurus) |
|  |                                      |

|  | Kaatedocus siberi |
|  |                   |
|  | Barosaurus lentus |
|  |                   |

|  | Diplodocus carnegii                  |
|  |                                      |
|  | Diplodocus hallorum (= Seismosaurus) |
|  |                                      |

|  | Kaatedocus siberi |
|  |                   |
|  | Barosaurus lentus |
|  |                   |

|  | Diplodocus carnegii                  |
|  |                                      |
|  | Diplodocus hallorum (= Seismosaurus) |
|  |                                      |

|  | Kaatedocus siberi |
|  |                   |
|  | Barosaurus lentus |
|  |                   |

|  | Diplodocus carnegii                  |
|  |                                      |
|  | Diplodocus hallorum (= Seismosaurus) |
|  |                                      |

|  | Kaatedocus siberi |
|  |                   |
|  | Barosaurus lentus |
|  |                   |

|  | Diplodocus carnegii                  |
|  |                                      |
|  | Diplodocus hallorum (= Seismosaurus) |
|  |                                      |

|  | Kaatedocus siberi |
|  |                   |
|  | Barosaurus lentus |
|  |                   |

|  | Diplodocus carnegii                  |
|  |                                      |
|  | Diplodocus hallorum (= Seismosaurus) |
|  |                                      |

|  | Kaatedocus siberi |
|  |                   |
|  | Barosaurus lentus |
|  |                   |

|  | Diplodocus carnegii                  |
|  |                                      |
|  | Diplodocus hallorum (= Seismosaurus) |
|  |                                      |

|  | Kaatedocus siberi |
|  |                   |
|  | Barosaurus lentus |
|  |                   |

|  | Diplodocus carnegii                  |
|  |                                      |
|  | Diplodocus hallorum (= Seismosaurus) |
|  |                                      |

|  | Kaatedocus siberi |
|  |                   |
|  | Barosaurus lentus |
|  |                   |

|  | Supersaurus lourinhanensis (= Dinheirosaurus) |
|  |                                               |
|  | Supersaurus vivianae                          |
|  |                                               |

|  | Diplodocus carnegii                  |
|  |                                      |
|  | Diplodocus hallorum (= Seismosaurus) |
|  |                                      |

|  | Kaatedocus siberi |
|  |                   |
|  | Barosaurus lentus |
|  |                   |

|  | Diplodocus carnegii                  |
|  |                                      |
|  | Diplodocus hallorum (= Seismosaurus) |
|  |                                      |

|  | Kaatedocus siberi |
|  |                   |
|  | Barosaurus lentus |
|  |                   |

|  | Diplodocus carnegii                  |
|  |                                      |
|  | Diplodocus hallorum (= Seismosaurus) |
|  |                                      |

|  | Kaatedocus siberi |
|  |                   |
|  | Barosaurus lentus |
|  |                   |

|  | Diplodocus carnegii                  |
|  |                                      |
|  | Diplodocus hallorum (= Seismosaurus) |
|  |                                      |

|  | Kaatedocus siberi |
|  |                   |
|  | Barosaurus lentus |
|  |                   |

|  | Diplodocus carnegii                  |
|  |                                      |
|  | Diplodocus hallorum (= Seismosaurus) |
|  |                                      |

|  | Kaatedocus siberi |
|  |                   |
|  | Barosaurus lentus |
|  |                   |

|  | Diplodocus carnegii                  |
|  |                                      |
|  | Diplodocus hallorum (= Seismosaurus) |
|  |                                      |

|  | Kaatedocus siberi |
|  |                   |
|  | Barosaurus lentus |
|  |                   |

|  | Diplodocus carnegii                  |
|  |                                      |
|  | Diplodocus hallorum (= Seismosaurus) |
|  |                                      |

|  | Kaatedocus siberi |
|  |                   |
|  | Barosaurus lentus |
|  |                   |

|  | Diplodocus carnegii                  |
|  |                                      |
|  | Diplodocus hallorum (= Seismosaurus) |
|  |                                      |

|  | Kaatedocus siberi |
|  |                   |
|  | Barosaurus lentus |
|  |                   |

|  | Supersaurus lourinhanensis (= Dinheirosaurus) |
|  |                                               |
|  | Supersaurus vivianae                          |
|  |                                               |

|  | Diplodocus carnegii                  |
|  |                                      |
|  | Diplodocus hallorum (= Seismosaurus) |
|  |                                      |

|  | Kaatedocus siberi |
|  |                   |
|  | Barosaurus lentus |
|  |                   |

|  | Diplodocus carnegii                  |
|  |                                      |
|  | Diplodocus hallorum (= Seismosaurus) |
|  |                                      |

|  | Kaatedocus siberi |
|  |                   |
|  | Barosaurus lentus |
|  |                   |

|  | Diplodocus carnegii                  |
|  |                                      |
|  | Diplodocus hallorum (= Seismosaurus) |
|  |                                      |

|  | Kaatedocus siberi |
|  |                   |
|  | Barosaurus lentus |
|  |                   |

|  | Diplodocus carnegii                  |
|  |                                      |
|  | Diplodocus hallorum (= Seismosaurus) |
|  |                                      |

|  | Kaatedocus siberi |
|  |                   |
|  | Barosaurus lentus |
|  |                   |

|  | Diplodocus carnegii                  |
|  |                                      |
|  | Diplodocus hallorum (= Seismosaurus) |
|  |                                      |

|  | Kaatedocus siberi |
|  |                   |
|  | Barosaurus lentus |
|  |                   |

|  | Diplodocus carnegii                  |
|  |                                      |
|  | Diplodocus hallorum (= Seismosaurus) |
|  |                                      |

|  | Kaatedocus siberi |
|  |                   |
|  | Barosaurus lentus |
|  |                   |

|  | Diplodocus carnegii                  |
|  |                                      |
|  | Diplodocus hallorum (= Seismosaurus) |
|  |                                      |

|  | Kaatedocus siberi |
|  |                   |
|  | Barosaurus lentus |
|  |                   |

|  | Diplodocus carnegii                  |
|  |                                      |
|  | Diplodocus hallorum (= Seismosaurus) |
|  |                                      |

|  | Kaatedocus siberi |
|  |                   |
|  | Barosaurus lentus |
|  |                   |

|  | Supersaurus lourinhanensis (= Dinheirosaurus) |
|  |                                               |
|  | Supersaurus vivianae                          |
|  |                                               |

|  | Diplodocus carnegii                  |
|  |                                      |
|  | Diplodocus hallorum (= Seismosaurus) |
|  |                                      |

|  | Kaatedocus siberi |
|  |                   |
|  | Barosaurus lentus |
|  |                   |

|  | Diplodocus carnegii                  |
|  |                                      |
|  | Diplodocus hallorum (= Seismosaurus) |
|  |                                      |

|  | Kaatedocus siberi |
|  |                   |
|  | Barosaurus lentus |
|  |                   |

|  | Diplodocus carnegii                  |
|  |                                      |
|  | Diplodocus hallorum (= Seismosaurus) |
|  |                                      |

|  | Kaatedocus siberi |
|  |                   |
|  | Barosaurus lentus |
|  |                   |

|  | Diplodocus carnegii                  |
|  |                                      |
|  | Diplodocus hallorum (= Seismosaurus) |
|  |                                      |

|  | Kaatedocus siberi |
|  |                   |
|  | Barosaurus lentus |
|  |                   |

|  | Diplodocus carnegii                  |
|  |                                      |
|  | Diplodocus hallorum (= Seismosaurus) |
|  |                                      |

|  | Kaatedocus siberi |
|  |                   |
|  | Barosaurus lentus |
|  |                   |

|  | Diplodocus carnegii                  |
|  |                                      |
|  | Diplodocus hallorum (= Seismosaurus) |
|  |                                      |

|  | Kaatedocus siberi |
|  |                   |
|  | Barosaurus lentus |
|  |                   |

|  | Diplodocus carnegii                  |
|  |                                      |
|  | Diplodocus hallorum (= Seismosaurus) |
|  |                                      |

|  | Kaatedocus siberi |
|  |                   |
|  | Barosaurus lentus |
|  |                   |

|  | Diplodocus carnegii                  |
|  |                                      |
|  | Diplodocus hallorum (= Seismosaurus) |
|  |                                      |

|  | Kaatedocus siberi |
|  |                   |
|  | Barosaurus lentus |
|  |                   |

|  | Supersaurus lourinhanensis (= Dinheirosaurus) |
|  |                                               |
|  | Supersaurus vivianae                          |
|  |                                               |

|  | Diplodocus carnegii                  |
|  |                                      |
|  | Diplodocus hallorum (= Seismosaurus) |
|  |                                      |

|  | Kaatedocus siberi |
|  |                   |
|  | Barosaurus lentus |
|  |                   |

|  | Diplodocus carnegii                  |
|  |                                      |
|  | Diplodocus hallorum (= Seismosaurus) |
|  |                                      |

|  | Kaatedocus siberi |
|  |                   |
|  | Barosaurus lentus |
|  |                   |

|  | Diplodocus carnegii                  |
|  |                                      |
|  | Diplodocus hallorum (= Seismosaurus) |
|  |                                      |

|  | Kaatedocus siberi |
|  |                   |
|  | Barosaurus lentus |
|  |                   |

|  | Diplodocus carnegii                  |
|  |                                      |
|  | Diplodocus hallorum (= Seismosaurus) |
|  |                                      |

|  | Kaatedocus siberi |
|  |                   |
|  | Barosaurus lentus |
|  |                   |

|  | Diplodocus carnegii                  |
|  |                                      |
|  | Diplodocus hallorum (= Seismosaurus) |
|  |                                      |

|  | Kaatedocus siberi |
|  |                   |
|  | Barosaurus lentus |
|  |                   |

|  | Diplodocus carnegii                  |
|  |                                      |
|  | Diplodocus hallorum (= Seismosaurus) |
|  |                                      |

|  | Kaatedocus siberi |
|  |                   |
|  | Barosaurus lentus |
|  |                   |

|  | Diplodocus carnegii                  |
|  |                                      |
|  | Diplodocus hallorum (= Seismosaurus) |
|  |                                      |

|  | Kaatedocus siberi |
|  |                   |
|  | Barosaurus lentus |
|  |                   |

|  | Diplodocus carnegii                  |
|  |                                      |
|  | Diplodocus hallorum (= Seismosaurus) |
|  |                                      |

|  | Kaatedocus siberi |
|  |                   |
|  | Barosaurus lentus |
|  |                   |

|  | Supersaurus lourinhanensis (= Dinheirosaurus) |
|  |                                               |
|  | Supersaurus vivianae                          |
|  |                                               |

|  | Diplodocus carnegii                  |
|  |                                      |
|  | Diplodocus hallorum (= Seismosaurus) |
|  |                                      |

|  | Kaatedocus siberi |
|  |                   |
|  | Barosaurus lentus |
|  |                   |

|  | Diplodocus carnegii                  |
|  |                                      |
|  | Diplodocus hallorum (= Seismosaurus) |
|  |                                      |

|  | Kaatedocus siberi |
|  |                   |
|  | Barosaurus lentus |
|  |                   |

|  | Diplodocus carnegii                  |
|  |                                      |
|  | Diplodocus hallorum (= Seismosaurus) |
|  |                                      |

|  | Kaatedocus siberi |
|  |                   |
|  | Barosaurus lentus |
|  |                   |

|  | Diplodocus carnegii                  |
|  |                                      |
|  | Diplodocus hallorum (= Seismosaurus) |
|  |                                      |

|  | Kaatedocus siberi |
|  |                   |
|  | Barosaurus lentus |
|  |                   |

|  | Diplodocus carnegii                  |
|  |                                      |
|  | Diplodocus hallorum (= Seismosaurus) |
|  |                                      |

|  | Kaatedocus siberi |
|  |                   |
|  | Barosaurus lentus |
|  |                   |

|  | Diplodocus carnegii                  |
|  |                                      |
|  | Diplodocus hallorum (= Seismosaurus) |
|  |                                      |

|  | Kaatedocus siberi |
|  |                   |
|  | Barosaurus lentus |
|  |                   |

|  | Diplodocus carnegii                  |
|  |                                      |
|  | Diplodocus hallorum (= Seismosaurus) |
|  |                                      |

|  | Kaatedocus siberi |
|  |                   |
|  | Barosaurus lentus |
|  |                   |

|  | Diplodocus carnegii                  |
|  |                                      |
|  | Diplodocus hallorum (= Seismosaurus) |
|  |                                      |

|  | Kaatedocus siberi |
|  |                   |
|  | Barosaurus lentus |
|  |                   |

|  | Apatosaurus ajax    |
|  |                     |
|  | Apatosaurus louisae |
|  |                     |

|  | Brontosaurus excelsus                                                                                           |
|  | |
|  | \| \| Brontosaurus yahnahpin (= Eobrontosaurus) \| \| \| \| \| \| Brontosaurus parvus (= Elosaurus) \| \| \| \| |
|  | |
|  | Brontosaurus yahnahpin (= Eobrontosaurus)                                                                       |
|  | |
|  | Brontosaurus parvus (= Elosaurus)                                                                               |
|  | |

|  | Brontosaurus yahnahpin (= Eobrontosaurus) |
|  |                                           |
|  | Brontosaurus parvus (= Elosaurus)         |
|  |                                           |

|  | Apatosaurus ajax    |
|  |                     |
|  | Apatosaurus louisae |
|  |                     |

|  | Brontosaurus excelsus                                                                                           |
|  | |
|  | \| \| Brontosaurus yahnahpin (= Eobrontosaurus) \| \| \| \| \| \| Brontosaurus parvus (= Elosaurus) \| \| \| \| |
|  | |
|  | Brontosaurus yahnahpin (= Eobrontosaurus)                                                                       |
|  | |
|  | Brontosaurus parvus (= Elosaurus)                                                                               |
|  | |

|  | Brontosaurus yahnahpin (= Eobrontosaurus) |
|  |                                           |
|  | Brontosaurus parvus (= Elosaurus)         |
|  |                                           |

|  | Apatosaurus ajax    |
|  |                     |
|  | Apatosaurus louisae |
|  |                     |

|  | Brontosaurus excelsus                                                                                           |
|  | |
|  | \| \| Brontosaurus yahnahpin (= Eobrontosaurus) \| \| \| \| \| \| Brontosaurus parvus (= Elosaurus) \| \| \| \| |
|  | |
|  | Brontosaurus yahnahpin (= Eobrontosaurus)                                                                       |
|  | |
|  | Brontosaurus parvus (= Elosaurus)                                                                               |
|  | |

|  | Brontosaurus yahnahpin (= Eobrontosaurus) |
|  |                                           |
|  | Brontosaurus parvus (= Elosaurus)         |
|  |                                           |

|  | Apatosaurus ajax    |
|  |                     |
|  | Apatosaurus louisae |
|  |                     |

|  | Brontosaurus excelsus                                                                                           |
|  | |
|  | \| \| Brontosaurus yahnahpin (= Eobrontosaurus) \| \| \| \| \| \| Brontosaurus parvus (= Elosaurus) \| \| \| \| |
|  | |
|  | Brontosaurus yahnahpin (= Eobrontosaurus)                                                                       |
|  | |
|  | Brontosaurus parvus (= Elosaurus)                                                                               |
|  | |

|  | Brontosaurus yahnahpin (= Eobrontosaurus) |
|  |                                           |
|  | Brontosaurus parvus (= Elosaurus)         |
|  |                                           |

|  | Apatosaurus ajax    |
|  |                     |
|  | Apatosaurus louisae |
|  |                     |

|  | Brontosaurus excelsus                                                                                           |
|  | |
|  | \| \| Brontosaurus yahnahpin (= Eobrontosaurus) \| \| \| \| \| \| Brontosaurus parvus (= Elosaurus) \| \| \| \| |
|  | |
|  | Brontosaurus yahnahpin (= Eobrontosaurus)                                                                       |
|  | |
|  | Brontosaurus parvus (= Elosaurus)                                                                               |
|  | |

|  | Brontosaurus yahnahpin (= Eobrontosaurus) |
|  |                                           |
|  | Brontosaurus parvus (= Elosaurus)         |
|  |                                           |

|  | Apatosaurus ajax    |
|  |                     |
|  | Apatosaurus louisae |
|  |                     |

|  | Brontosaurus excelsus                                                                                           |
|  | |
|  | \| \| Brontosaurus yahnahpin (= Eobrontosaurus) \| \| \| \| \| \| Brontosaurus parvus (= Elosaurus) \| \| \| \| |
|  | |
|  | Brontosaurus yahnahpin (= Eobrontosaurus)                                                                       |
|  | |
|  | Brontosaurus parvus (= Elosaurus)                                                                               |
|  | |

|  | Brontosaurus yahnahpin (= Eobrontosaurus) |
|  |                                           |
|  | Brontosaurus parvus (= Elosaurus)         |
|  |                                           |

|  | Apatosaurus ajax    |
|  |                     |
|  | Apatosaurus louisae |
|  |                     |

|  | Brontosaurus excelsus                                                                                           |
|  | |
|  | \| \| Brontosaurus yahnahpin (= Eobrontosaurus) \| \| \| \| \| \| Brontosaurus parvus (= Elosaurus) \| \| \| \| |
|  | |
|  | Brontosaurus yahnahpin (= Eobrontosaurus)                                                                       |
|  | |
|  | Brontosaurus parvus (= Elosaurus)                                                                               |
|  | |

|  | Brontosaurus yahnahpin (= Eobrontosaurus) |
|  |                                           |
|  | Brontosaurus parvus (= Elosaurus)         |
|  |                                           |

|  | Apatosaurus ajax    |
|  |                     |
|  | Apatosaurus louisae |
|  |                     |

|  | Brontosaurus excelsus                                                                                           |
|  | |
|  | \| \| Brontosaurus yahnahpin (= Eobrontosaurus) \| \| \| \| \| \| Brontosaurus parvus (= Elosaurus) \| \| \| \| |
|  | |
|  | Brontosaurus yahnahpin (= Eobrontosaurus)                                                                       |
|  | |
|  | Brontosaurus parvus (= Elosaurus)                                                                               |
|  | |

|  | Brontosaurus yahnahpin (= Eobrontosaurus) |
|  |                                           |
|  | Brontosaurus parvus (= Elosaurus)         |
|  |                                           |

|  | Supersaurus lourinhanensis (= Dinheirosaurus) |
|  |                                               |
|  | Supersaurus vivianae                          |
|  |                                               |

|  | Diplodocus carnegii                  |
|  |                                      |
|  | Diplodocus hallorum (= Seismosaurus) |
|  |                                      |

|  | Kaatedocus siberi |
|  |                   |
|  | Barosaurus lentus |
|  |                   |

|  | Diplodocus carnegii                  |
|  |                                      |
|  | Diplodocus hallorum (= Seismosaurus) |
|  |                                      |

|  | Kaatedocus siberi |
|  |                   |
|  | Barosaurus lentus |
|  |                   |

|  | Diplodocus carnegii                  |
|  |                                      |
|  | Diplodocus hallorum (= Seismosaurus) |
|  |                                      |

|  | Kaatedocus siberi |
|  |                   |
|  | Barosaurus lentus |
|  |                   |

|  | Diplodocus carnegii                  |
|  |                                      |
|  | Diplodocus hallorum (= Seismosaurus) |
|  |                                      |

|  | Kaatedocus siberi |
|  |                   |
|  | Barosaurus lentus |
|  |                   |

|  | Diplodocus carnegii                  |
|  |                                      |
|  | Diplodocus hallorum (= Seismosaurus) |
|  |                                      |

|  | Kaatedocus siberi |
|  |                   |
|  | Barosaurus lentus |
|  |                   |

|  | Diplodocus carnegii                  |
|  |                                      |
|  | Diplodocus hallorum (= Seismosaurus) |
|  |                                      |

|  | Kaatedocus siberi |
|  |                   |
|  | Barosaurus lentus |
|  |                   |

|  | Diplodocus carnegii                  |
|  |                                      |
|  | Diplodocus hallorum (= Seismosaurus) |
|  |                                      |

|  | Kaatedocus siberi |
|  |                   |
|  | Barosaurus lentus |
|  |                   |

|  | Diplodocus carnegii                  |
|  |                                      |
|  | Diplodocus hallorum (= Seismosaurus) |
|  |                                      |

|  | Kaatedocus siberi |
|  |                   |
|  | Barosaurus lentus |
|  |                   |

|  | Supersaurus lourinhanensis (= Dinheirosaurus) |
|  |                                               |
|  | Supersaurus vivianae                          |
|  |                                               |

|  | Diplodocus carnegii                  |
|  |                                      |
|  | Diplodocus hallorum (= Seismosaurus) |
|  |                                      |

|  | Kaatedocus siberi |
|  |                   |
|  | Barosaurus lentus |
|  |                   |

|  | Diplodocus carnegii                  |
|  |                                      |
|  | Diplodocus hallorum (= Seismosaurus) |
|  |                                      |

|  | Kaatedocus siberi |
|  |                   |
|  | Barosaurus lentus |
|  |                   |

|  | Diplodocus carnegii                  |
|  |                                      |
|  | Diplodocus hallorum (= Seismosaurus) |
|  |                                      |

|  | Kaatedocus siberi |
|  |                   |
|  | Barosaurus lentus |
|  |                   |

|  | Diplodocus carnegii                  |
|  |                                      |
|  | Diplodocus hallorum (= Seismosaurus) |
|  |                                      |

|  | Kaatedocus siberi |
|  |                   |
|  | Barosaurus lentus |
|  |                   |

|  | Diplodocus carnegii                  |
|  |                                      |
|  | Diplodocus hallorum (= Seismosaurus) |
|  |                                      |

|  | Kaatedocus siberi |
|  |                   |
|  | Barosaurus lentus |
|  |                   |

|  | Diplodocus carnegii                  |
|  |                                      |
|  | Diplodocus hallorum (= Seismosaurus) |
|  |                                      |

|  | Kaatedocus siberi |
|  |                   |
|  | Barosaurus lentus |
|  |                   |

|  | Diplodocus carnegii                  |
|  |                                      |
|  | Diplodocus hallorum (= Seismosaurus) |
|  |                                      |

|  | Kaatedocus siberi |
|  |                   |
|  | Barosaurus lentus |
|  |                   |

|  | Diplodocus carnegii                  |
|  |                                      |
|  | Diplodocus hallorum (= Seismosaurus) |
|  |                                      |

|  | Kaatedocus siberi |
|  |                   |
|  | Barosaurus lentus |
|  |                   |

|  | Supersaurus lourinhanensis (= Dinheirosaurus) |
|  |                                               |
|  | Supersaurus vivianae                          |
|  |                                               |

|  | Diplodocus carnegii                  |
|  |                                      |
|  | Diplodocus hallorum (= Seismosaurus) |
|  |                                      |

|  | Kaatedocus siberi |
|  |                   |
|  | Barosaurus lentus |
|  |                   |

|  | Diplodocus carnegii                  |
|  |                                      |
|  | Diplodocus hallorum (= Seismosaurus) |
|  |                                      |

|  | Kaatedocus siberi |
|  |                   |
|  | Barosaurus lentus |
|  |                   |

|  | Diplodocus carnegii                  |
|  |                                      |
|  | Diplodocus hallorum (= Seismosaurus) |
|  |                                      |

|  | Kaatedocus siberi |
|  |                   |
|  | Barosaurus lentus |
|  |                   |

|  | Diplodocus carnegii                  |
|  |                                      |
|  | Diplodocus hallorum (= Seismosaurus) |
|  |                                      |

|  | Kaatedocus siberi |
|  |                   |
|  | Barosaurus lentus |
|  |                   |

|  | Diplodocus carnegii                  |
|  |                                      |
|  | Diplodocus hallorum (= Seismosaurus) |
|  |                                      |

|  | Kaatedocus siberi |
|  |                   |
|  | Barosaurus lentus |
|  |                   |

|  | Diplodocus carnegii                  |
|  |                                      |
|  | Diplodocus hallorum (= Seismosaurus) |
|  |                                      |

|  | Kaatedocus siberi |
|  |                   |
|  | Barosaurus lentus |
|  |                   |

|  | Diplodocus carnegii                  |
|  |                                      |
|  | Diplodocus hallorum (= Seismosaurus) |
|  |                                      |

|  | Kaatedocus siberi |
|  |                   |
|  | Barosaurus lentus |
|  |                   |

|  | Diplodocus carnegii                  |
|  |                                      |
|  | Diplodocus hallorum (= Seismosaurus) |
|  |                                      |

|  | Kaatedocus siberi |
|  |                   |
|  | Barosaurus lentus |
|  |                   |

|  | Supersaurus lourinhanensis (= Dinheirosaurus) |
|  |                                               |
|  | Supersaurus vivianae                          |
|  |                                               |

|  | Diplodocus carnegii                  |
|  |                                      |
|  | Diplodocus hallorum (= Seismosaurus) |
|  |                                      |

|  | Kaatedocus siberi |
|  |                   |
|  | Barosaurus lentus |
|  |                   |

|  | Diplodocus carnegii                  |
|  |                                      |
|  | Diplodocus hallorum (= Seismosaurus) |
|  |                                      |

|  | Kaatedocus siberi |
|  |                   |
|  | Barosaurus lentus |
|  |                   |

|  | Diplodocus carnegii                  |
|  |                                      |
|  | Diplodocus hallorum (= Seismosaurus) |
|  |                                      |

|  | Kaatedocus siberi |
|  |                   |
|  | Barosaurus lentus |
|  |                   |

|  | Diplodocus carnegii                  |
|  |                                      |
|  | Diplodocus hallorum (= Seismosaurus) |
|  |                                      |

|  | Kaatedocus siberi |
|  |                   |
|  | Barosaurus lentus |
|  |                   |

|  | Diplodocus carnegii                  |
|  |                                      |
|  | Diplodocus hallorum (= Seismosaurus) |
|  |                                      |

|  | Kaatedocus siberi |
|  |                   |
|  | Barosaurus lentus |
|  |                   |

|  | Diplodocus carnegii                  |
|  |                                      |
|  | Diplodocus hallorum (= Seismosaurus) |
|  |                                      |

|  | Kaatedocus siberi |
|  |                   |
|  | Barosaurus lentus |
|  |                   |

|  | Diplodocus carnegii                  |
|  |                                      |
|  | Diplodocus hallorum (= Seismosaurus) |
|  |                                      |

|  | Kaatedocus siberi |
|  |                   |
|  | Barosaurus lentus |
|  |                   |

|  | Diplodocus carnegii                  |
|  |                                      |
|  | Diplodocus hallorum (= Seismosaurus) |
|  |                                      |

|  | Kaatedocus siberi |
|  |                   |
|  | Barosaurus lentus |
|  |                   |

|  | Supersaurus lourinhanensis (= Dinheirosaurus) |
|  |                                               |
|  | Supersaurus vivianae                          |
|  |                                               |

|  | Diplodocus carnegii                  |
|  |                                      |
|  | Diplodocus hallorum (= Seismosaurus) |
|  |                                      |

|  | Kaatedocus siberi |
|  |                   |
|  | Barosaurus lentus |
|  |                   |

|  | Diplodocus carnegii                  |
|  |                                      |
|  | Diplodocus hallorum (= Seismosaurus) |
|  |                                      |

|  | Kaatedocus siberi |
|  |                   |
|  | Barosaurus lentus |
|  |                   |

|  | Diplodocus carnegii                  |
|  |                                      |
|  | Diplodocus hallorum (= Seismosaurus) |
|  |                                      |

|  | Kaatedocus siberi |
|  |                   |
|  | Barosaurus lentus |
|  |                   |

|  | Diplodocus carnegii                  |
|  |                                      |
|  | Diplodocus hallorum (= Seismosaurus) |
|  |                                      |

|  | Kaatedocus siberi |
|  |                   |
|  | Barosaurus lentus |
|  |                   |

|  | Diplodocus carnegii                  |
|  |                                      |
|  | Diplodocus hallorum (= Seismosaurus) |
|  |                                      |

|  | Kaatedocus siberi |
|  |                   |
|  | Barosaurus lentus |
|  |                   |

|  | Diplodocus carnegii                  |
|  |                                      |
|  | Diplodocus hallorum (= Seismosaurus) |
|  |                                      |

|  | Kaatedocus siberi |
|  |                   |
|  | Barosaurus lentus |
|  |                   |

|  | Diplodocus carnegii                  |
|  |                                      |
|  | Diplodocus hallorum (= Seismosaurus) |
|  |                                      |

|  | Kaatedocus siberi |
|  |                   |
|  | Barosaurus lentus |
|  |                   |

|  | Diplodocus carnegii                  |
|  |                                      |
|  | Diplodocus hallorum (= Seismosaurus) |
|  |                                      |

|  | Kaatedocus siberi |
|  |                   |
|  | Barosaurus lentus |
|  |                   |

|  | Supersaurus lourinhanensis (= Dinheirosaurus) |
|  |                                               |
|  | Supersaurus vivianae                          |
|  |                                               |

|  | Diplodocus carnegii                  |
|  |                                      |
|  | Diplodocus hallorum (= Seismosaurus) |
|  |                                      |

|  | Kaatedocus siberi |
|  |                   |
|  | Barosaurus lentus |
|  |                   |

|  | Diplodocus carnegii                  |
|  |                                      |
|  | Diplodocus hallorum (= Seismosaurus) |
|  |                                      |

|  | Kaatedocus siberi |
|  |                   |
|  | Barosaurus lentus |
|  |                   |

|  | Diplodocus carnegii                  |
|  |                                      |
|  | Diplodocus hallorum (= Seismosaurus) |
|  |                                      |

|  | Kaatedocus siberi |
|  |                   |
|  | Barosaurus lentus |
|  |                   |

|  | Diplodocus carnegii                  |
|  |                                      |
|  | Diplodocus hallorum (= Seismosaurus) |
|  |                                      |

|  | Kaatedocus siberi |
|  |                   |
|  | Barosaurus lentus |
|  |                   |

|  | Diplodocus carnegii                  |
|  |                                      |
|  | Diplodocus hallorum (= Seismosaurus) |
|  |                                      |

|  | Kaatedocus siberi |
|  |                   |
|  | Barosaurus lentus |
|  |                   |

|  | Diplodocus carnegii                  |
|  |                                      |
|  | Diplodocus hallorum (= Seismosaurus) |
|  |                                      |

|  | Kaatedocus siberi |
|  |                   |
|  | Barosaurus lentus |
|  |                   |

|  | Diplodocus carnegii                  |
|  |                                      |
|  | Diplodocus hallorum (= Seismosaurus) |
|  |                                      |

|  | Kaatedocus siberi |
|  |                   |
|  | Barosaurus lentus |
|  |                   |

|  | Diplodocus carnegii                  |
|  |                                      |
|  | Diplodocus hallorum (= Seismosaurus) |
|  |                                      |

|  | Kaatedocus siberi |
|  |                   |
|  | Barosaurus lentus |
|  |                   |

|  | Supersaurus lourinhanensis (= Dinheirosaurus) |
|  |                                               |
|  | Supersaurus vivianae                          |
|  |                                               |

|  | Diplodocus carnegii                  |
|  |                                      |
|  | Diplodocus hallorum (= Seismosaurus) |
|  |                                      |

|  | Kaatedocus siberi |
|  |                   |
|  | Barosaurus lentus |
|  |                   |

|  | Diplodocus carnegii                  |
|  |                                      |
|  | Diplodocus hallorum (= Seismosaurus) |
|  |                                      |

|  | Kaatedocus siberi |
|  |                   |
|  | Barosaurus lentus |
|  |                   |

|  | Diplodocus carnegii                  |
|  |                                      |
|  | Diplodocus hallorum (= Seismosaurus) |
|  |                                      |

|  | Kaatedocus siberi |
|  |                   |
|  | Barosaurus lentus |
|  |                   |

|  | Diplodocus carnegii                  |
|  |                                      |
|  | Diplodocus hallorum (= Seismosaurus) |
|  |                                      |

|  | Kaatedocus siberi |
|  |                   |
|  | Barosaurus lentus |
|  |                   |

|  | Diplodocus carnegii                  |
|  |                                      |
|  | Diplodocus hallorum (= Seismosaurus) |
|  |                                      |

|  | Kaatedocus siberi |
|  |                   |
|  | Barosaurus lentus |
|  |                   |

|  | Diplodocus carnegii                  |
|  |                                      |
|  | Diplodocus hallorum (= Seismosaurus) |
|  |                                      |

|  | Kaatedocus siberi |
|  |                   |
|  | Barosaurus lentus |
|  |                   |

|  | Diplodocus carnegii                  |
|  |                                      |
|  | Diplodocus hallorum (= Seismosaurus) |
|  |                                      |

|  | Kaatedocus siberi |
|  |                   |
|  | Barosaurus lentus |
|  |                   |

|  | Diplodocus carnegii                  |
|  |                                      |
|  | Diplodocus hallorum (= Seismosaurus) |
|  |                                      |

|  | Kaatedocus siberi |
|  |                   |
|  | Barosaurus lentus |
|  |                   |

|  | Supersaurus lourinhanensis (= Dinheirosaurus) |
|  |                                               |
|  | Supersaurus vivianae                          |
|  |                                               |

|  | Diplodocus carnegii                  |
|  |                                      |
|  | Diplodocus hallorum (= Seismosaurus) |
|  |                                      |

|  | Kaatedocus siberi |
|  |                   |
|  | Barosaurus lentus |
|  |                   |

|  | Diplodocus carnegii                  |
|  |                                      |
|  | Diplodocus hallorum (= Seismosaurus) |
|  |                                      |

|  | Kaatedocus siberi |
|  |                   |
|  | Barosaurus lentus |
|  |                   |

|  | Diplodocus carnegii                  |
|  |                                      |
|  | Diplodocus hallorum (= Seismosaurus) |
|  |                                      |

|  | Kaatedocus siberi |
|  |                   |
|  | Barosaurus lentus |
|  |                   |

|  | Diplodocus carnegii                  |
|  |                                      |
|  | Diplodocus hallorum (= Seismosaurus) |
|  |                                      |

|  | Kaatedocus siberi |
|  |                   |
|  | Barosaurus lentus |
|  |                   |

|  | Diplodocus carnegii                  |
|  |                                      |
|  | Diplodocus hallorum (= Seismosaurus) |
|  |                                      |

|  | Kaatedocus siberi |
|  |                   |
|  | Barosaurus lentus |
|  |                   |

|  | Diplodocus carnegii                  |
|  |                                      |
|  | Diplodocus hallorum (= Seismosaurus) |
|  |                                      |

|  | Kaatedocus siberi |
|  |                   |
|  | Barosaurus lentus |
|  |                   |

|  | Diplodocus carnegii                  |
|  |                                      |
|  | Diplodocus hallorum (= Seismosaurus) |
|  |                                      |

|  | Kaatedocus siberi |
|  |                   |
|  | Barosaurus lentus |
|  |                   |

|  | Diplodocus carnegii                  |
|  |                                      |
|  | Diplodocus hallorum (= Seismosaurus) |
|  |                                      |

|  | Kaatedocus siberi |
|  |                   |
|  | Barosaurus lentus |
|  |                   |

## Levenswijze

### Habitat en dieet

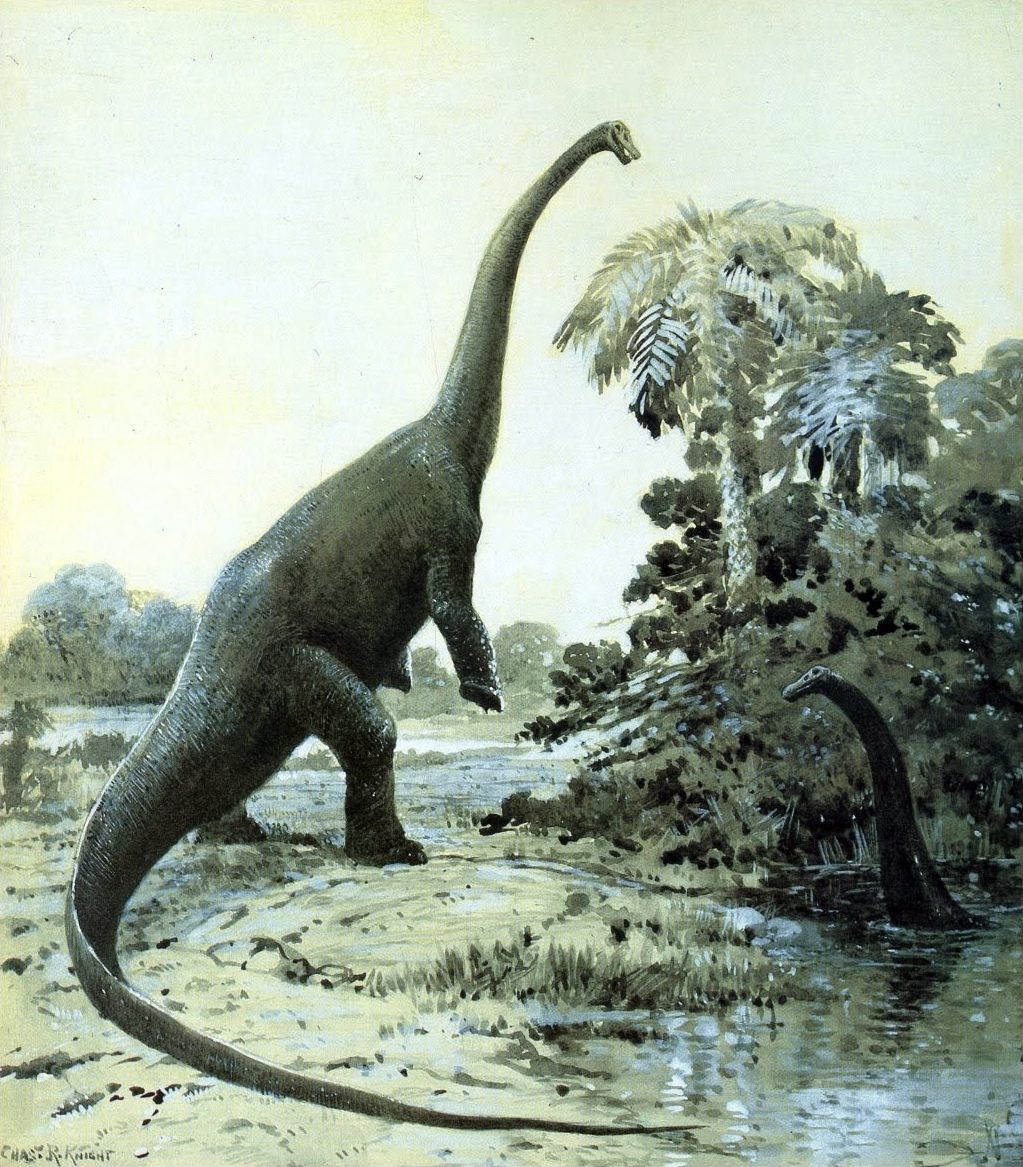
Een aquarel van de beroemde dinosauriërillustrator Charles Knight dat Hollands standpunt weergaf

Diplodocus leefde in een gebied met een warm klimaat en een duidelijke afwisseling tussen droge en natte seizoenen. Een vlakte met schaarse begroeiing werd doortrokken door kleine riviertjes waar de vegetatie wat weelderiger was. De flora was heel anders dan de huidige. Bloeiende planten ontbraken vrijwel, grassen waren nog niet geëvolueerd. Voor een grote planteneter als Diplodocus bestonden de eetbare landplanten voornamelijk uit varens, coniferen, zaadvarens, palmvarens en Cycadeoidales. Hoewel Marsh eerst aannam dat Diplodocus zijn lange nek gebruikte om daarvan hoge exemplaren te bereiken, veranderden hij en Cope later van mening. Ze dachten dat Diplodocus een zwak gebit had, ongeschikt om zulke ruwe begroeiing los te trekken. Daarbij kon het dier niet kauwen. Als enige beschikbare voedselbron bleven zachte en sappige waterplanten over. Op den duur namen ze aan dat het beest zelfs in het water geleefd zou hebben. Op de bodem staand, zijn gewicht ondersteund door de opwaartse kracht in het water, zou het de hooggelegen neusgaten als een snorkel gebruikt hebben. Ze vergaten dat diezelfde waterdruk dan de borstkas in elkaar gedrukt had.

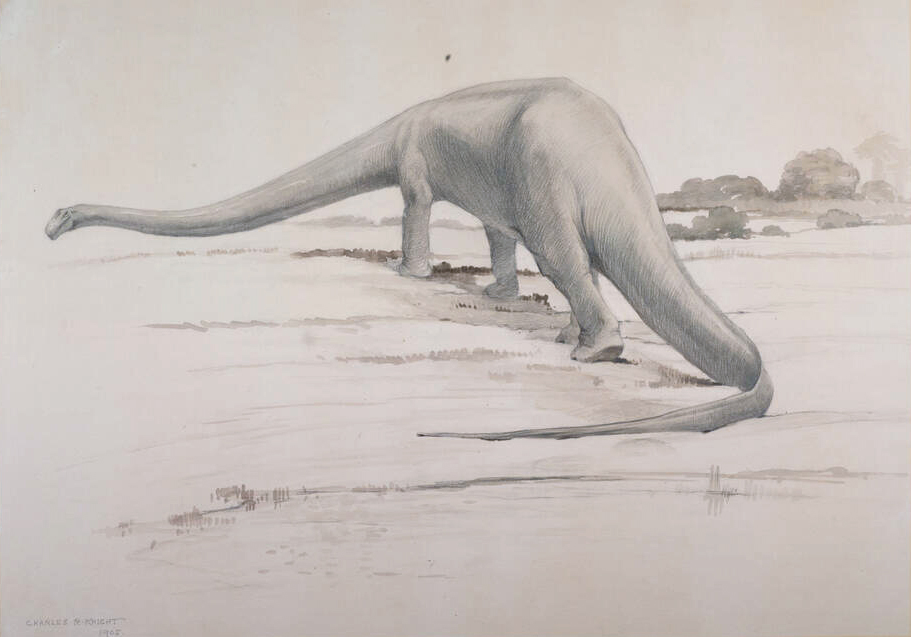
Ook Knights Diplodocus kon moeilijk van het moeras afscheid nemen

In het begin van de twintigste eeuw verlieten Hatcher en Holland dit model weer. Zij zagen Diplodocus als een typisch landdier dat op zijn achterpoten ging staan om de boomtoppen te bereiken. Het idee van een zich oprichtend dier hadden ze overgenomen van Henry Fairfield Osborn die ook al begrepen had dat de staart een belangrijke voortstuwingsfunctie had — maar dacht dat voor het zwemmen gebruikt werd en het rechtop gaan staan om adem te halen. Een generatie later waren hun opvattingen echter alweer vergeten. Dinosauriërs kregen weinig aandacht en dat rechtvaardigde men door ze de rol van slome moerasbewoner toe te meten. Eind jaren zestig was er weer een omslag in het denken toen Bakker overtuigend aantoonde dat sauropoden met hun relatief smalle voeten en hoge romp volledig ongeschikt waren voor een aquatische levenswijze in een meertje. Bakker stelde ook dat Diplodocus en zijn verwanten duidelijke aanpassingen toonden om de romp te heffen. De beroemde chevrons zouden het middendeel van de staart versterkt hebben zodat het dier er op kon steunen. De lange doornuitsteeksels op de sacrale wervels zouden gediend hebben als een hefboom. De geringe buigzaamheid van de nekbasis werkte stabiliserend en de duimklauwen konden ter verankering in een stam geslagen zijn. Op die manier zouden de Diplodocidae de niche voor eters van hoge planten gemonopoliseerd hebben, waarin Diplodocus zich voedde tot een hoogte van tien meter. Volgens Bakker was Diplodocus ook warmbloedig, zodat hij een vrij hoge snelheid, maximaal zo'n twintig kilometer per uur, langdurig had kunnen volhouden op zoek naar nieuwe bossen die hij in rap tempo naar binnen werkte om in zijn hoge energiebehoefte te voorzien. Dat hij niet kon kauwen was daarbij geen probleem omdat de kop slechts fungeerde als inlaatpunt voor een onophoudelijke stroom plantenmateriaal dat vrijwel heel werd ingeslikt en door maagstenen vermalen, waarna een lang verteringsproces in de grote buikholte er efficiënt de meeste voedingswaarde aan onttrok.

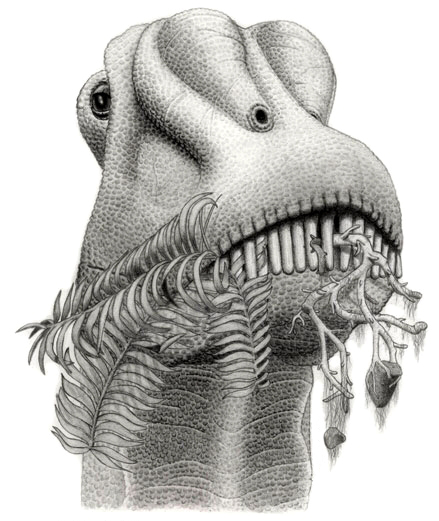
Een diplodocine trekt de naalden van een struik

Ook Bakkers interpretatie werd niet algemeen aanvaard. Sommige onderzoekers namen aan dat het voor een sauropode voordeliger zou zijn geweest koudbloedig te blijven zodat oververhitting werd voorkomen en de voedselbehoefte veel lager lag. In het begin van de jaren negentig stelde Peter Dodson dat de rechte nekbasis wees op een heel andere specialisering, namelijk het 'begrazen' van lage planten. Ook de vrij scherpe hoek die de schedel met de nek maakte zou daar op duiden: zo kon het dier handiger van bovenaf korte planten vreten. Natuurlijk had het niet zo'n lange hals nodig gehad om de grond te bereiken, maar die zou geëvolueerd zijn om de kop een zo'n wijd mogelijk bereik te geven zodat zonder een stap te doen een zo groot mogelijk terrein kaalgevreten kon worden. Een horizontale nek zou ook geen problemen met de bloeddruk veroorzaakt hebben. De uitkomsten van het Digimorph-onderzoek dat voor de nek een grote bewegingsvrijheid zijwaarts en naar beneden aangaf, maar slechts een geringe buiging omhoog, leek Dodsons model te bevestigen en dit kreeg een vrij grote aanhang. Zelfs werd weer aangenomen dat Diplodocus aan de oever staand de kop het water inkromde op zoek naar de waterplanten die Marsh en Cope als zijn dieet hadden beschouwd.
Nog steeds heeft zich geen overeenstemming gevormd omdat ook Dodsons model een aantal zaken niet goed kan verklaren. Zo zijn de kosten voor het in stand houden van, en ademhalen door, een lange nek hoger dan de energie die bespaard wordt door een paar stappen minder te zetten. Een studie van Paul Upchurch toonde aan dat de tanden van Diplodocus aangepast zijn aan het eten van hard materiaal. Slijtvlakken aan de voor- en binnenzijden van de tanden, en het vermogen van de onderkaken om van voor naar achter te bewegen, wezen erop dat het gebit gebruikt werd als een dubbele hark om naalden van de takken van naaldbomen te trekken. De tandrijen sloten niet met de punten tegen elkaar, maar de onderste rij werd tegen de achterkant van de bovenste gehouden. De kop klemde zich om een tak die dan in een bocht tussen beide tandrijen door getrokken werd zodat de naalden eraf geschraapt werden. Dat de eetwijze gericht was op coniferen, die de hoogste en meest voedzame planten vertegenwoordigden in de habitat van Diplodocus, en niet op de lagere Cycadeoidales zoals eerder verondersteld werd, zou een aanwijzing zijn voor een hoge stand van de nek — al waren er ook coniferen in struikvorm. In droge tijden, als er zich weinig aanwas vormt, moest er een sterke selectiedruk geweest zijn om takken te bereiken waar anderen niet bij konden komen. Het nieuwe onderzoek dat aangeeft dat de data van het Digimorph-project niet zo hard zijn als eerst aangenomen, heeft geleid tot een poging een soort tussenoplossing te bedenken: Diplodocus zou bij voorkeur planten op de grond hebben gegeten, maar als het moest zijn bereik naar boven hebben vergroot door de nek tot vijfenveertig graden ten opzichte van de romp te heffen of die laatste zelf schuin hebben gedraaid door simpelweg op de hurken te gaan zitten of de voorpoten op een verheffing te plaatsen. De kop zou dan niet meer dan een drie à vier meter boven het hart zijn getild wat het onnodig maakt heel bijzondere aanpassingen in de bloedvaten te veronderstellen. In 2011 publiceerde John Whitlock een studie die zo'n compromis weer overbodig zou maken; hij concludeerde uit het overwegen op de slijtvlakken van putjes boven krassen en de brede snuit van het dier dat het zich specialiseerde in het afbijten van grote hoeveelheden bodemplanten, vermoedelijk varens. Een studie van Mark Young e.a. uit 2012 naar de bijtkrachten die de schedel het best kon uitoefenen, bevestigde dat de kop uitstekend planten kon afbijten, maar gaf ook aan dat hij evengoed geschikt was om naalden van takken te trekken. Alleen door het van de stam verwijderen van bast, een hypothese ooit door Holland geopperd, zou het bot overbelast worden.

### Sociaal gedrag en voortplanting
Terwijl eerder meestal aangenomen werd dat sauropoden een vrij solitair leven leidden, maakte Bakker het idee populair dat ze in kudden geleefd hebben. Op zulk een gedrag wijzen de voetsporen — die overigens van Diplodocus als zodanig niet bekend zijn. Een kudde zou zich beter hebben kunnen verdedigen tegen roofdieren. Er zijn in het leefgebied resten gevonden van drie grote theropoden: Allosaurus, Saurophaganax en Ceratosaurus. Ook de grootste exemplaren daarvan wogen nog altijd veel lichter, zo'n driemaal, dan een volwassen Diplodocus, maar wellicht dat de roofsauriërs in groepen samenwerkten of via uitvallen naar de kwetsbare achterpoten een sauropode ten val brachten. Diplodocus kon niet rennend ontsnappen en was gedwongen zijn belagers in een gevecht af te weren. Daarbij was hij echter niet weerloos. De 'zweepstaart' moet in staat geweest zijn het vlees van een aanvaller open te rijten; het is zelfs verondersteld dat de punt daarvan al zwiepend net als bij echte zwepen door de geluidsbarrière brak en het knallende geluid aanvallers afschrikte. Een voor de hand liggende verklaring voor de duimklauw is dat het dier zich oprichtte om er dodelijke steken mee toe te brengen. Ze zouden ook gebruikt kunnen zijn voor dominantiegevechten binnen de soort, net als wellicht de lange halzen op de wijze van de giraffen; het is zelfs verondersteld dat dit de hoofdreden zou zijn geweest voor de evolutie van de nek in een proces van seksuele selectie.
In ieder geval moest het mannetje zich oprichten om te kunnen paren. Eieren, nesten of broedkolonies zijn van Diplodocus niet bekend. Evenmin weten we of er een zekere mate van broedzorg was of dat de reusachtige dieren in een r-strategie voor de voortplanting maar zo veel mogelijk eieren legden en de jongen aan hun lot overlieten. In 2010 werd de vondst gemeld van de schedel van een zeer jong dier: CM 11255. Als de identificatie correct is, zou dit aantonen dat de snuit in het begin van de groei veel langwerpiger was en de tanden niet beperkt waren tot de voorkant van de kop, voorspelbare eigenschappen van een juveniel dier dat meestal plesiomorfe kenmerken toont, die de verre voorouders typeerden. Uit botonderzoek bleek dat Diplodocus snel groeide, opnieuw een mogelijk teken van een hoge stofwisseling, en al met tien jaar de vruchtbare leeftijd bereikte. Wellicht dat daarna de groei zich langzamer voortzette; als Seismosaurus in feite een oud exemplaar van Diplodocus longus is, bereikte die soort een waarlijk gigantische omvang — schattingen over de lengte varieerden van vijfendertig tot oorspronkelijk zelfs vierenvijftig meter en over het gewicht van dertig tot vijftig ton — en is de lichte bouw van de meeste exemplaren slechts een teken van hun jeugd.

## Publieke perceptie

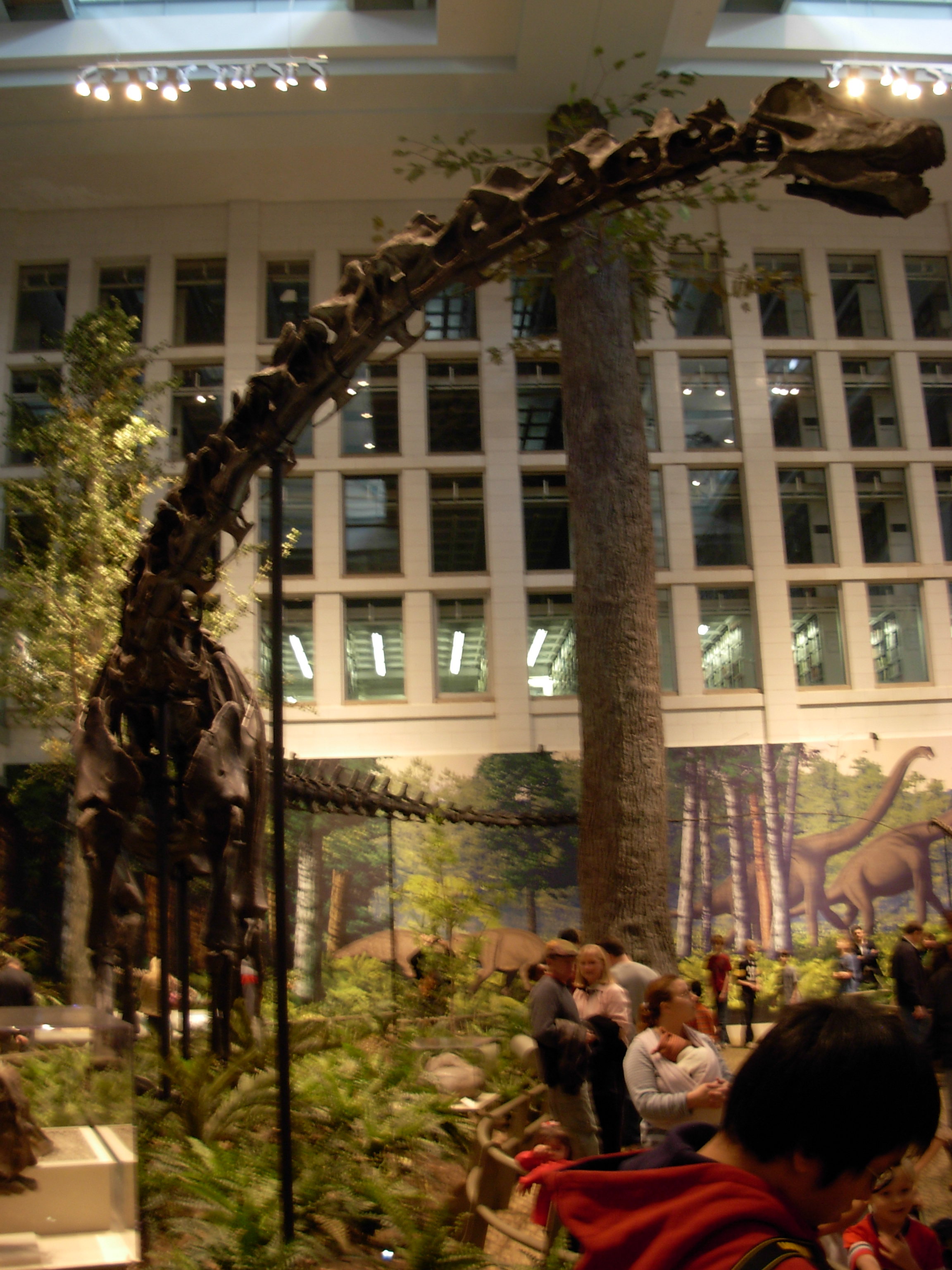
CM 84 in Pittsburgh

Carpenter noemde in 1998 Diplodocus zonder enige twijfel de meest bekende sauropode. Die bekendheid is voornamelijk te danken aan het optreden van Carnegie. Op het eind van zijn leven wilde die zijn reputatie als 'roofbaron' uit de Gilded Age van het Amerikaanse kapitalisme wat verzachten door zijn opgehoopte vermogen weg te geven aan filantropische projecten — of het althans zo wat minder snel te laten groeien. Dat pakte hij al even voortvarend aan als hij eerder de staalindustrie gereorganiseerd had. Een onderdeel van zijn activiteiten op dit gebied was het onderrichten van de onwetende massa. Carnegie meende dat een reusachtig dinosauriërskelet een uitstekend middel was om de nieuwste wetenschappelijke inzichten over de evolutie aan een groter publiek over te dragen. Natuurlijk mocht dit niet beperkt blijven tot de Verenigde Staten alleen. Carnegie was een groot voorvechter van vreedzame internationale betrekkingen en de samenwerking tussen de naties besloot hij, op suggestie van prins Eduard, ook een wetenschappelijk tintje te geven door afgietsels van zijn skelet van Diplodocus aan alle landen beschikbaar te stellen. Om een zo groot mogelijke publiciteit te garanderen, schonk Carnegie het skelet niet direct aan een museum, maar aan het staatshoofd van het land — die het zich natuurlijk niet kon veroorloven geen aandacht te schenken aan het vriendelijke gebaar van een zo machtig industrieel. Het afgietsel, gemaakt door Italiaanse mouleerders en in vele nauwkeurig genummerde kratten veilig verpakt, werd op kosten van Carnegie naar zijn bestemming verscheept, waar het door een ondersteunend team in elkaar gezet werd om uiteindelijk in een feestelijke bijeenkomst in bijzijn van de machtigsten van het land — en soms Carnegie zelf — plechtig onthuld te worden. Dit soort evenementen kreeg inderdaad een enorme belangstelling van de pers en Diplodocus was kort voor de Eerste Wereldoorlog de bekendste dinosauriër van allemaal, een verwijzing naar wiens naam kennelijk algemeen begrepen werd gezien de vele malen dat die in allerlei bronnen opduikt.

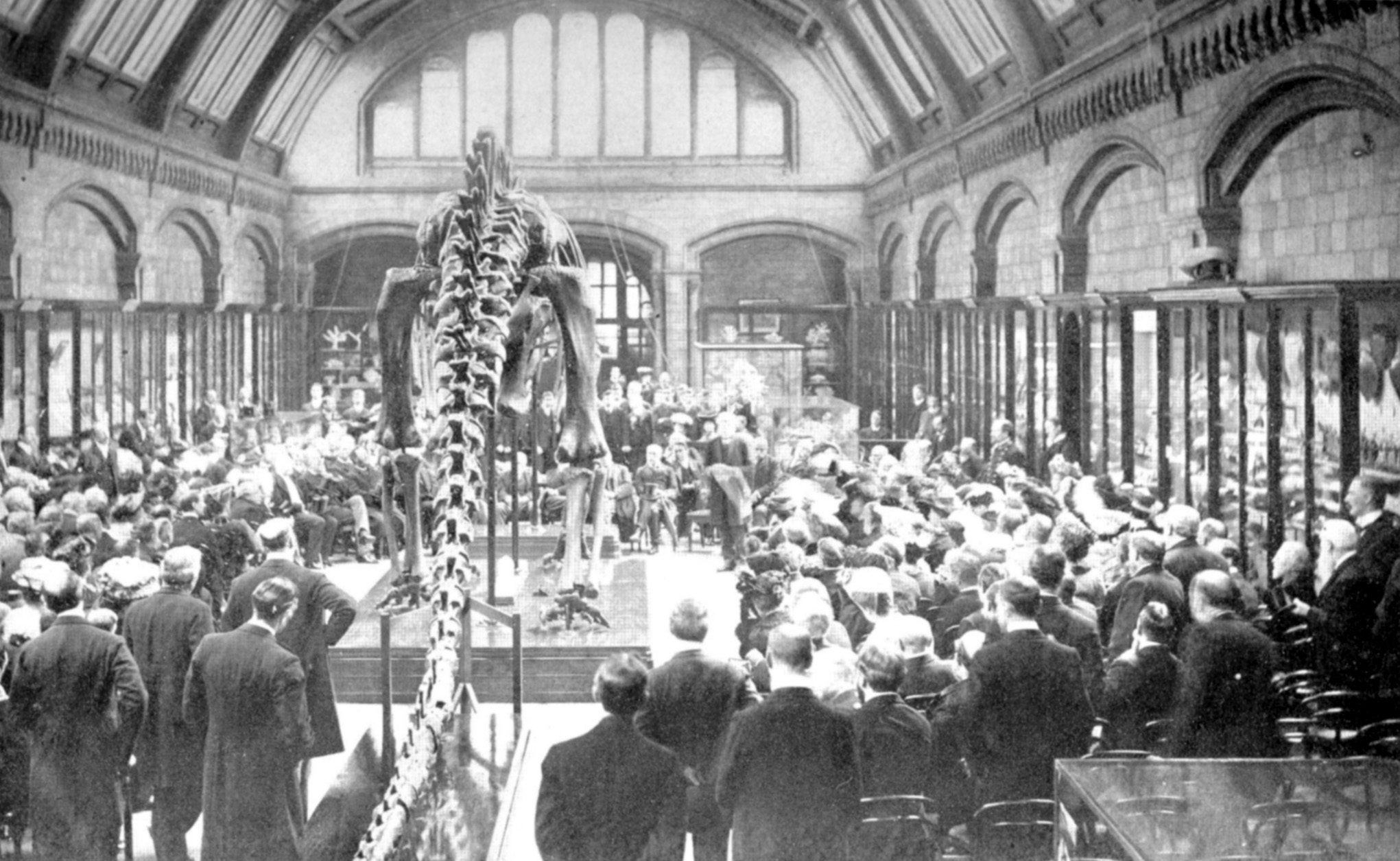
De onthulling in Londen

Dat men ook Carnegies diepere bedoeling goed begreep, blijkt bijvoorbeeld uit een gedicht uit het bekende Duitse politiek-satirische weekblad Kladderadatsch:
(...) Auch ein viel älterer Herr noch muß 

Den Wanderburschen spielen 

Er ist genannt Diplodocus‚ und zählt zu den Fossilen 

Herr Carnegie verpackt ihn froh 

In riesengroße Archen 

Und schickt als Geschenk ihn so 

An mehrere Monarchen (...)
Behalve het in Pittsburgh in het Carnegie Museum of Natural History opgestelde origineel, werden er afgietsels opgesteld in het Natural History Museum in Londen (12 mei 1905), het Museum für Naturkunde te Berlijn (mei 1908), het Muséum national d'histoire naturelle te Parijs (15 juni 1908), het Naturhistorisches Museum te Wenen (1909), de Universiteit van Bologna (1909), het Zoölogisch Museum van het Zoölogische Instituut van de Russische Academie voor Wetenschappen te Sint-Petersburg (1910), het Museo Nacional de Ciencias Naturales te Madrid (1911) en het Museo de la Plata te Buenos Aires (1912). Ook na deze eerste acht donaties, bleven de gietmallen bewaard om gratis verdere afgietsels te leveren. In 1929 werd er een opgesteld in het Museo de Paleontología in Mexico-Stad en in 1932 een verstuurd naar het Paläontologisches Museum München dat echter nooit opgesteld zou worden. Ook het Field Museum of Natural History in Chicago heeft een afgietsel. De verschillende opstellingen zijn later soms aan de veranderde inzichten aangepast door de staart van de grond te laten komen. In Berlijn gebeurde dit in 2007, gelijk met de verbeteringen aan het Brachiosaurus/Giraffatitan-skelet aldaar. De skeletten tonen echter wel nog steeds de in feite niet bestaand hebbende klauwen aan de dragende vingers van de hand.

De verschillende replice van D. carnegii in volgorde van opstelling
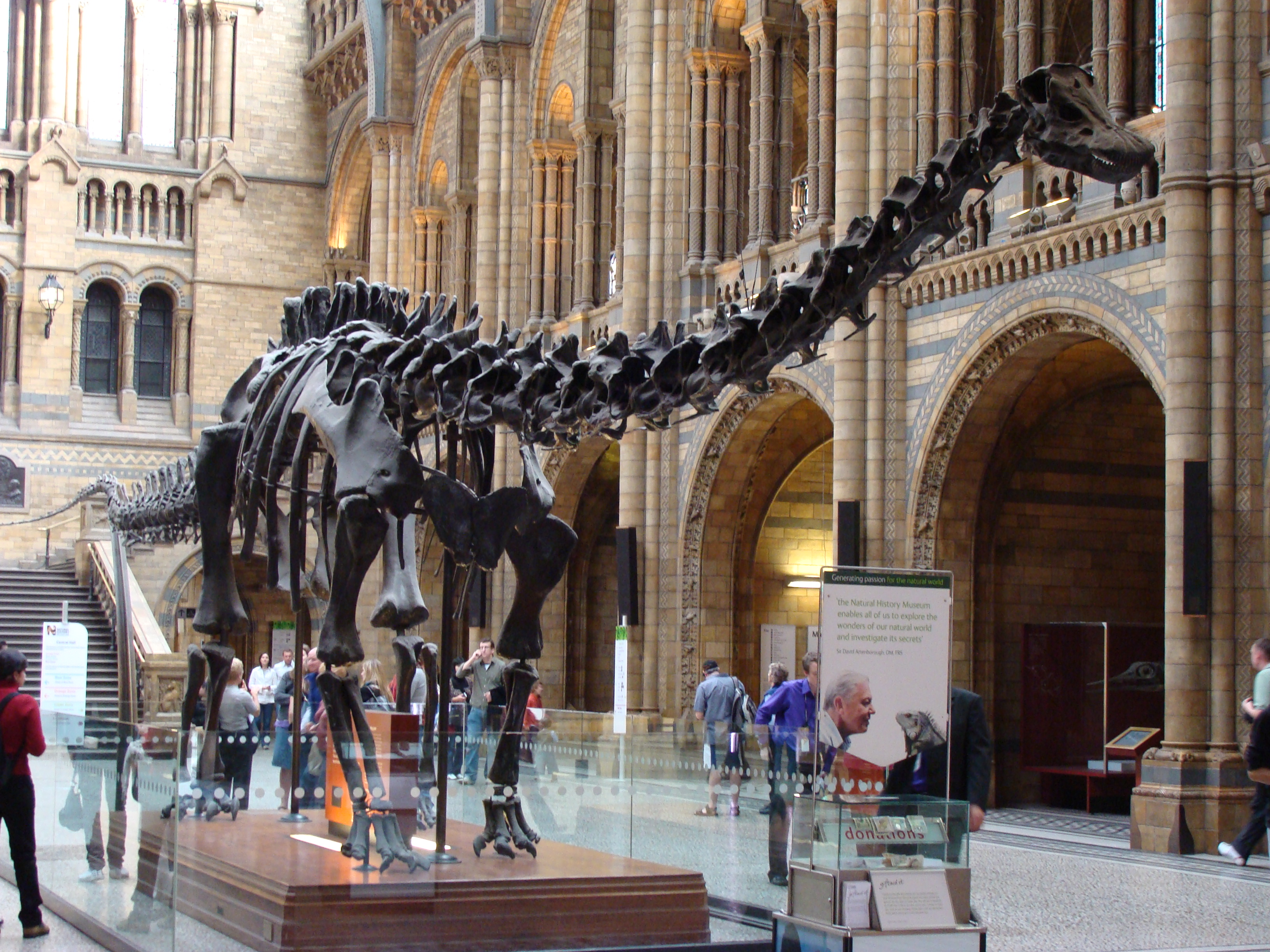
Londen
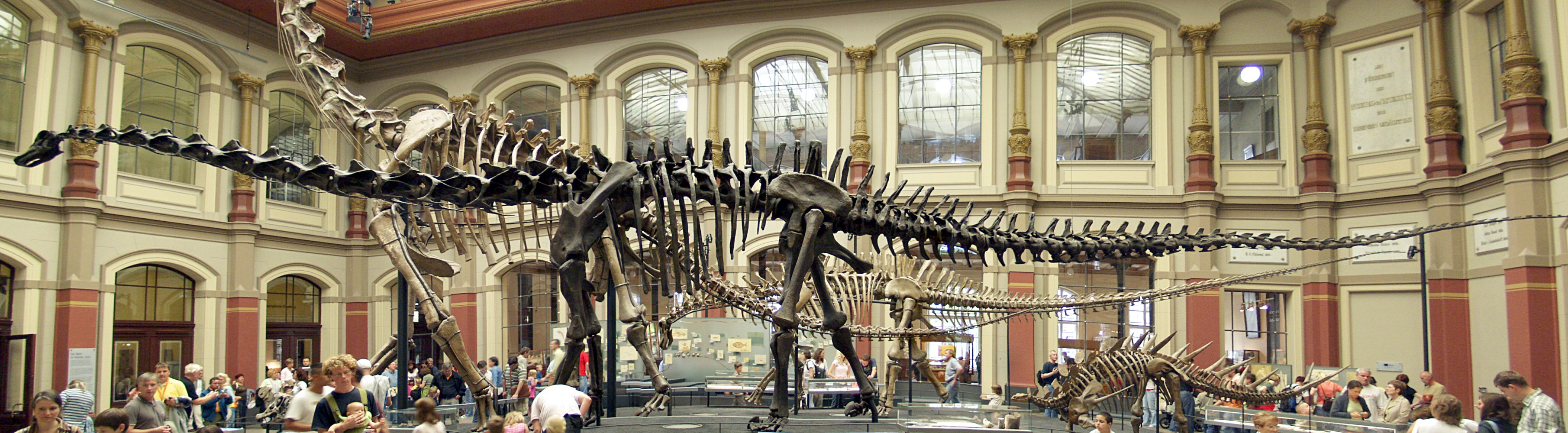
Berlijn
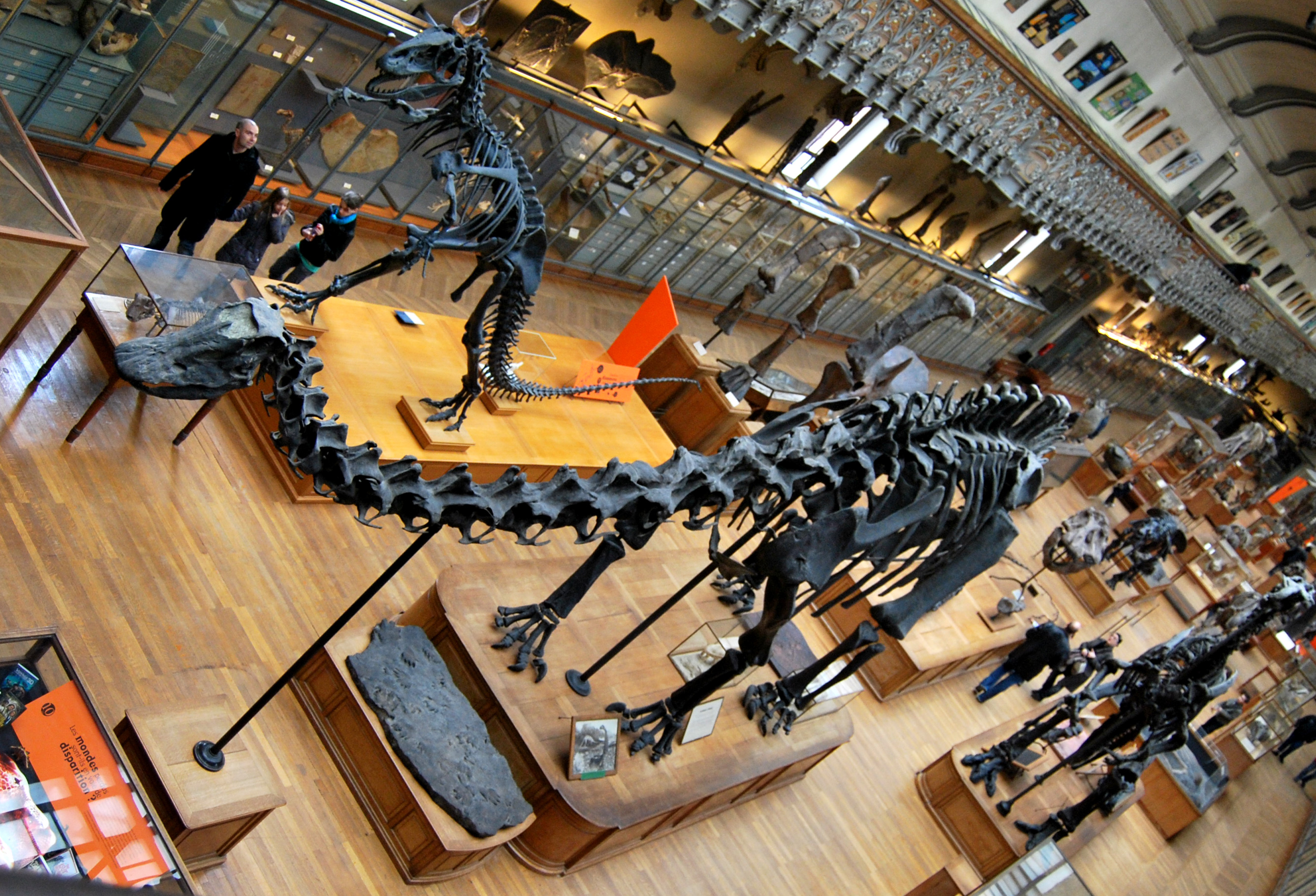
Parijs
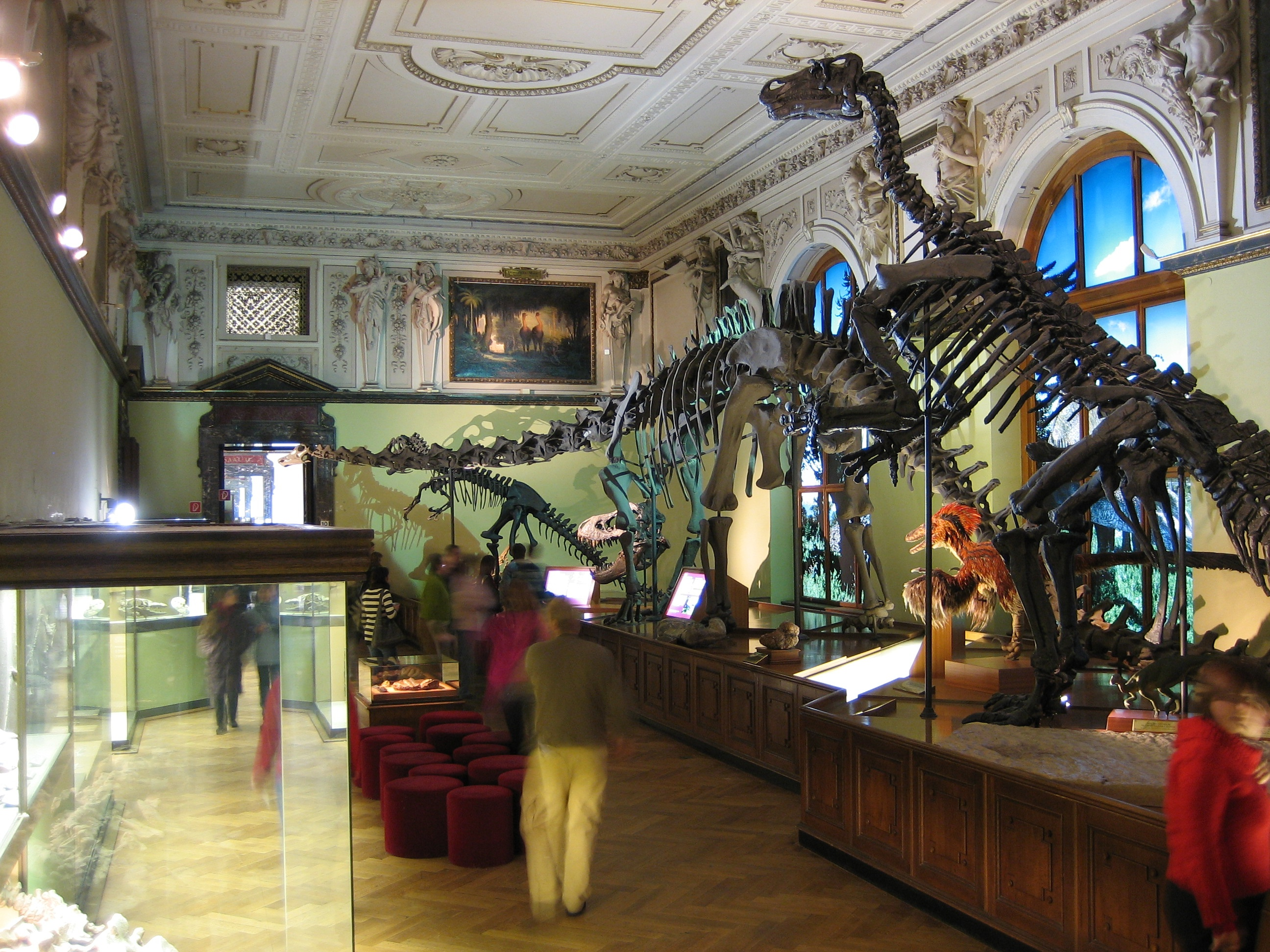
Wenen
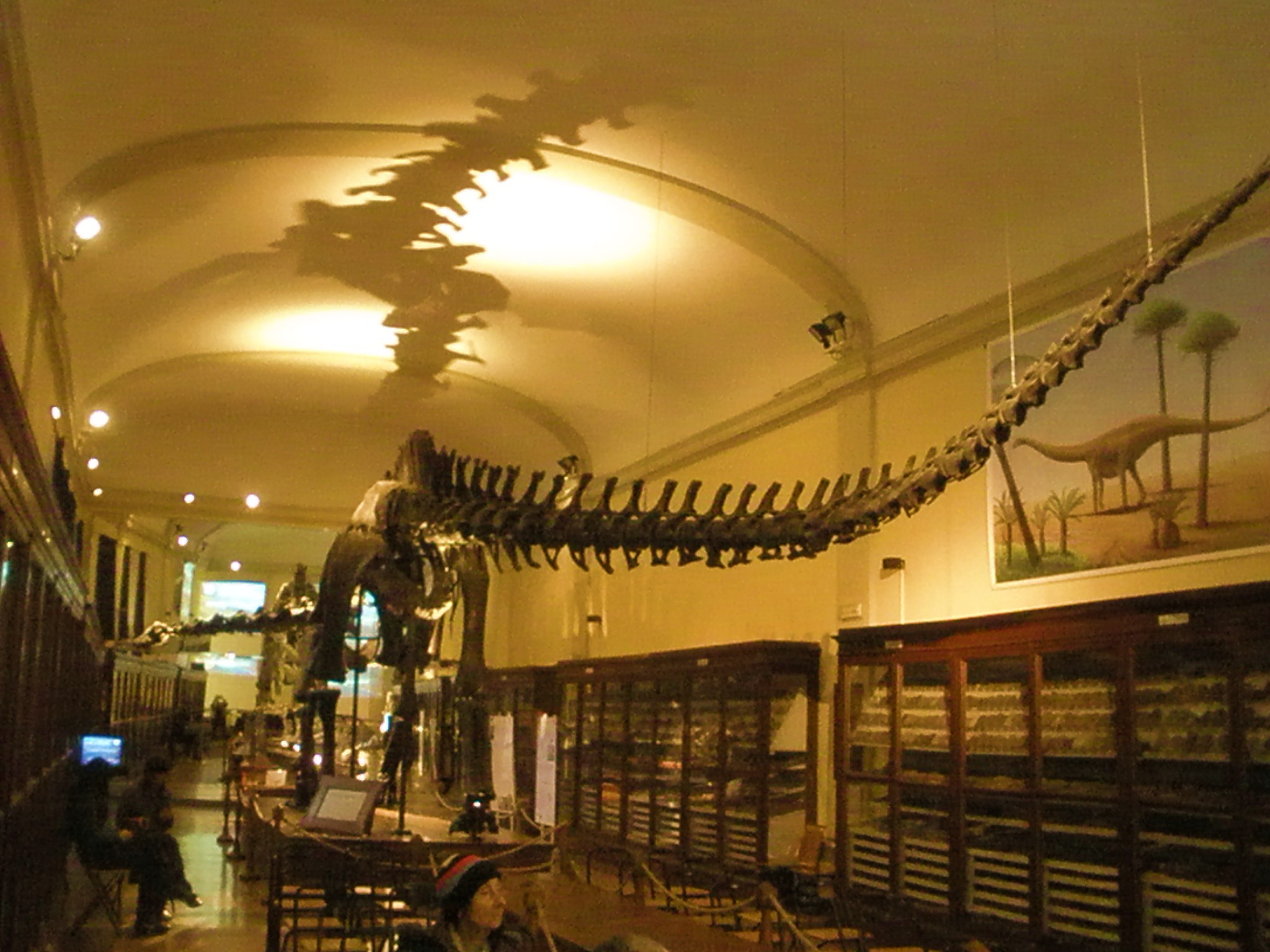
Bologna
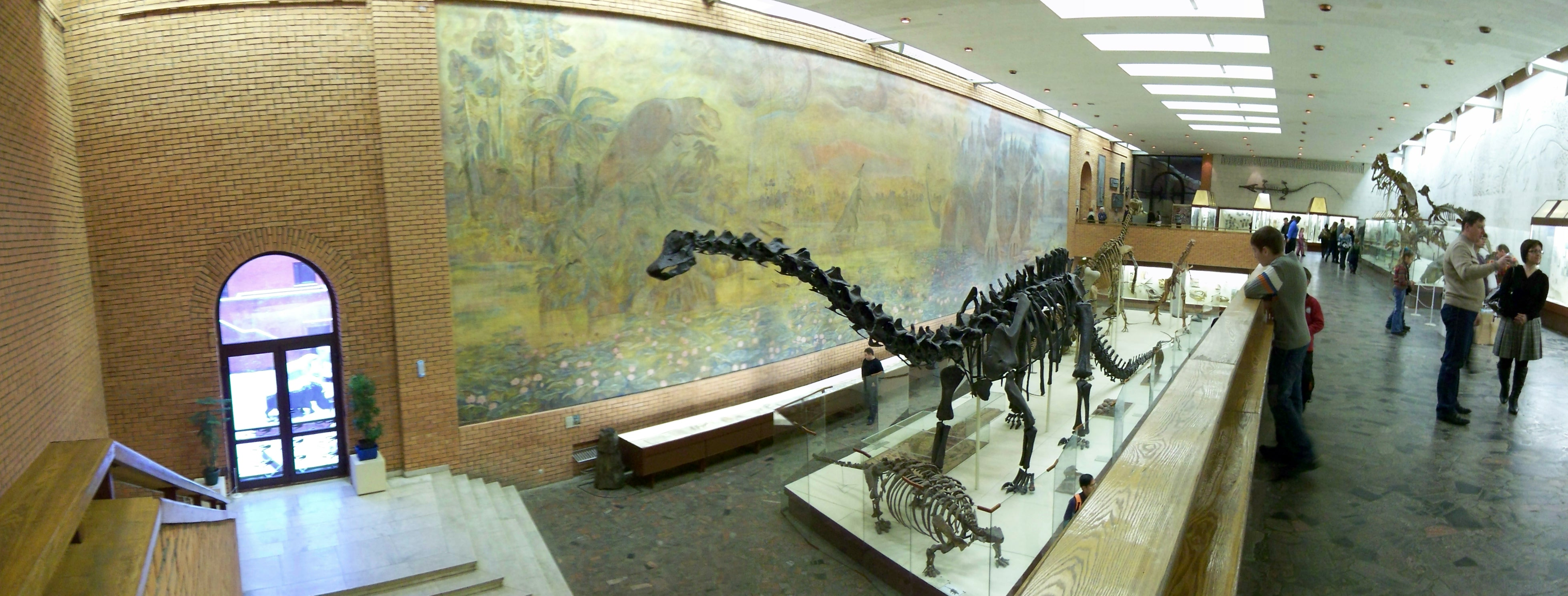
Moskou
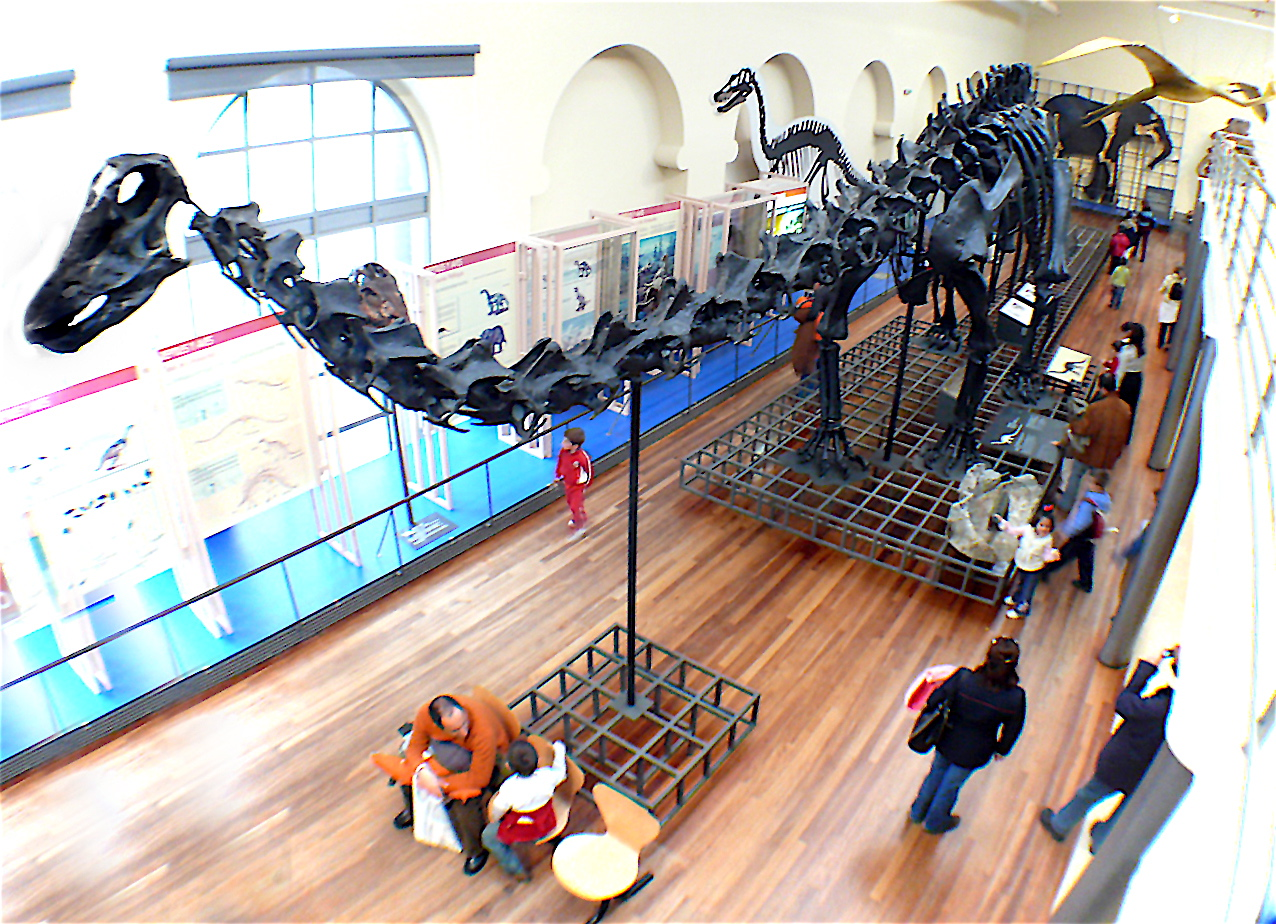
Madrid
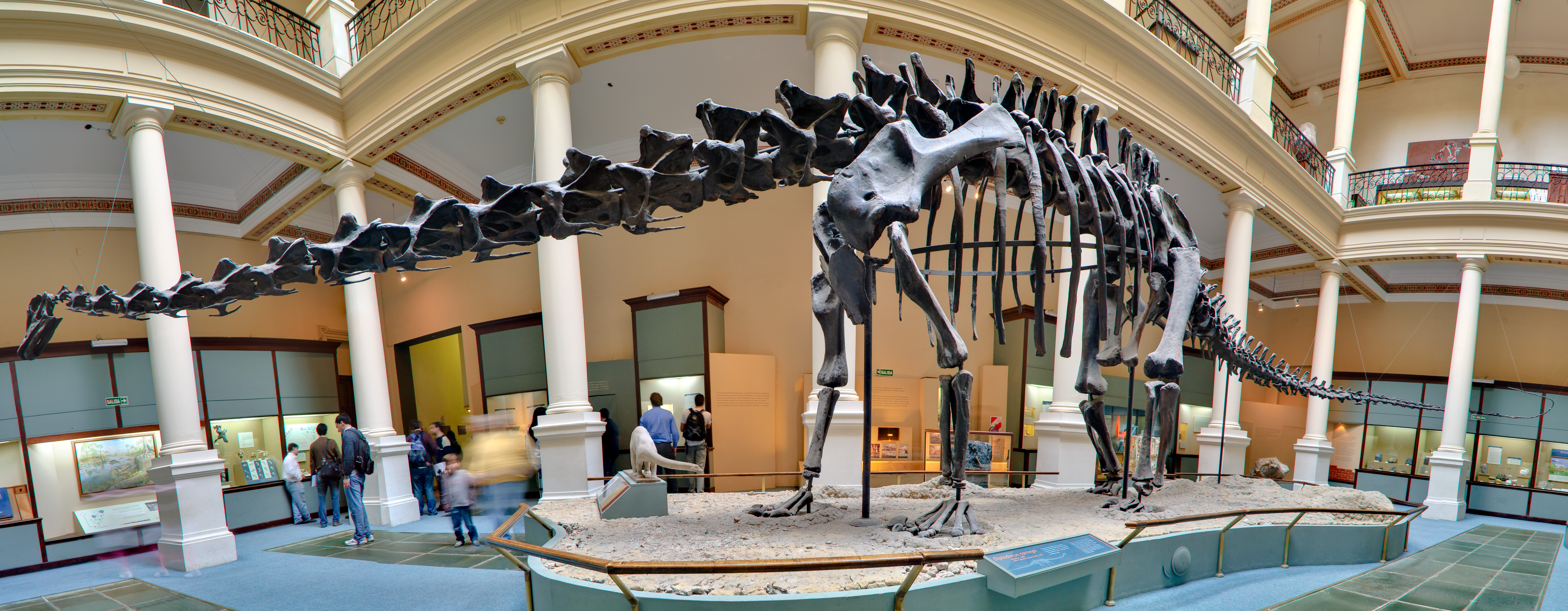
Buenos Aires

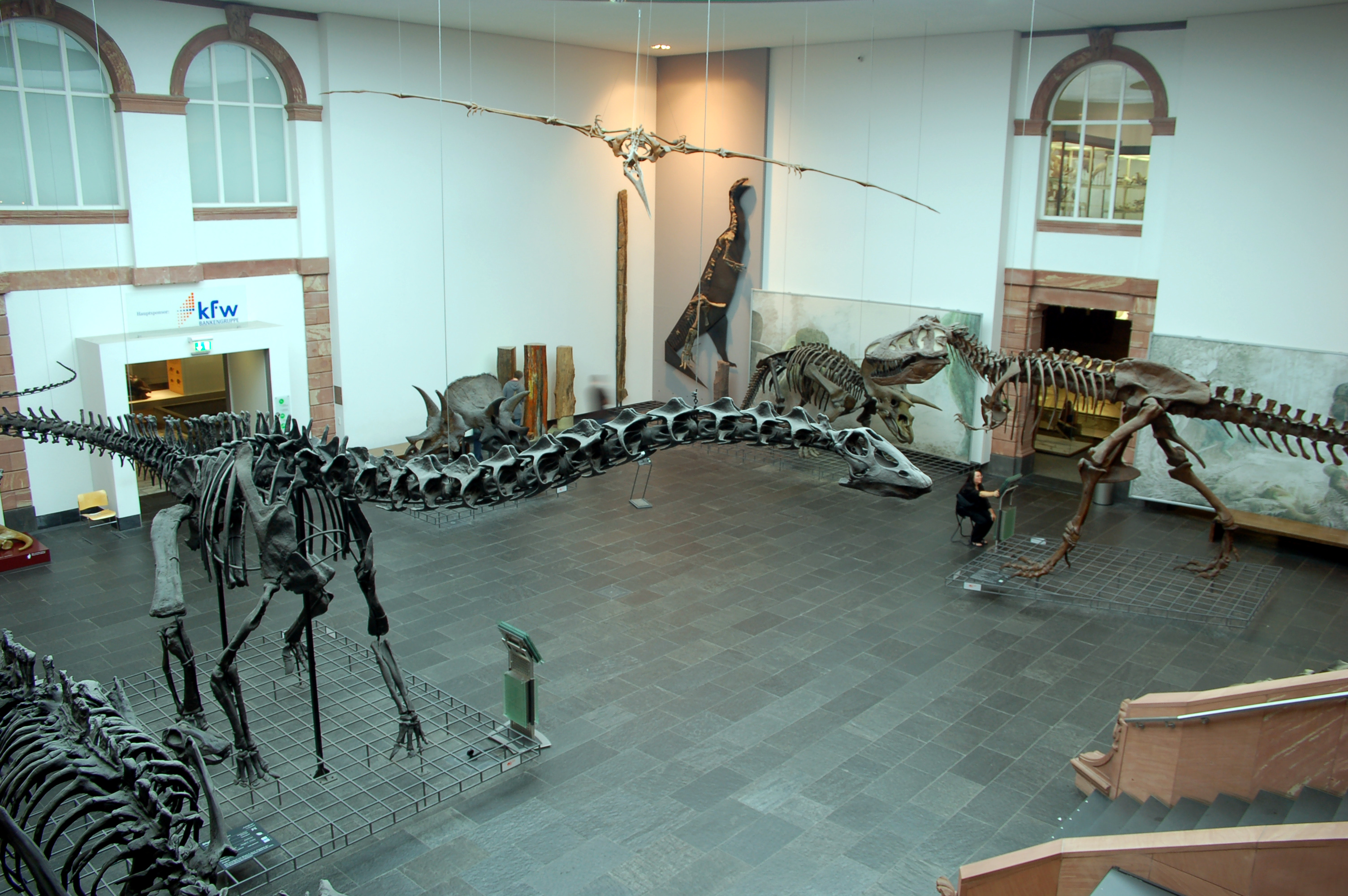
De diplodocus in Frankfurt

Soms werden van de afgietsels ook weer afgietsels gemaakt die weer in andere musea neergezet werden. Zo werd het, volgens paleontoloog Michael Taylor, het meest bekeken dinosauriërskelet uit de geschiedenis. Lang niet alle tentoongestelde skeletten van Diplodocus zijn echter van D. carnegii. Zo toont het Naturmuseum Senckenberg te Frankfurt am Main een skelet dat samengesteld is uit drie originele specimina van D. longus die in 1907 gedoneerd werden door het American Museum of Natural History in New York, dat zelf ook zo'n skelet heeft staan. Het National Museum of Natural History te Washington, D.C. laat een nog completer exemplaar zien. De resten van D. hayi (= Galeamopus) zijn, aangevuld met afgietsels van de andere soorten, te zien in het Houston Museum of Natural Science.

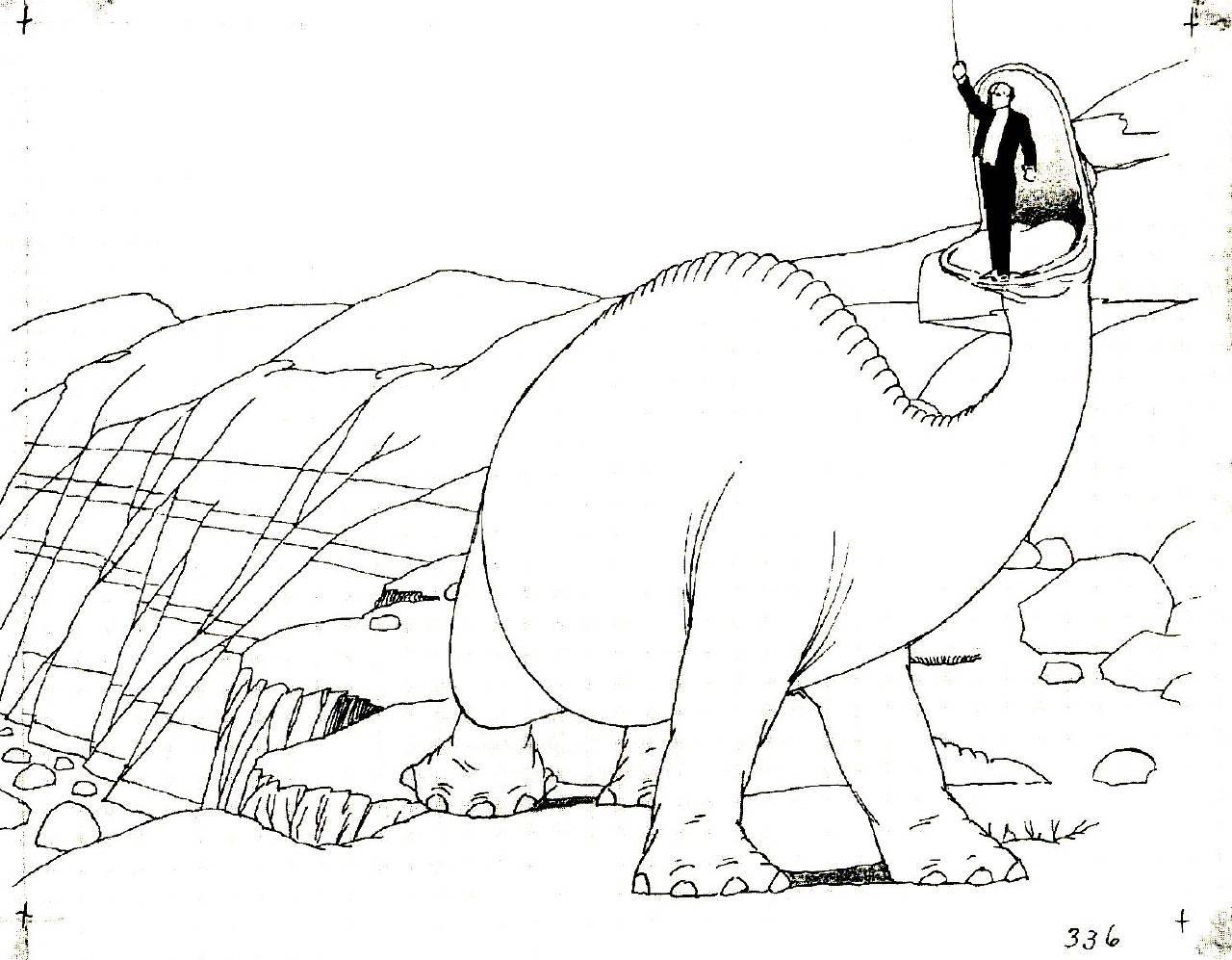
Gertie the Dinosaur

In latere jaren nam de aandacht voor Diplodocus af en zijn belang raakte overschaduwd door aansprekender sauropoden als Brontosaurus, waarvan de bekendste skeletten eigenlijk onder Apatosaurus vallen, en Brachiosaurus. Toch haalde Diplodocus al vroeg de massamedia. Reeds in 1914 liet de beroemde striptekenaar Winsor McCay hem figureren in een korte tekenfilm, een van de eerste animatiefilms ooit gemaakt: Gertie the Dinosaur. Deze traditie werd voortgezet in een optreden in Walt Disneys Fantasia uit 1940.
Modernere technieken om een levensechte weergave van uitgestorven dieren te bereiken, digitale animatie, werden in 1999 geïntroduceerd door de televisieserie Walking with Dinosaurs die in de tweede aflevering, Time of the Titans, de levensloop van een vrouwelijke Diplodocus liet zien. Daarbij had men zich grotendeels laten inspireren door de hypothesen van Dodson — zodat het dier voornamelijk van lage planten at — en Czerkas — de rug was uitgerust met een lange rij stekels. Ook ging men ervan uit dat Seismosaurus in feite een reusachtig exemplaar van Diplodocus was, wat meer spectaculaire beelden van gigantische dieren opleverde. Verschillende elementen in de episode waren erg speculatief, zoals de aanname dat jonge diplodoci in jeugdgroepen bescherming zochten tussen de bomen van dichte bossen totdat ze groot genoeg waren om zich bij een kudde te voegen en het bestaan van een uitstulpbare cloacamond bij het wijfje die als een legbuis kon dienen waardoor de eieren de lange weg naar de grond veilig konden afleggen. Ook onbewezen is de rol van Anurognathus die als de moderne ossenpikkers parasieten van de sauropodenhuid zou eten, iets waarvan we nu weten dat zijn kop daar veel te stomp voor was. Daarbij is deze pterosauriër, hoewel een tijdgenoot, niet uit het leefgebied van Diplodocus bekend.